# Camuflatge

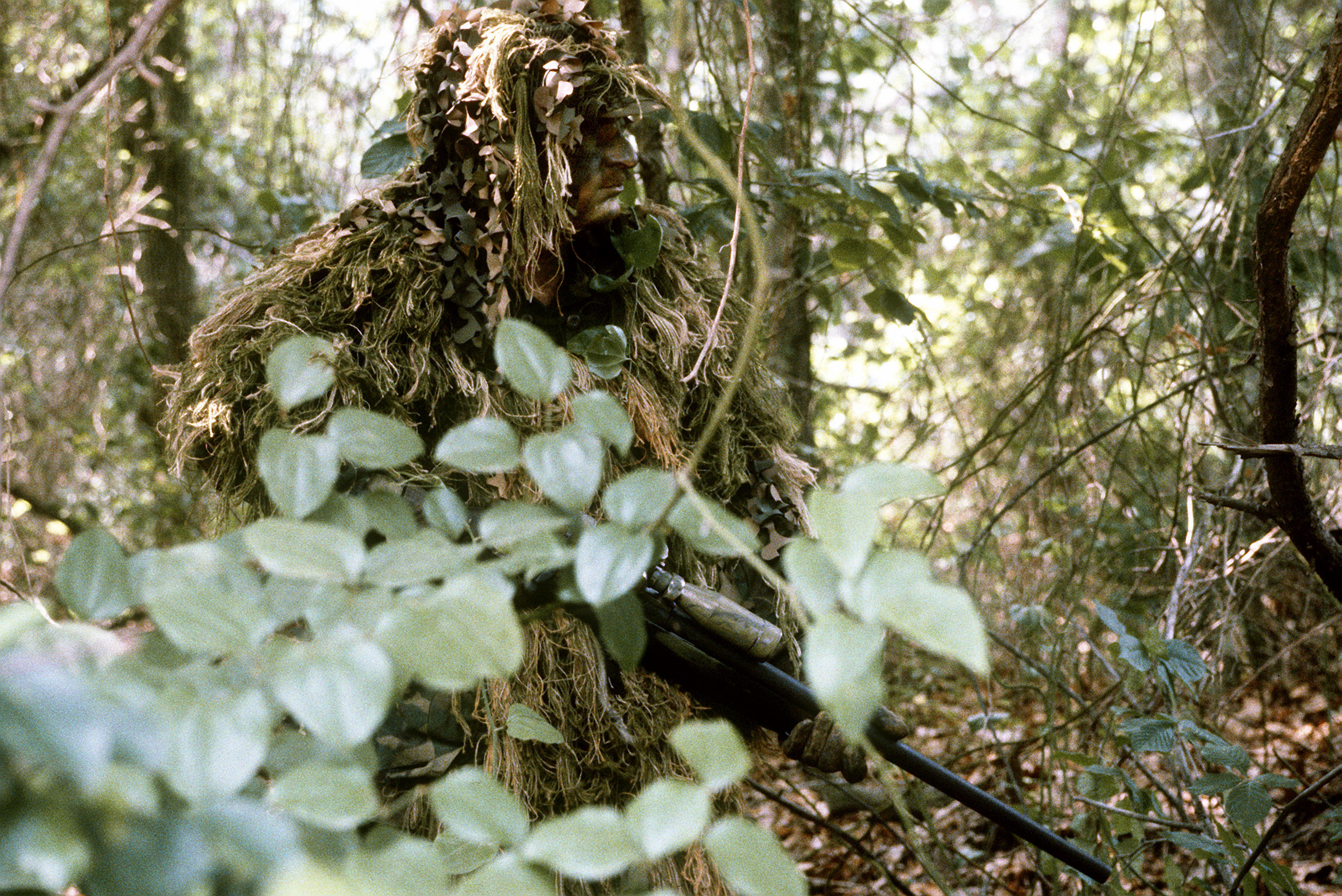
Equip de camuflatge de franctiradors

El camuflatge és el mètode que permet als organismes o objectes que d'altra forma serien visibles romandre indistingibles de l'entorn que els envolta. La paraula camuflatge prové del francès camouflage, format el 1914 en medis militars a partir del verb italià camuffare ('ocultar, disfressar'). A la natura es parla de mimetisme. Alguns exemples són el pelatge tacat del lleopard, l'uniforme de batalla d'un soldat modern i les ales del katídid, que imita les fulles. Un tercer enfocament, l'enlluernament per moviment, confon l'observador amb un patró cridaner, fent que l'objecte sigui visible però momentàniament més difícil de localitzar. La majoria dels mètodes de camuflatge busquen la cripsi, sovint mitjançant una semblança general amb el fons, una coloració disruptiva d'alt contrast, l'eliminació de l'ombra i el contraombrejat. A l'oceà obert, on no hi ha fons, els principals mètodes de camuflatge són la transparència, el platejat i la contraombra, mentre que la capacitat de produir llum s'utilitza, entre altres coses, per a la contrail·luminació a la part inferior dels cefalòpodes com els calamars. Alguns animals, com els camaleons i els pops, són capaços de canviar activament el patró i els colors de la seva pell, ja sigui per camuflatge o per senyalitzar. És possible que algunes plantes utilitzin el camuflatge per evitar ser menjades pels herbívors.
El camuflatge militar va ser impulsat per l'augment de l'abast i la precisió de les armes de foc al segle XIX. En particular, la substitució del mosquet imprecís pel rifle va convertir l'ocultació personal en batalla en una habilitat de supervivència. Al segle xx, el camuflatge militar es va desenvolupar ràpidament, especialment durant la Primera Guerra Mundial. A terra, artistes com André Mare van dissenyar esquemes de camuflatge i llocs d'observació disfressats d'arbres. Al mar, els vaixells mercants i els transportistes de tropes es pintaven amb patrons enlluernadors que eren molt visibles, però dissenyats per confondre els submarins enemics quant a la velocitat, l'abast i el rumb de l'objectiu. Durant i després de la Segona Guerra Mundial, es van utilitzar diversos esquemes de camuflatge per a avions i vehicles terrestres en diferents teatres de guerra. L'ús del radar des de mitjans del segle XX ha fet que el camuflatge per a avions militars d'ala fixa quedi obsolet en gran manera
L'ús no militar del camuflatge inclou fer que les torres de telefonia mòbil siguin menys intrusives i ajudar els caçadors a apropar-se als animals de caça cautelosos. Els patrons derivats del camuflatge militar s'utilitzen amb freqüència en la roba de moda, explotant els seus forts dissenys i, de vegades, el seu simbolisme. Els temes de camuflatge són recurrents en l'art modern, i tant figurativament com literalment en la ciència-ficció i les obres literàries.

## Història

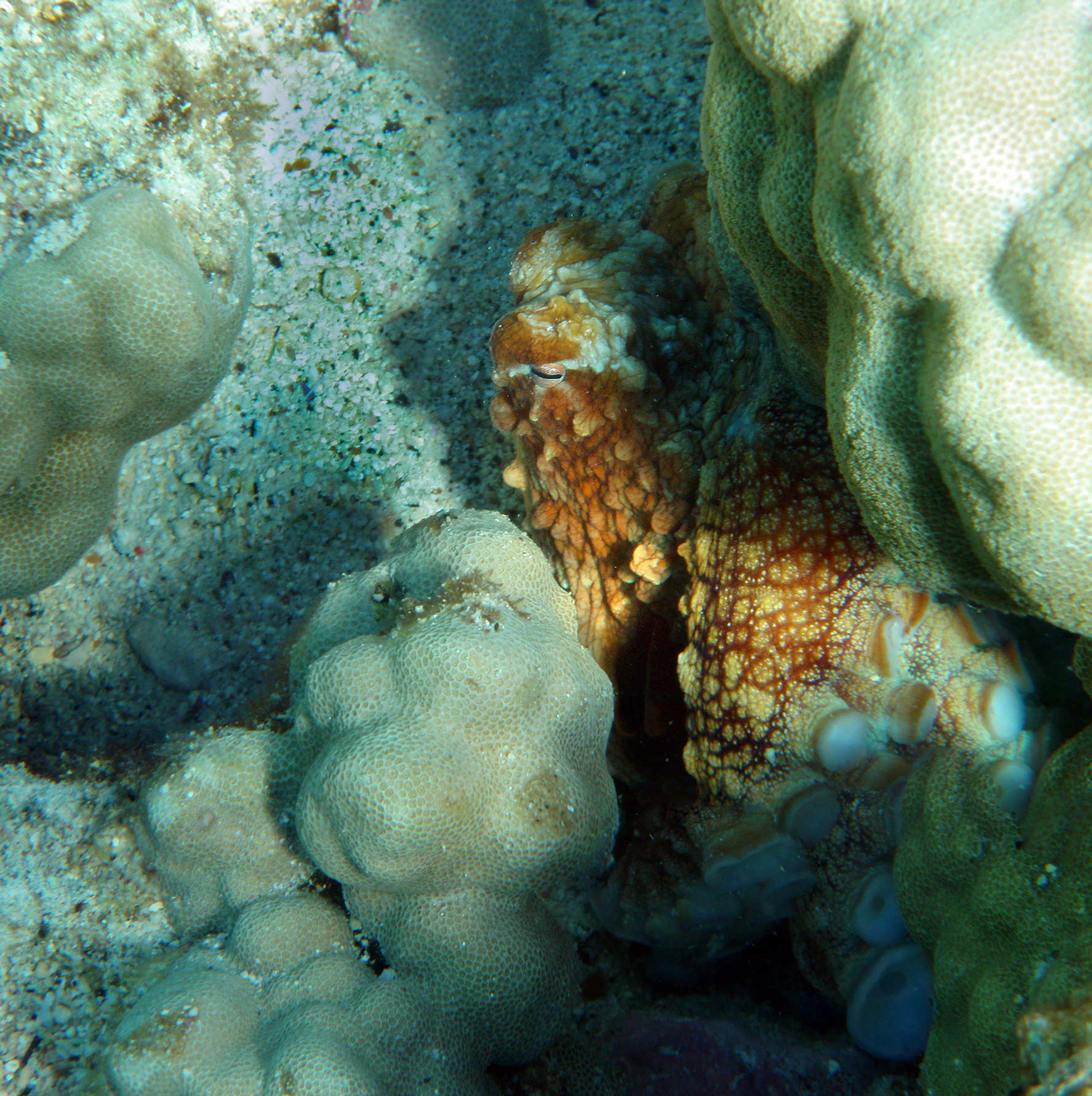
Els pops com aquest Octopus cyanea poden canviar de color (i de forma) per camuflatge.

### Antiguitat clàssica
A l'antiga Grècia, Aristòtil (384–322 aC) va comentar les habilitats de canvi de color, tant per al camuflatge com per a la senyalització, dels cefalòpodes, inclòs el pop, a la seva Historia animalium:
| «            | El pop... busca la seva presa canviant el seu color de manera que s'assembla al color de les pedres adjacents; també ho fa quan s'alarma. | » |
| — Aristòtil, | |   |

### Zoologia
El camuflatge ha estat un tema d'interès i recerca en zoologia durant més d'un segle. Segons la teoria de la selecció natural de Charles Darwin de 1859, característiques com el camuflatge van evolucionar proporcionant als animals individuals un avantatge reproductiu, permetent-los deixar més descendència, de mitjana, que altres membres de la mateixa espècie. A la seva obra L'origen de les espècies, Darwin va escriure:
| «         | Quan veiem els insectes que mengen fulles verds i els que s'alimenten d'escorça de color gris clapejat; la perdiu blanca a l'hivern, el gall fer del color de la bruc, i el gall fer negre el de la terra torbera, hem de creure que aquests tints són útils per a aquests ocells i insectes per preservar-los del perill. Els galls fers, si no es destrueixen en algun període de la seva vida, augmentarien en nombre incalculable; se sap que pateixen en gran mesura a causa dels ocells rapinyaires; i els astors es guien per la vista cap a les seves preses, tant és així que en algunes parts del continent s'adverteix a les persones que no tinguin coloms blancs, ja que són els més susceptibles de destrucció. Per tant, no veig cap raó per dubtar que la selecció natural pugui ser més eficaç per donar el color adequat a cada tipus de gall fer, i per mantenir aquest color, un cop adquirit, veritable i constant. | » |
| — Darwin, | |   |

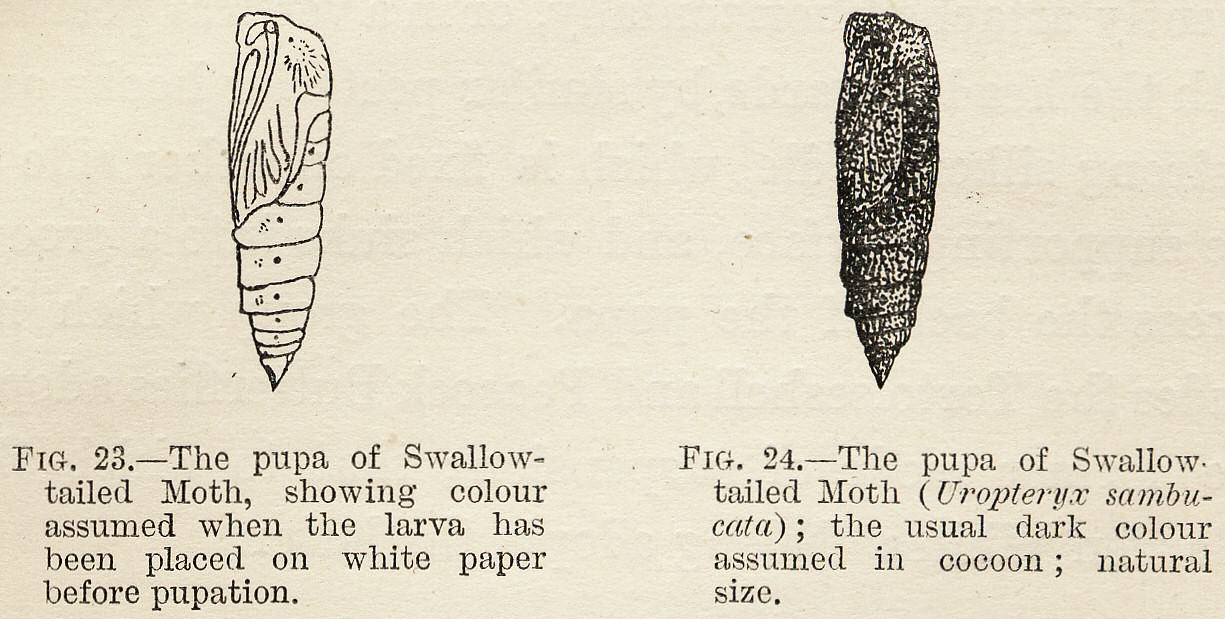
Experiment de Poulton, 1890: pupes d'arna de cua d'oreneta amb camuflatge que van adquirir com a larves

El zoòleg anglès Edward Bagnall Poulton va estudiar la coloració dels animals, especialment el camuflatge. En el seu llibre de 1890 Els colors dels animals, va classificar diferents tipus com ara la "semblança protectora especial" (on un animal s'assembla a un altre objecte) o la "semblança agressiva general" (on un depredador es fon amb el fons, cosa que li permet apropar-se a la presa). Els seus experiments van mostrar que les pupes de l'arna de cua d'oreneta estaven camuflades per coincidir amb els fons on es criaven com a larves. La "semblança protectora general" de Poulton  es considerava en aquell moment el principal mètode de camuflatge, com quan Frank Evers Beddard va escriure el 1892 que "els animals que freqüenten els arbres sovint són de color verd. Entre els vertebrats, nombroses espècies de lloros, iguanes, granotes arborícoles i la serp arborícola verda en són exemples". Beddard, però, va esmentar breument altres mètodes, incloent-hi la "coloració atractiva" de la mantis floral i la possibilitat d'un mecanisme diferent en la papallona de punta taronja. Va escriure que «les taques verdes disperses a la superfície inferior de les ales podrien haver estat destinades a un esbós aproximat de les petites floretes de la planta [una umbel·lífera, tan gran és la seva semblança mútua». També va explicar la coloració dels peixos marins com el verat: «Entre els peixos pelàgics és comú trobar la superfície superior de color fosc i la superfície inferior blanca, de manera que l'animal és discret quan es veu des de dalt o des de baix».

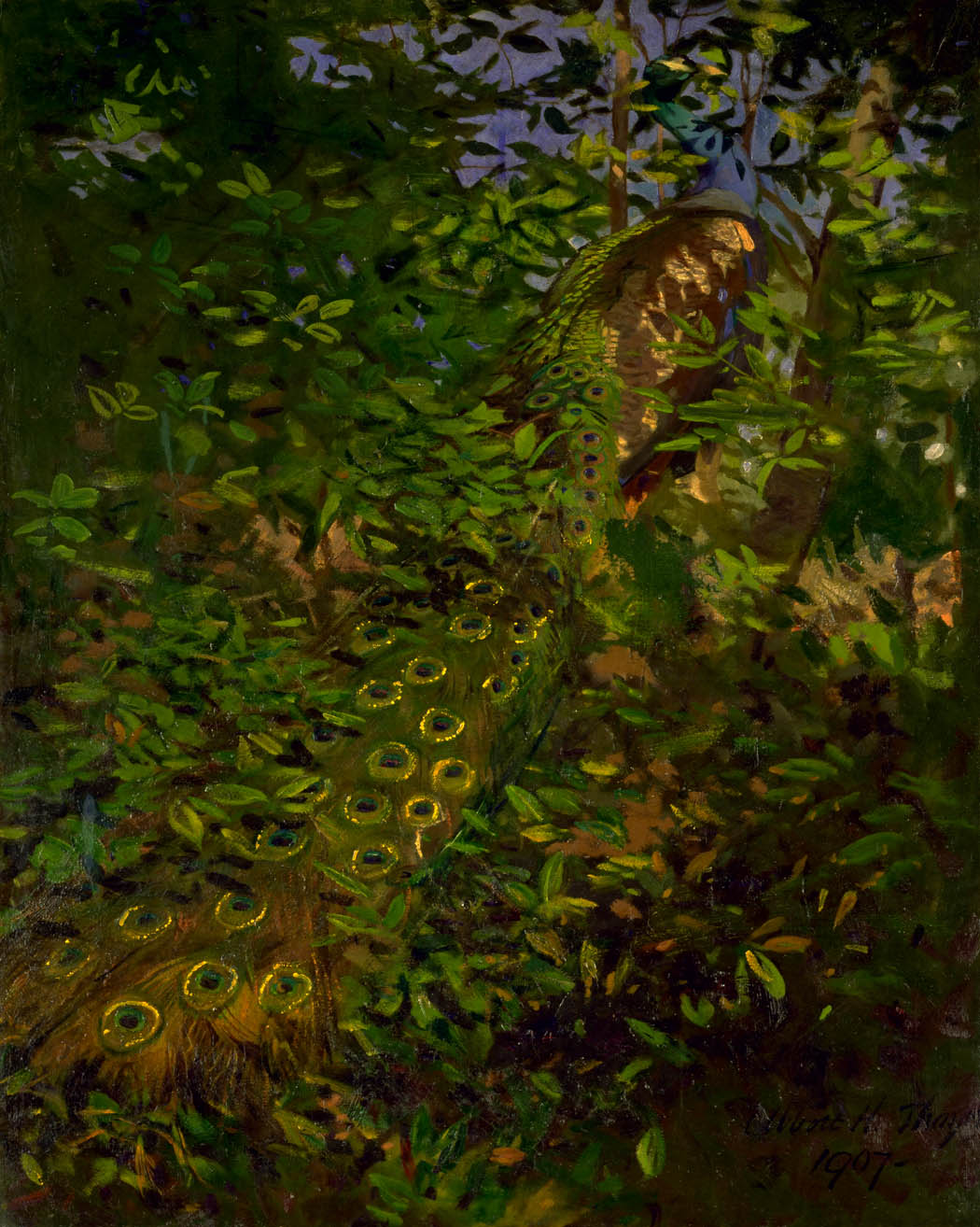
La pintura d'Abbott Thayer de 1907 Peacock in the Woods representava un paó com si estigués camuflat.

L'artista Abbott Handerson Thayer va formular el que de vegades s'anomena la llei de Thayer, el principi del contraombreig. Tanmateix, va exagerar el cas al llibre de 1909 Concealing-Coloration in the Animal Kingdom, argumentant que «tots els patrons i colors de tots els animals que han caçat o són caçats són, en certes circumstàncies normals, obliteratius» (és a dir, camuflatge críptic), i que «no existeix ni una sola marca de mimetisme, ni un sol color d'advertència... ni cap color seleccionat sexualment, enlloc del món on no hi hagi totes les raons per creure que és el millor dispositiu concebible per a l'ocultació del seu portador», i utilitzant pintures com ara Peacock in the Woods (1907) per reforçar el seu argument. Thayer va ser durament criticat per aquestes opinions per crítics, inclòs Teddy Roosevelt.
El llibre del zoòleg anglès Hugh Cott, Adaptive Coloration in Animals (1940), va corregir els errors de Thayer, de vegades bruscament: "Així, trobem que Thayer força la teoria fins a un extrem fantàstic en un intent de fer que cobreixi gairebé tots els tipus de coloració del regne animal". Cott va construir sobre els descobriments de Thayer, desenvolupant una visió completa del camuflatge basada en el "contrast màxim disruptiu", el contraombrejat i centenars d'exemples. El llibre explicava com funcionava el camuflatge disruptiu, utilitzant ratlles de colors fortament contrastants, paradoxalment fent que els objectes fossin menys visibles trencant els seus contorns. Tot i que Cott era més sistemàtic i equilibrat en el seu punt de vista que Thayer, i incloïa algunes proves experimentals sobre l'eficàcia del camuflatge, el seu llibre de text de 500 pàgines era, com el de Thayer, principalment una narrativa d'història natural que il·lustrava teories amb exemples.
L'evidència experimental que el camuflatge ajuda les preses a evitar ser detectades pels depredadors es va proporcionar per primera vegada el 2016, quan es va demostrar que els ocells que nien a terra (corriols i corredors) sobreviuen segons la coincidència del contrast dels seus ous amb l'entorn local.

## Evolució
Com que hi ha una manca d'evidència de camuflatge en el registre fòssil, estudiar l'evolució de les estratègies de camuflatge és molt difícil. A més, els trets de camuflatge han de ser adaptables (proporcionar un guany d'aptitud en un entorn determinat) i hereditaris (en altres paraules, el tret ha de patir una selecció positiva). Per tant, estudiar l'evolució de les estratègies de camuflatge requereix una comprensió dels components genètics i les diverses pressions ecològiques que impulsen la cripsi.

### Història dels fòssils
El camuflatge és una característica dels teixits tous que rarament es conserva en el registre fòssil, però rares mostres de pell fossilitzades del període Cretaci mostren que alguns rèptils marins tenien ombra contraposada. Les pells, pigmentades amb eumelanina de color fosc, revelen que tant les tortugues laúd com els mosasaures tenien esquenes fosques i panxes clares. Hi ha proves fòssils d'insectes camuflats que es remunten a més de 100 anys. milions d'anys, per exemple, larves de crisopes que s'enganxen restes per tot el cos de manera molt semblant a com fan els seus descendents moderns, amagant-les de les seves preses. Sembla que els dinosaures estaven camuflats, com a 120 S'ha conservat un fòssil de psitacosaure de fa un milió d'anys amb contraombrejat.

### Genètica
El camuflatge no té un únic origen genètic. Tanmateix, l'estudi dels components genètics del camuflatge en organismes específics il·lumina les diverses maneres en què la cripsi pot evolucionar entre llinatges. Molts cefalòpodes tenen la capacitat de camuflar-se activament, controlant la cripsi mitjançant l'activitat neuronal. Per exemple, el genoma de la sípia comuna inclou 16 còpies del gen de la reflectina, que atorga a l'organisme un control notable sobre la coloració i la iridescència. Es creu que el gen de la reflectina es va originar a través de la transposició de bacteris simbiòtics Aliivibrio fischeri, que proporcionen bioluminescència als seus hostes. Tot i que no tots els cefalòpodes utilitzen el camuflatge actiu, els cefalòpodes antics poden haver heretat el gen horitzontalment del simbiòtic A.fischeri, amb divergència produïda a través de la posterior duplicació gènica (com en el cas de Sepia officinalis ) o pèrdua gènica (com passa amb els cefalòpodes sense capacitat de camuflatge actiu). Això és únic com a cas de camuflatge que sorgeix com a cas de transferència horitzontal de gens des d'un endosimbiont. Tanmateix, altres mètodes de transferència horitzontal de gens són comuns en l'evolució de les estratègies de camuflatge en altres llinatges. Les arnes pebreres i els insectes bastó tenen gens relacionats amb el camuflatge que provenen d'esdeveniments de transposició.
Els gens Agouti són gens ortòlegs implicats en el camuflatge en molts llinatges. Produeixen coloració groga i vermella (feomelanina) i treballen en competició amb altres gens que produeixen colors negre (melanina) i marró (eumelanina). En ratolins cérvols orientals, durant un període d'uns 8000 anys, el gen únic de l'agutí va desenvolupar 9 mutacions que van fer que l'expressió del pelatge groc fos més forta sota selecció natural i van eliminar en gran manera la coloració del pelatge negre que codifica la melanina. D'altra banda, tots els gats domesticats negres tenen delecions del gen agouti que impedeixen la seva expressió, és a dir, no es produeix cap color groc o vermell. L'evolució, la història i l'abast generalitzat del gen agutí mostren que diferents organismes sovint es basen en gens ortòlegs o fins i tot idèntics per desenvolupar una varietat d'estratègies de camuflatge.

## Ecologia

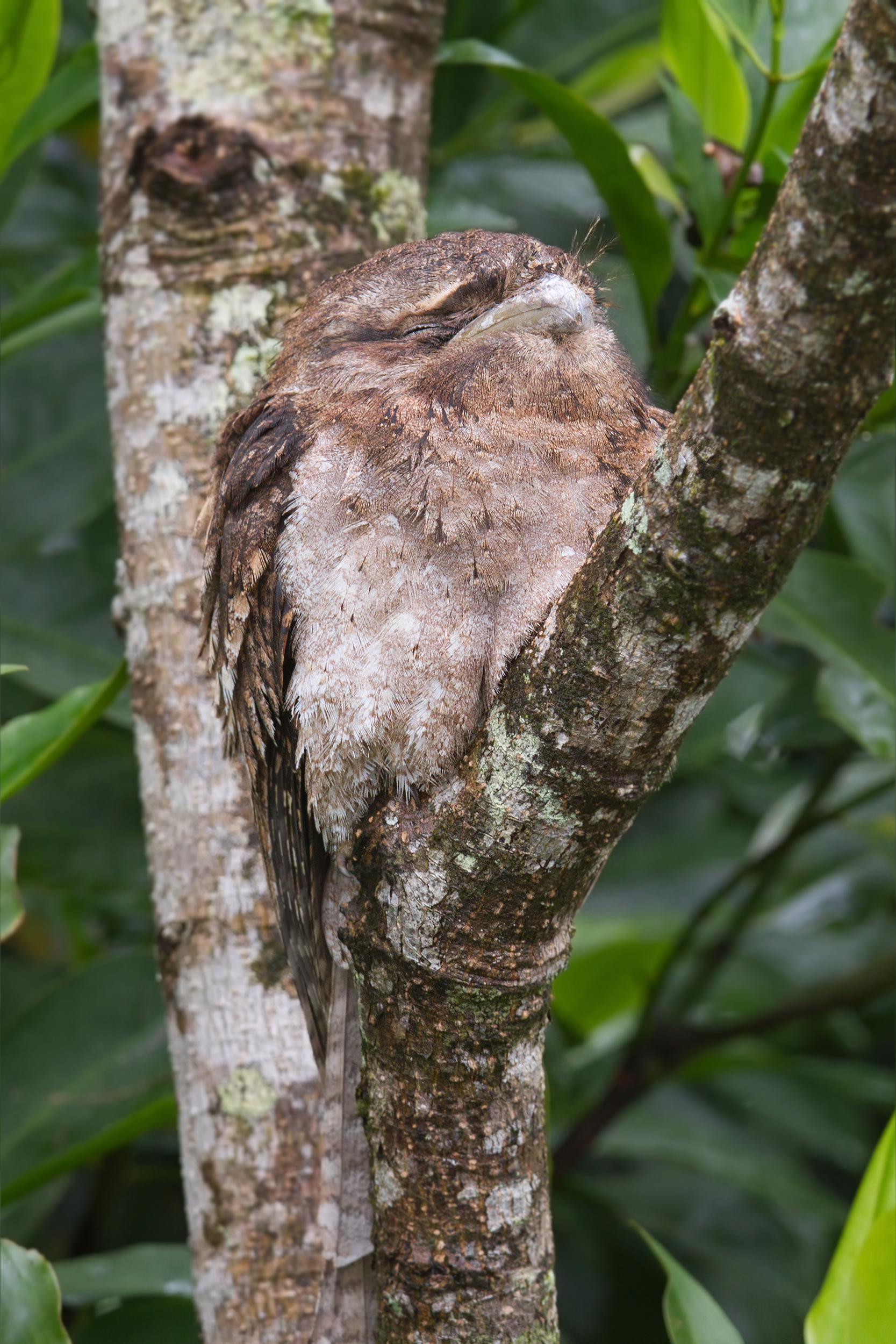
Boca de granota papú (Podargus papuensis), riu Daintree, Queensland, Austràlia

Tot i que el camuflatge pot augmentar l'aptitud d'un organisme, té costos genètics i energètics. Hi ha un compromís entre detectabilitat i mobilitat. Les espècies camuflades per encaixar en un microhàbitat específic tenen menys probabilitats de ser detectades quan es troben en aquest microhàbitat, però han de gastar energia per arribar a aquestes zones, i de vegades per romandre-hi. Fora del microhàbitat, l'organisme té més probabilitats de ser detectat. El camuflatge generalitzat permet a les espècies evitar la depredació en una àmplia gamma d'hàbitats, però és menys eficaç. El desenvolupament d'estratègies de camuflatge generalitzades o especialitzades depèn en gran manera de la composició biòtica i abiòtica de l'entorn circumdant.
Hi ha molts exemples dels compromisos entre els patrons críptics específics i els generals. Phestilla melanocrachia, una espècie de nudibranqui que s'alimenta de corall pedregós, utilitza patrons críptics específics en els ecosistemes dels esculls. Els sifons dels nudibranquis pigmenten el corall consumit a l'epidermis, adoptant la mateixa tonalitat que el corall consumit. Això permet que el nudibranqui canviï de color (principalment entre negre i taronja) depenent del sistema de corall on habita. Tanmateix, P. melanocrachia només pot alimentar-se i pondre ous a les branques del corall hoste, Platygyra carnosa, cosa que limita l'abast geogràfic i l'eficàcia en la criptisi nutricional dels nudibranquis. A més, el canvi de color dels nudibranquis no és immediat, i canviar entre hostes de corall quan es busca nou aliment o refugi pot ser costós.
Els costos associats amb la cripsi que distreu o disruptiva són més complexos que els costos associats amb la coincidència de fons. Els patrons disruptius distorsionen el contorn corporal, cosa que dificulta la seva identificació i localització amb precisió. No obstant això, els patrons disruptius resulten en una major depredació. Els patrons disruptius que impliquen específicament la simetria visible (com en algunes papallones) redueixen la supervivència i augmenten la depredació. Alguns investigadors argumenten que, com que la forma de l'ala i el patró de color estan relacionats genèticament, és genèticament costós desenvolupar coloracions asimètriques de les ales que millorin l'eficàcia dels patrons críptics disruptius. La simetria no comporta un cost de supervivència elevat per a les papallones i les arnes que els seus depredadors veuen des de dalt sobre un fons homogeni, com ara l'escorça d'un arbre. D'altra banda, la selecció natural impulsa les espècies amb orígens i hàbitats variables a allunyar els patrons simètrics del centre de l'ala i el cos, interrompent el reconeixement de la simetria dels seus depredadors.

## Principis

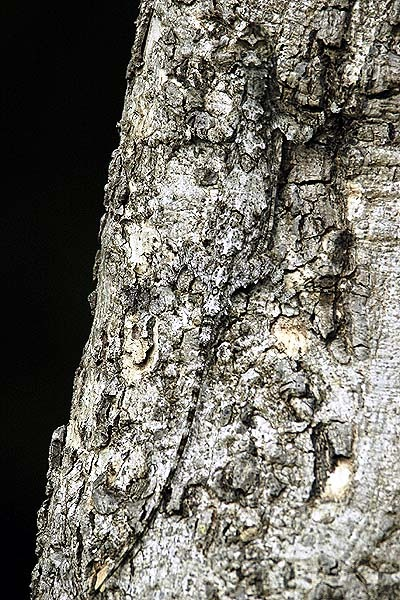
Draco dussumieri del Parc Nacional de Bandipur, Índia

El camuflatge es pot aconseguir mitjançant diferents mètodes. La majoria dels mètodes ajuden a amagar-se contra un fons; però la mimesi i l'enlluernament del moviment protegeixen sense amagar. Els mètodes es poden aplicar sols o en combinació. Molts mecanismes són visuals, però algunes investigacions han explorat l'ús de tècniques contra la detecció olfactiva (olor) i acústica (so). Els mètodes també es poden aplicar a l'equipament militar.

### Coincidència amb el fons
Els colors i els patrons d'alguns animals coincideixen amb un fons natural concret. Aquest és un component important del camuflatge en tots els entorns. Per exemple, els periquitos que habiten als arbres són principalment verds; les becades del sòl del bosc són marrons i clapejades; els bitxos dels canyissars són de color marró ratllat i beix; en cada cas, la coloració de l'animal coincideix amb els tons del seu hàbitat. De la mateixa manera, els animals del desert són gairebé tots de color desèrtic en tons de sorra, beix, ocre i gris marró, ja siguin mamífers com el jerbuix o la guineu fennec, ocells com l'alosa del desert o la ganga de sorra, o rèptils com l'escíncid o l'escurçó banyut. Els uniformes militars també solen semblar-se als seus fons; per exemple, els uniformes caqui són d'un color fangós o polsós, originalment escollits per al servei al sud d'Àsia. Moltes arnes mostren melanisme industrial, inclosa l'arna pebrera, que té una coloració que es barreja amb l'escorça dels arbres. La coloració d'aquests insectes va evolucionar entre 1860 i 1940 per coincidir amb el color canviant dels troncs dels arbres sobre els quals descansen, des de pàl·lid i clapejat fins a gairebé negre a les zones contaminades. Els zoòlegs ho consideren una prova que el camuflatge està influenciat per la selecció natural, així com que demostra que canvia on cal per semblar-se al fons local.

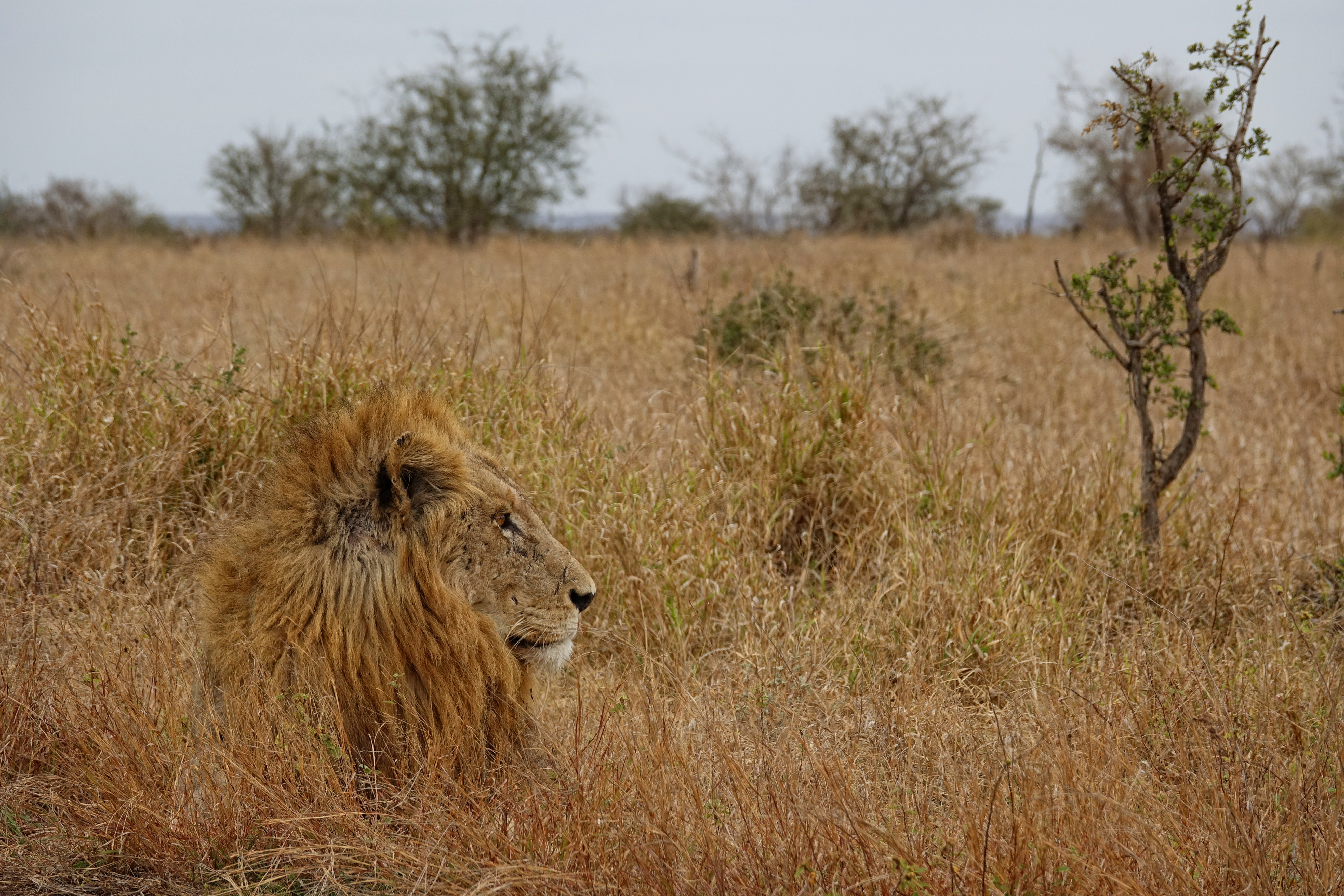
Lleó al Parc Nacional Kruger, Sud-àfrica, barrejant-se amb l'herba alta
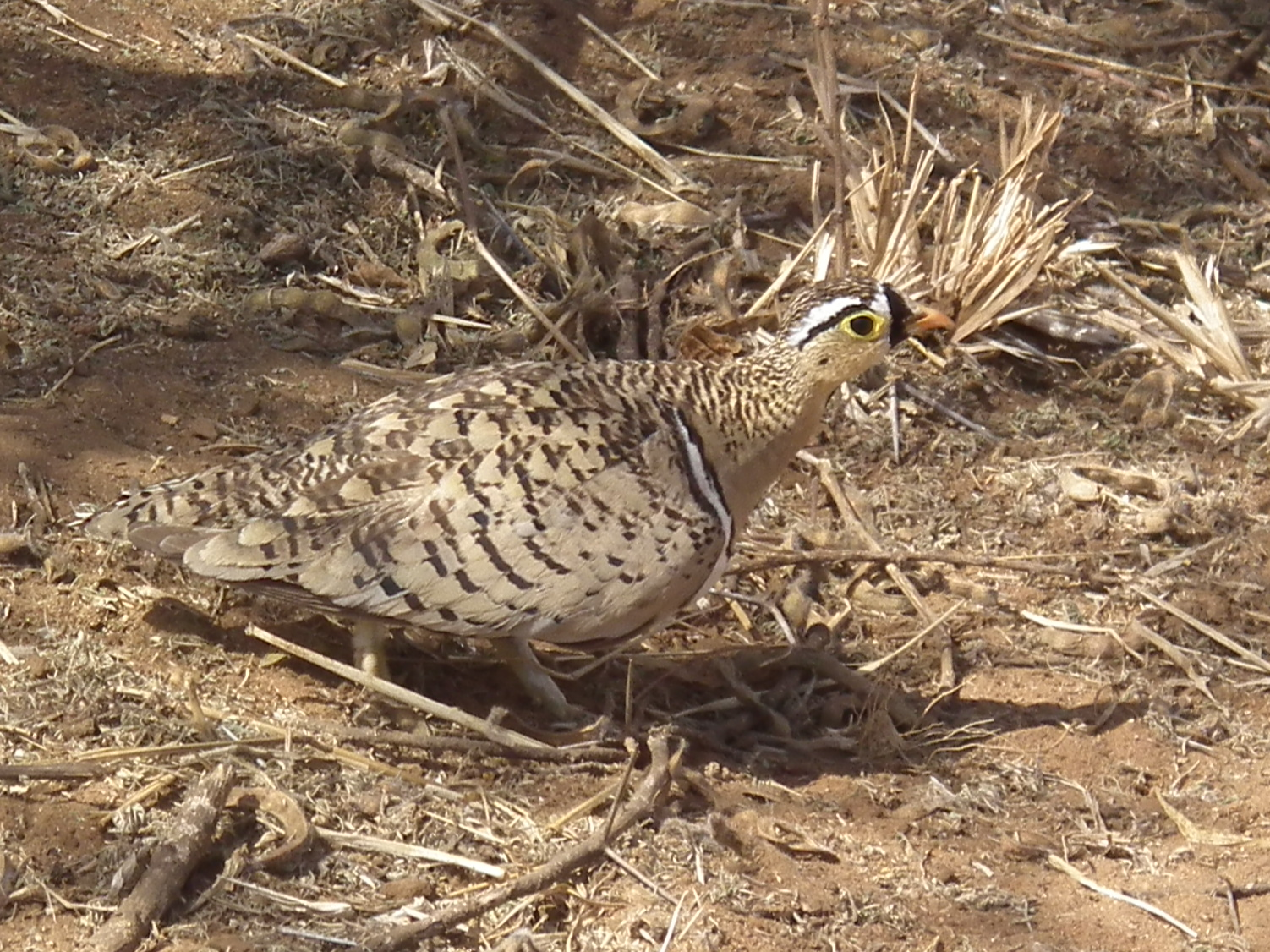
La ganga cara negra té un color semblant al del seu fons desèrtic.
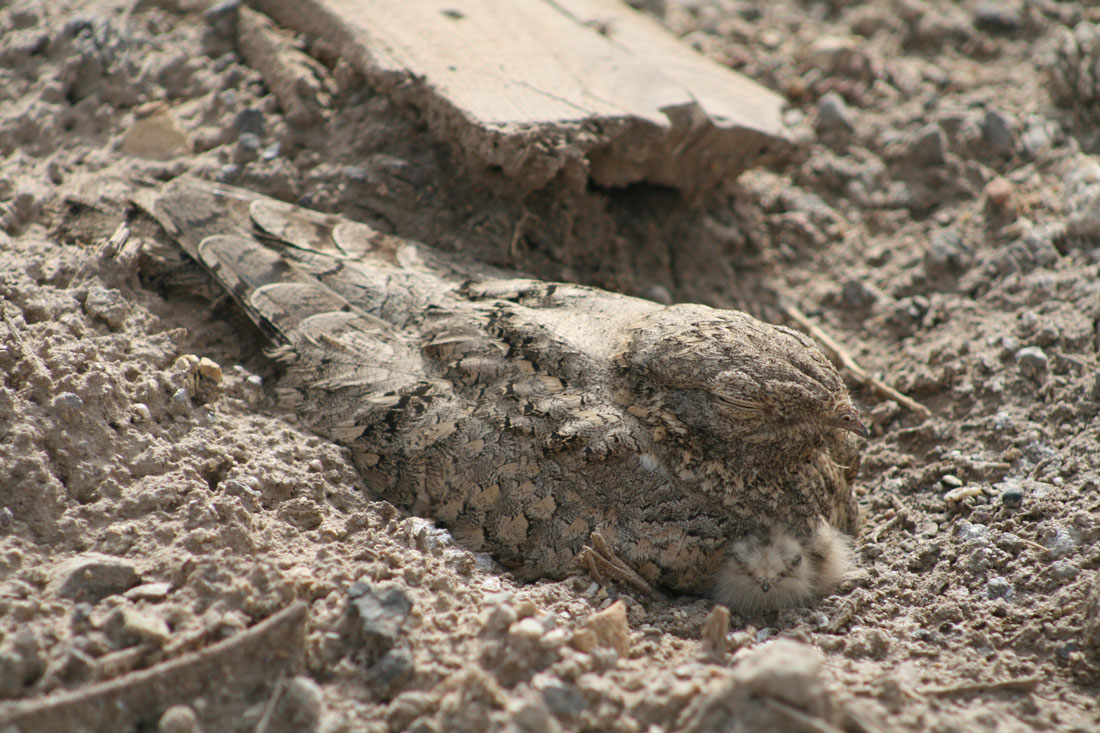
L'Enganyapastors d'Egipte fa el niu a la sorra oberta amb només el seu plomatge camuflat per protegir-lo.
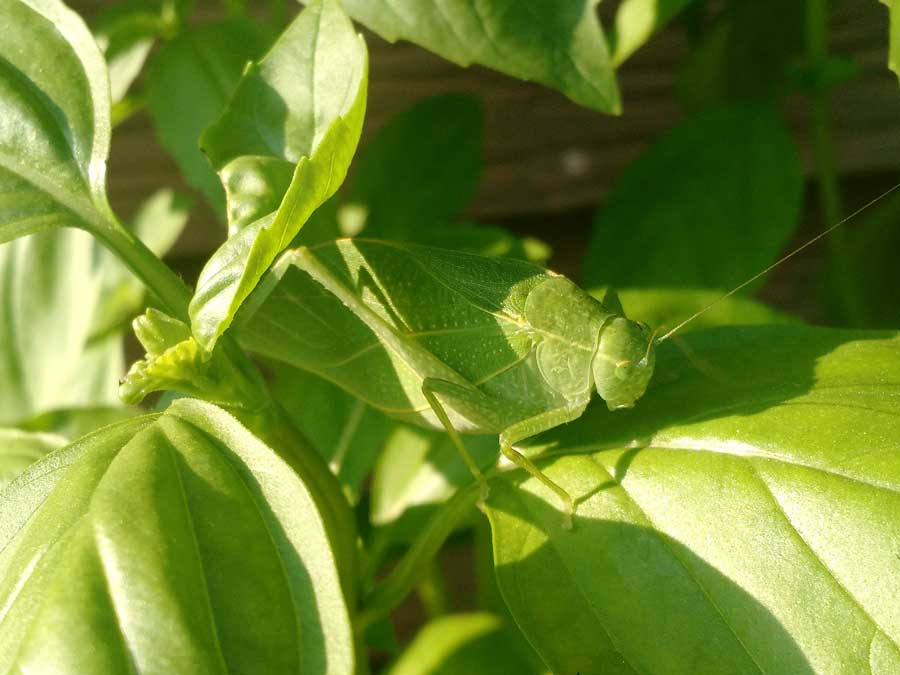
La llagosta verda brillant té el color de la vegetació fresca.

### Coloració disruptiva

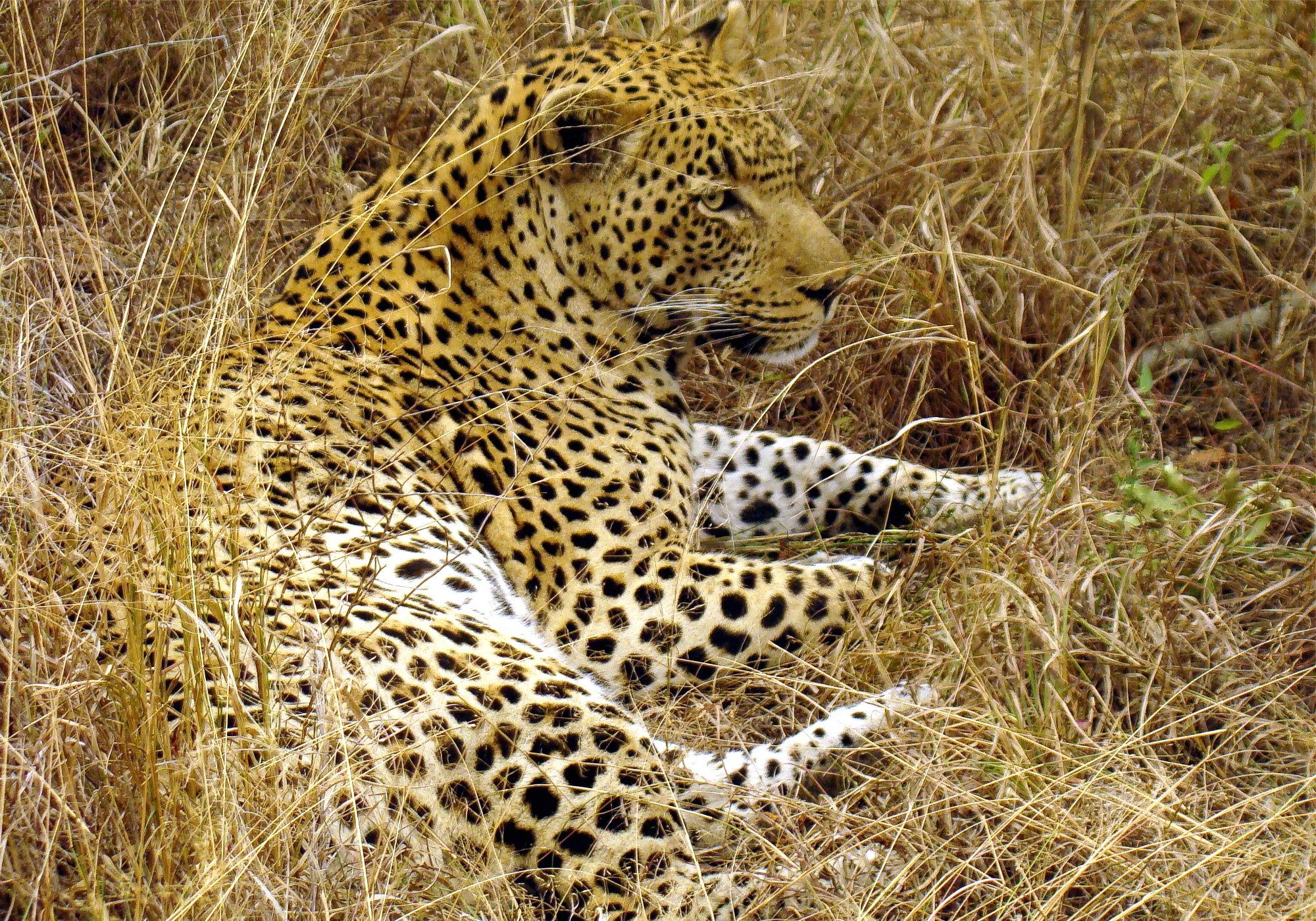
Lleopard: un depredador camuflat de manera disruptiva

Els patrons disruptius utilitzen marques molt contrastades i no repetitives, com ara taques o ratlles, per trencar els contorns d'un animal o vehicle militar, o per ocultar trets reveladors, especialment emmascarant els ulls, com en la granota comuna. Els patrons disruptius poden utilitzar més d'un mètode per derrotar sistemes visuals com ara la detecció de vores. Els depredadors com el lleopard utilitzen un camuflatge disruptiu per ajudar-los a apropar-se a les preses, mentre que les preses potencials l'utilitzen per evitar ser detectades pels depredadors. Els patrons disruptius són habituals en l'ús militar, tant per a uniformes com per a vehicles militars. Tanmateix, els patrons disruptius no sempre aconsegueixen la cripsi per si sols, ja que un animal o un objectiu militar poden ser revelats per factors com la forma, la brillantor i l'ombra.
La presència de marques a la pell marcades no demostra per si sola que un animal depengui del camuflatge, ja que això depèn del seu comportament. Per exemple, tot i que les girafes tenen un patró d'alt contrast que podria ser una coloració pertorbadora, els adults són molt visibles quan són a l'aire lliure. Alguns autors han argumentat que les girafes adultes són críptiques, ja que quan es troben entre arbres i arbustos són difícils de veure fins i tot a uns pocs metres de distància. Tanmateix, les girafes adultes es mouen per obtenir la millor visió d'un depredador que s'acosta, confiant en la seva mida i capacitat per defensar-se, fins i tot dels lleons, en lloc del camuflatge. Una explicació diferent és que les girafes joves són molt més vulnerables a la depredació que les adultes. Més de la meitat de totes les cries de girafa moren en el termini d'un any, i les mares girafa amaguen les seves cries acabades de néixer, que passen gran part del temps estirades a cobert mentre les seves mares són fora alimentant-se. Les mares tornen un cop al dia per alimentar els seus vedells amb llet. Com que la presència d'una mare a prop no afecta la supervivència, s'argumenta que aquestes girafes juvenils han d'estar molt ben camuflades; això es recolza en el fet que les marques del pelatge són fortament heretades.

La possibilitat de camuflatge en les plantes va ser poc estudiada fins a finals del segle XX. La variegació de les fulles amb taques blanques pot servir de camuflatge en les plantes del sotabosc, on hi ha un fons tacat; el tacat de les fulles es correlaciona amb hàbitats tancats. El camuflatge disruptiu tindria un clar avantatge evolutiu en les plantes: tendrien a escapar de ser menjades pels herbívors. Una altra possibilitat és que algunes plantes tinguin fulles de colors diferents a les superfícies superiors i inferiors o en parts com les venes i les tiges per fer que els insectes camuflats de verd siguin visibles, i així beneficien les plantes en afavorir l'eliminació dels herbívors pels carnívors. Aquestes hipòtesis són comprovables.

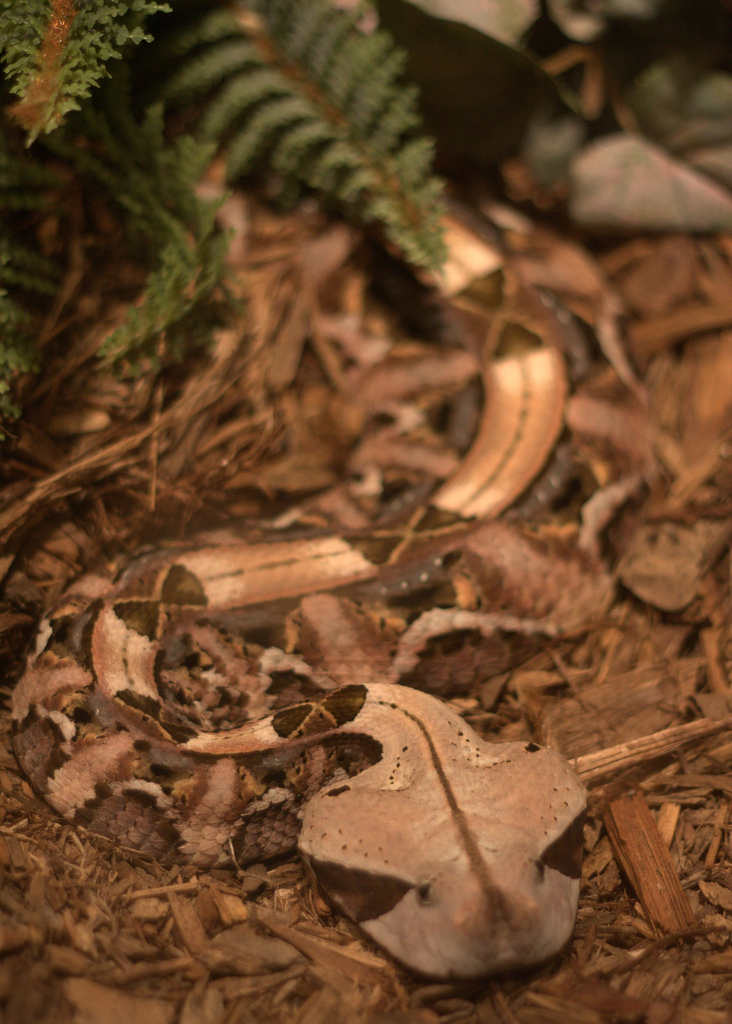
Les marques atrevides de l'escurçó de Gabó són poderosament pertorbadores.
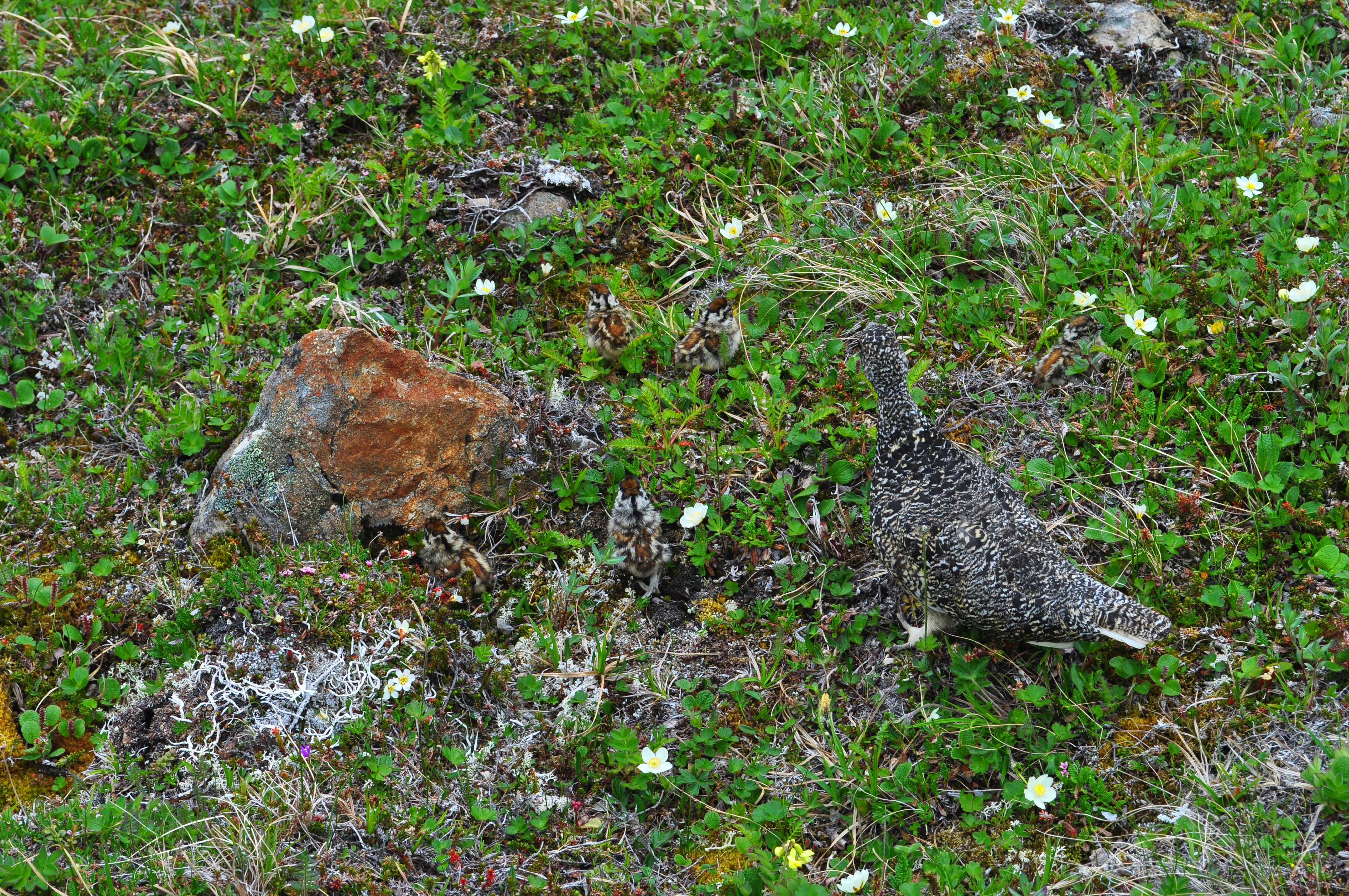
Una perdícula blanca i cinc pollets exhibeixen un camuflatge disruptiu excepcional
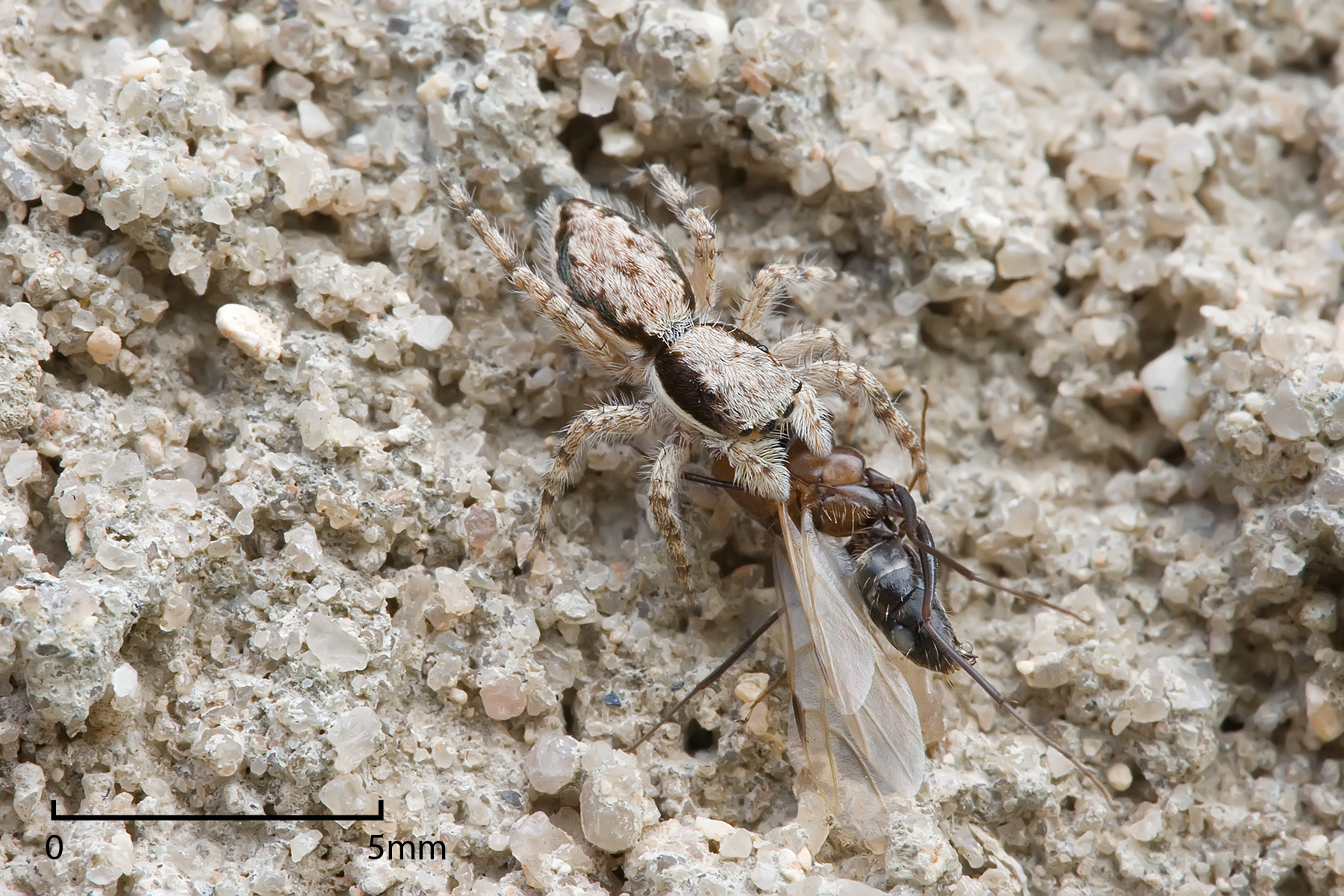
Aranya saltadora: un depredador invertebrat camuflat de manera disruptiva
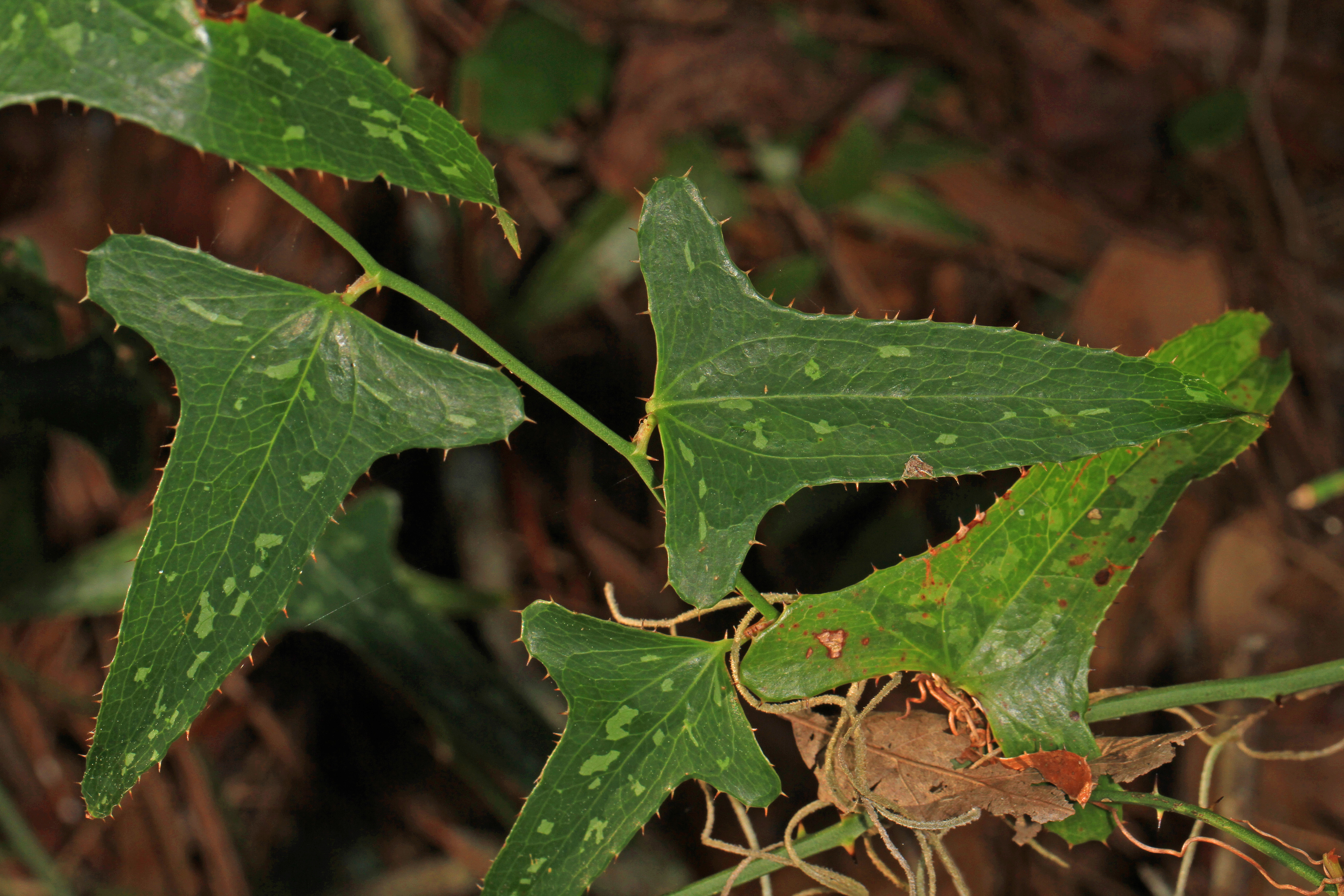
Moltes plantes de sotabosc com l'esbarzer verd, Smilax bona-nox, tenen marques pàl·lides, possiblement un camuflatge pertorbador.
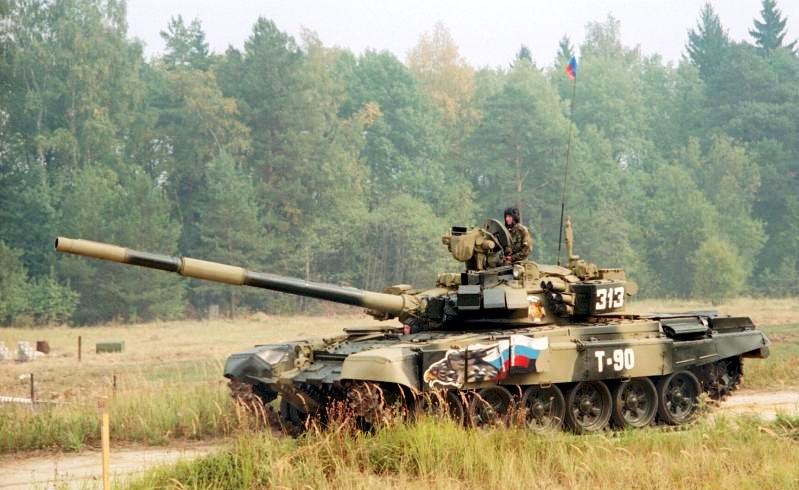
Tanc de batalla rus T-90 pintat amb un patró disruptiu i atrevit de sorra i verd

### Contraombreig
El contraombrejat utilitza un color graduat per contrarestar l'efecte d'autoombrejat, creant una il·lusió de planitud. L'autoombreig fa que un animal sembli més fosc a sota que a sobre, graduant de clar a fosc; el contraombreig "pinta" els tons que són més foscos a sobre i més clars a sota, fent que l'animal contraombrejat sigui gairebé invisible sobre un fons adequat. Thayer va observar que "la natura pinta els animals, més fosques les parts que solen ser més il·luminades per la llum del cel, i viceversa ". En conseqüència, el principi de contraombreig de vegades s'anomena llei de Thayer. La contraombra és àmpliament utilitzada per animals terrestres, com ara les gaseles i les llagostes; animals marins, com ara els taurons i els dofins; i ocells, com ara el becadell i el Territ variant.
El contraombrejat s'utilitza menys sovint per al camuflatge militar, tot i els experiments de la Segona Guerra Mundial que van demostrar la seva eficàcia. El zoòleg anglès Hugh Cott va fomentar l'ús de mètodes com el contraombrejat, però malgrat la seva autoritat sobre el tema, no va aconseguir convèncer les autoritats britàniques.  Els soldats sovint veien erròniament la xarxa de camuflatge com una mena de capa d'invisibilitat, i se'ls havia d'ensenyar a mirar el camuflatge de manera pràctica, des del punt de vista d'un observador enemic. Al mateix temps, a Austràlia, el zoòleg William John Dakin va aconsellar als soldats que copiessin els mètodes dels animals, utilitzant els seus instints per al camuflatge en temps de guerra. 
El terme contraombreig té un segon significat no relacionat amb la llei de Thayer. Es tracta del fet que la part superior i inferior d'animals com els taurons i d'alguns avions militars tenen colors diferents per coincidir amb els diferents fons quan es veuen des de dalt o des de baix. Aquí el camuflatge consisteix en dues superfícies, cadascuna amb la simple funció de proporcionar ocultació contra un fons específic, com ara una superfície d'aigua brillant o el cel. El cos d'un tauró o el fuselatge d'un avió no estan gradats de clar a fosc per semblar plans quan es veuen des del costat. Els mètodes de camuflatge utilitzats són la combinació del color de fons i el patró, i la interrupció dels contorns.

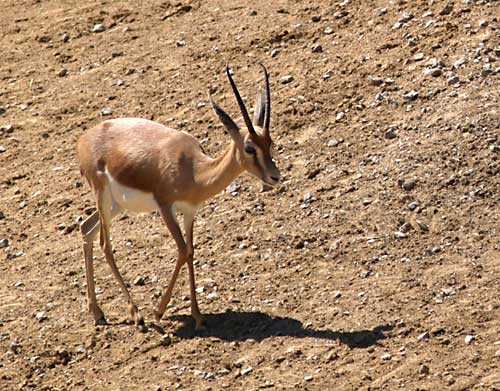
Gasela Dorcas contraombrejada, Gazella dorcas
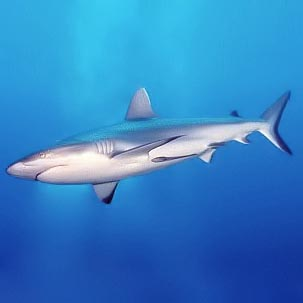
Tauró gris de contraombra, Carcharhinus amblyrhynchos
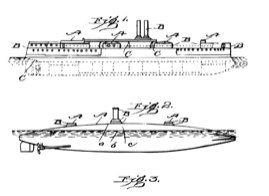
Vaixell i submarí contraombrejats a la sol·licitud de patent de Thayer de 1902
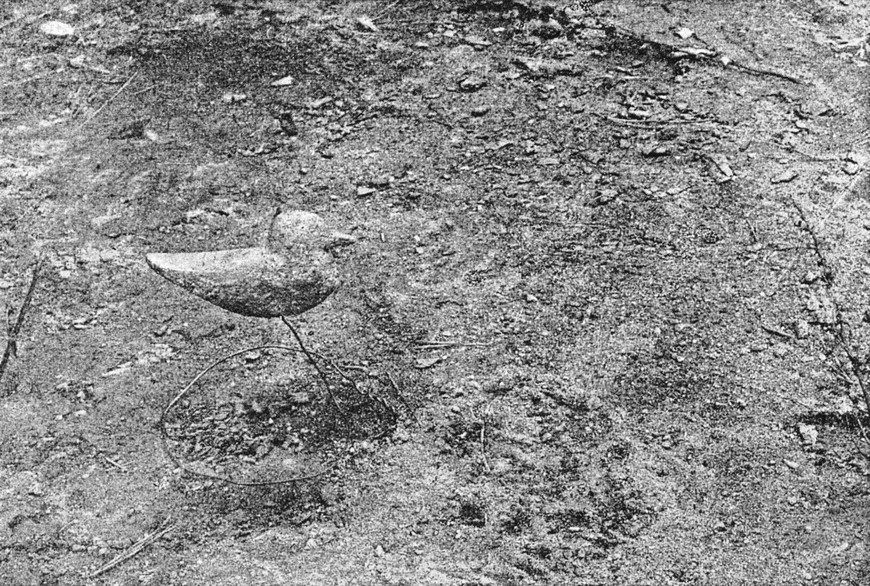
Dos ocells en miniatura pintats per Thayer: pintats amb colors de fons a l'esquerra, contraombrejats i gairebé invisibles a la dreta
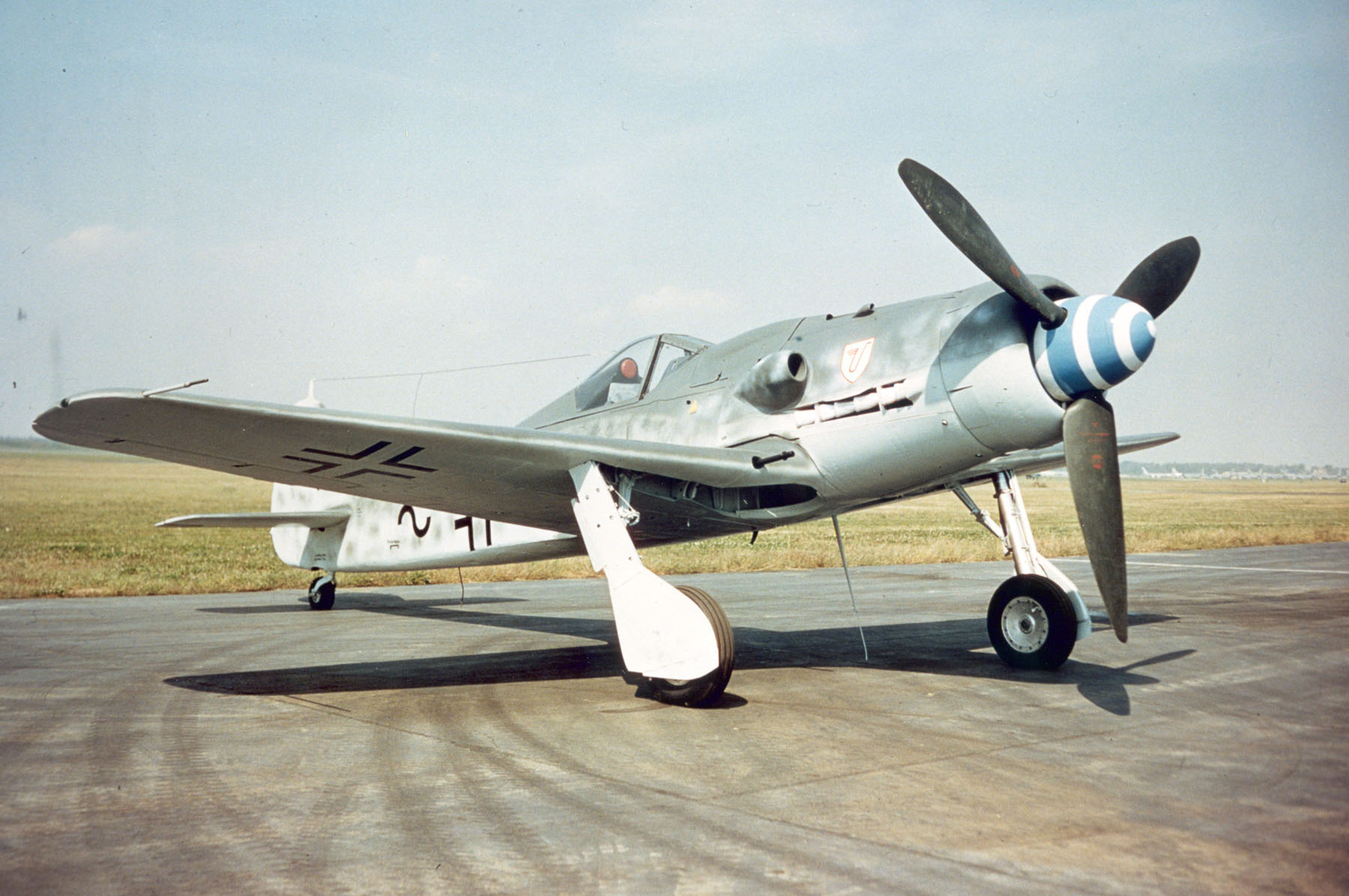
Focke-Wulf Fw 190D-9 amb contraombreig

### Eliminació de l'ombra

Els animals i vehicles camuflats es delaten fàcilment per les seves formes i ombres. Una brida ajuda a amagar l'ombra i una franja pàl·lida la trenca i redueix a la mitjana qualsevol ombra que quedi.

Alguns animals, com ara els llangardaixos banyuts d'Amèrica del Nord, han desenvolupat mesures elaborades per eliminar l'ombra. Els seus cossos són aplanats, amb els costats aprimats fins a una vora; els animals habitualment pressionen els seus cossos contra el terra; i els seus costats estan vorejats d'escates blanques que amaguen i interrompen eficaçment qualsevol zona d'ombra restant que pugui haver-hi sota la vora del cos. La teoria que la forma del cos dels llangardaixos banyuts que viuen en deserts oberts està adaptada per minimitzar l'ombra està recolzada per l'única espècie que no té escates laterals, el llangardaix banyut de cua rodona, que viu en zones rocoses i s'assembla a una roca. Quan aquesta espècie està amenaçada, fa que s'assembli tant com sigui possible a una roca corbant l'esquena, emfatitzant la seva forma tridimensional. Algunes espècies de papallones, com ara la papallona de bosc clapejada, Bruna de boscPararge aegeria, minimitzen les seves ombres quan es posen tancant les ales sobre l'esquena, alineant els seus cossos amb el sol i inclinant-se cap a un costat cap al sol, de manera que l'ombra es converteix en una línia prima i discreta en lloc d'una taca ampla.  De la mateixa manera, alguns ocells que nien a terra, com ara el Enganyapastors europeu, seleccionen una posició de repòs mirant cap al sol. L'eliminació de l'ombra es va identificar com un principi del camuflatge militar durant la Segona Guerra Mundial.

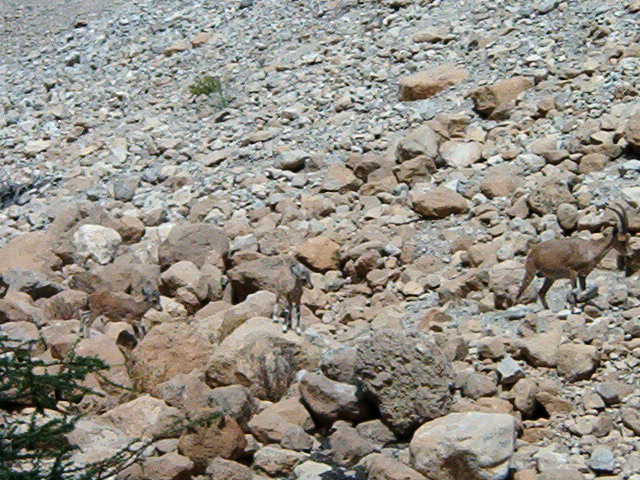
Tres cabres salvatges amb ombra i colors críptics gairebé invisibles al desert israelià
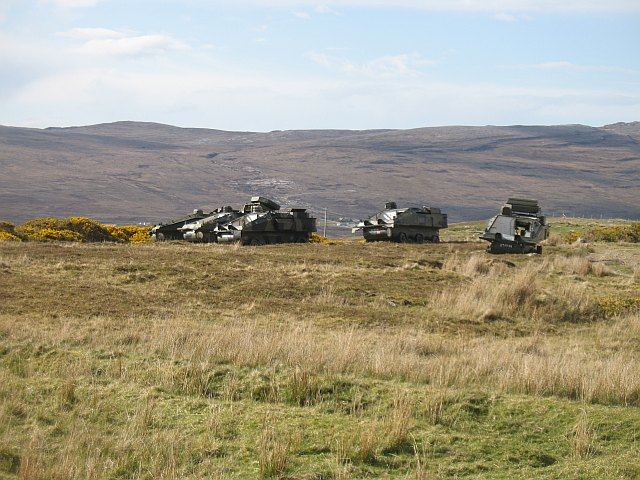
"Forma, brillantor, ombra" fan que aquests vehicles militars "camuflats" siguin fàcilment visibles.
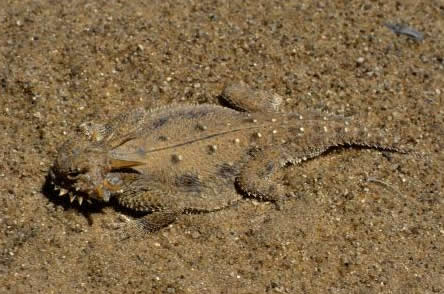
El cos del llangardaix banyut de cua plana és aplanat i amb serrells per minimitzar la seva ombra.
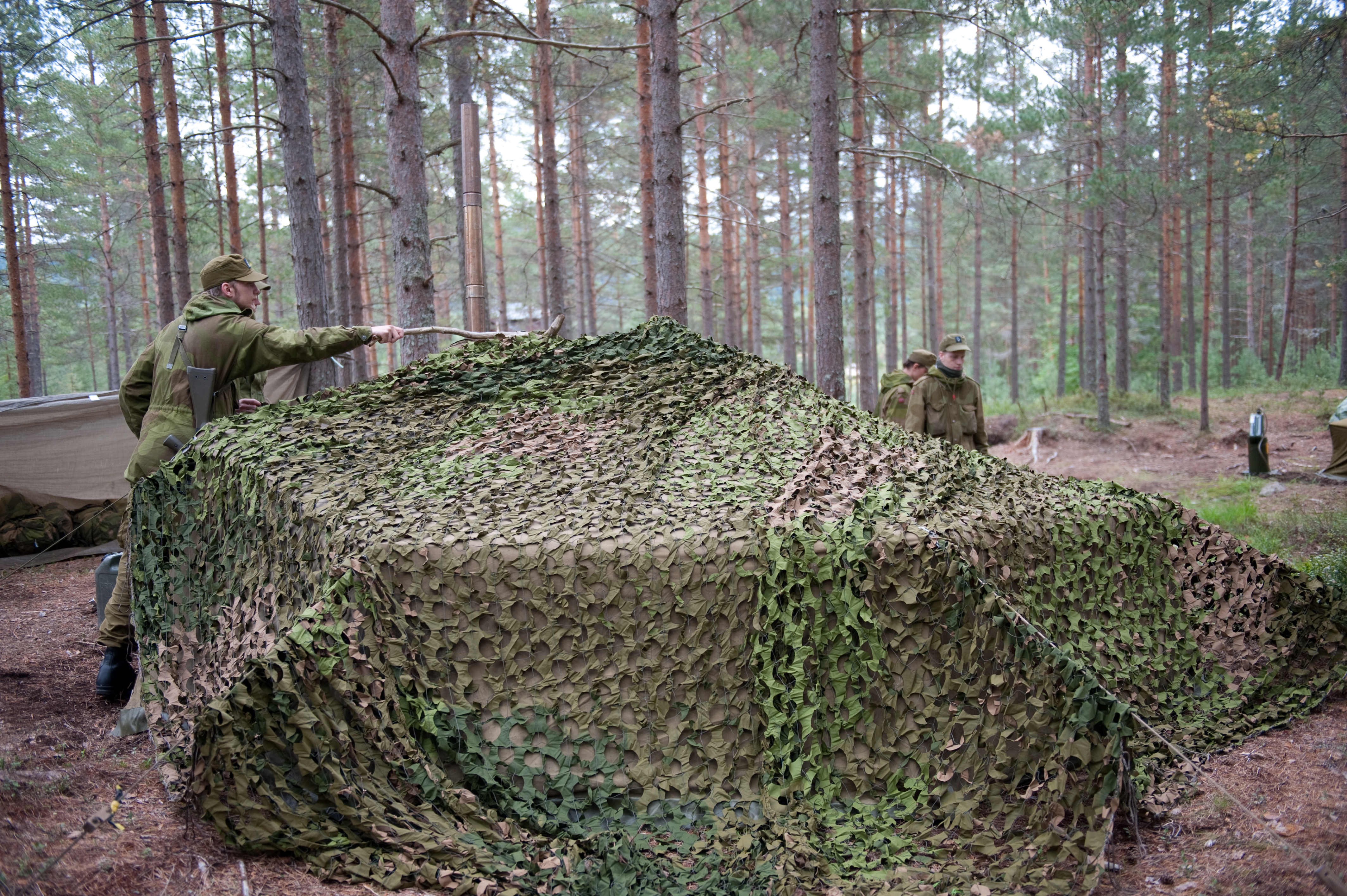
La xarxa de camuflatge es retira d'un vehicle militar per reduir la seva ombra.
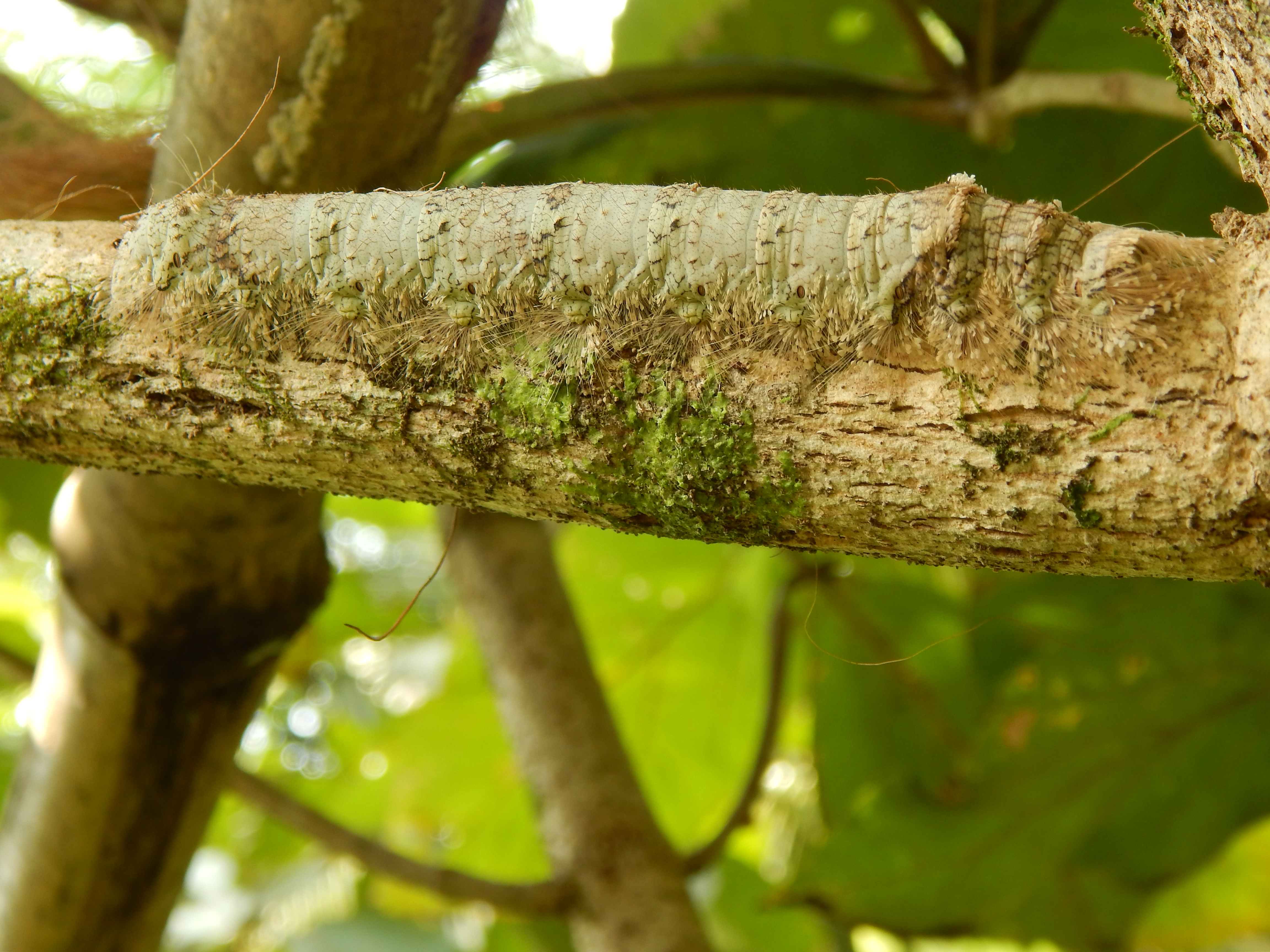
La franja de truges d'una eruga amaga la seva ombra.

### Distracció
Molts animals de presa tenen marques visibles d'alt contrast que, paradoxalment, atrauen la mirada del depredador. Aquestes marques de distracció poden servir de camuflatge distreient l'atenció del depredador i impedint que aquest reconegui la presa en conjunt, per exemple, impedint que el depredador identifiqui el contorn de la presa. Experimentalment, els temps de cerca de mallerengues blaves van augmentar quan les preses artificials tenien marques que les distraien.

### Comportament críptic

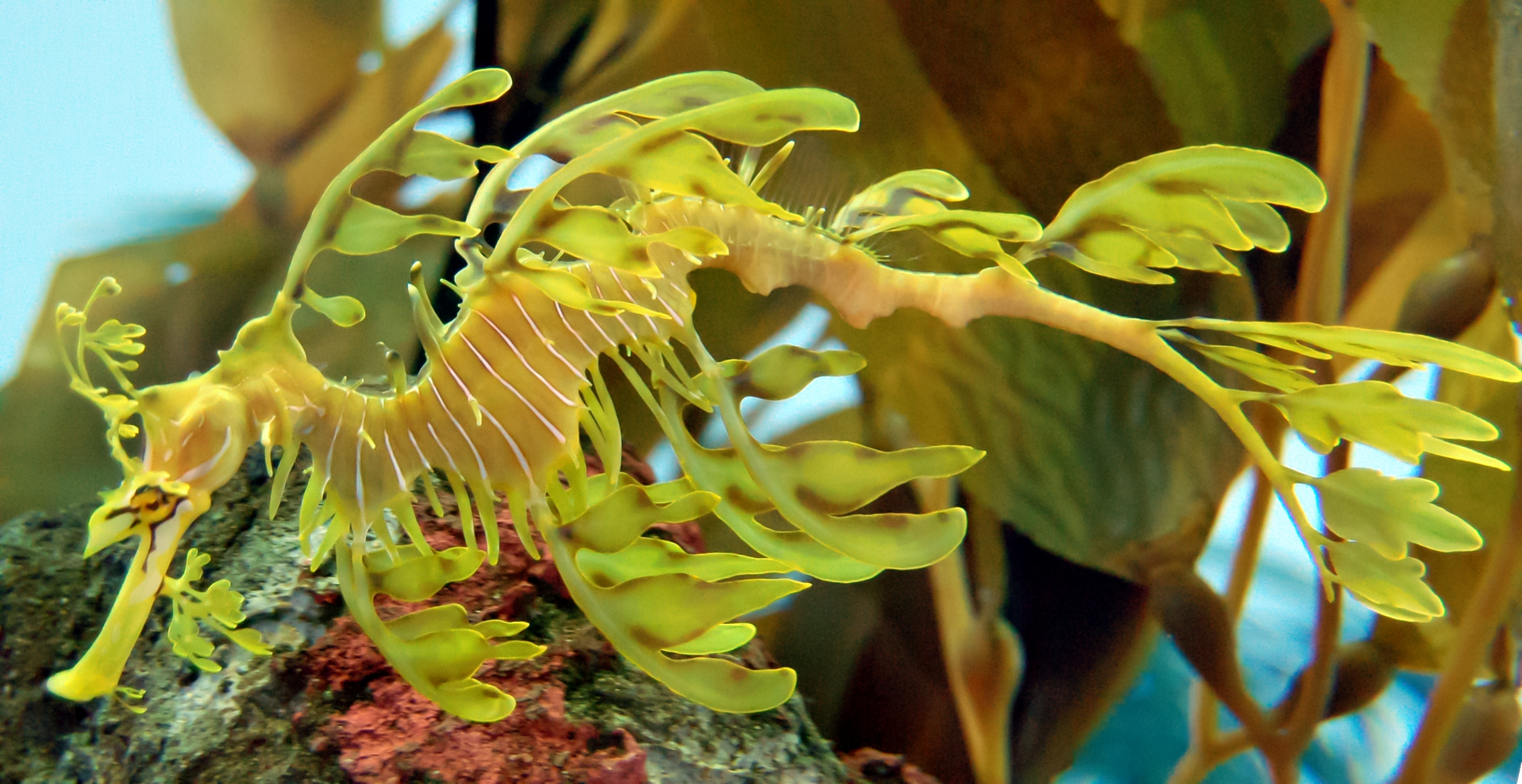
El drac marí frondós es balanceja com algues per reforçar el seu camuflatge.

El moviment crida l'atenció dels animals de presa que busquen depredadors i dels depredadors que cacen preses. Per tant, la majoria dels mètodes de cripsi també requereixen un comportament críptic adequat, com ara estirar-se i quedar-se quiet per evitar ser detectat, o en el cas de depredadors que aguaiten com el tigre, moure's amb extrema sigil·lositat, lentament i silenciosament, observant la seva presa per detectar qualsevol signe que s'adonin de la seva presència. Com a exemple de la combinació de comportaments i altres mètodes de cripsi implicats, les girafes joves busquen refugi, s'estiren i es queden quietes, sovint durant hores fins que tornen les seves mares; el patró de la seva pell es barreja amb el patró de la vegetació, mentre que la cobertura i la posició de repòs escollides amaguen les ombres dels animals. El llangardaix banyut de cua plana depèn de la mateixa manera d'una combinació de mètodes: està adaptat per jeure pla al desert obert, confiant en la quietud, la seva coloració críptica i l'ocultació de la seva ombra per evitar ser vist pels depredadors. A l'oceà, el drac marí frondós es balanceja mimèticament, com les algues entre les quals descansa, com si fos ondulat pel vent o els corrents d'aigua. El balanceig també es veu en alguns insectes, com l'insecte pal espectre de Macleay, Extatosoma tiaratum . El comportament pot ser cripsi de moviment, que impedeix la detecció, o emmascarament de moviment, que promou una classificació errònia (com una cosa diferent de la presa), o una combinació de tots dos.

Comparació del camuflatge de moviment i la persecució clàssica

### Camuflatge de moviment
La majoria de formes de camuflatge són ineficaces quan l'animal o objecte camuflat es mou, perquè el moviment és fàcilment visible pel depredador, la presa o l'enemic que observa. Tanmateix, insectes com els sírfids i les libèl·lules utilitzen el camuflatge de moviment : els sírfids per apropar-se a possibles parelles i les libèl·lules per apropar-se als rivals quan defensen territoris. El camuflatge de moviment s'aconsegueix movent-se de manera que es mantingui en línia recta entre l'objectiu i un punt fix del paisatge; així, el perseguidor sembla que no es mogui, sinó que només es veu més gran en el camp de visió de l'objectiu. Alguns insectes es balancegen mentre es mouen per semblar que siguin arrossegats pel vent.

El mateix mètode es pot utilitzar amb finalitats militars, per exemple, amb míssils per minimitzar el risc de ser detectats per un enemic. Tanmateix, els enginyers de míssils i animals com els ratpenats utilitzen el mètode principalment per la seva eficiència més que no pas per camuflatge.

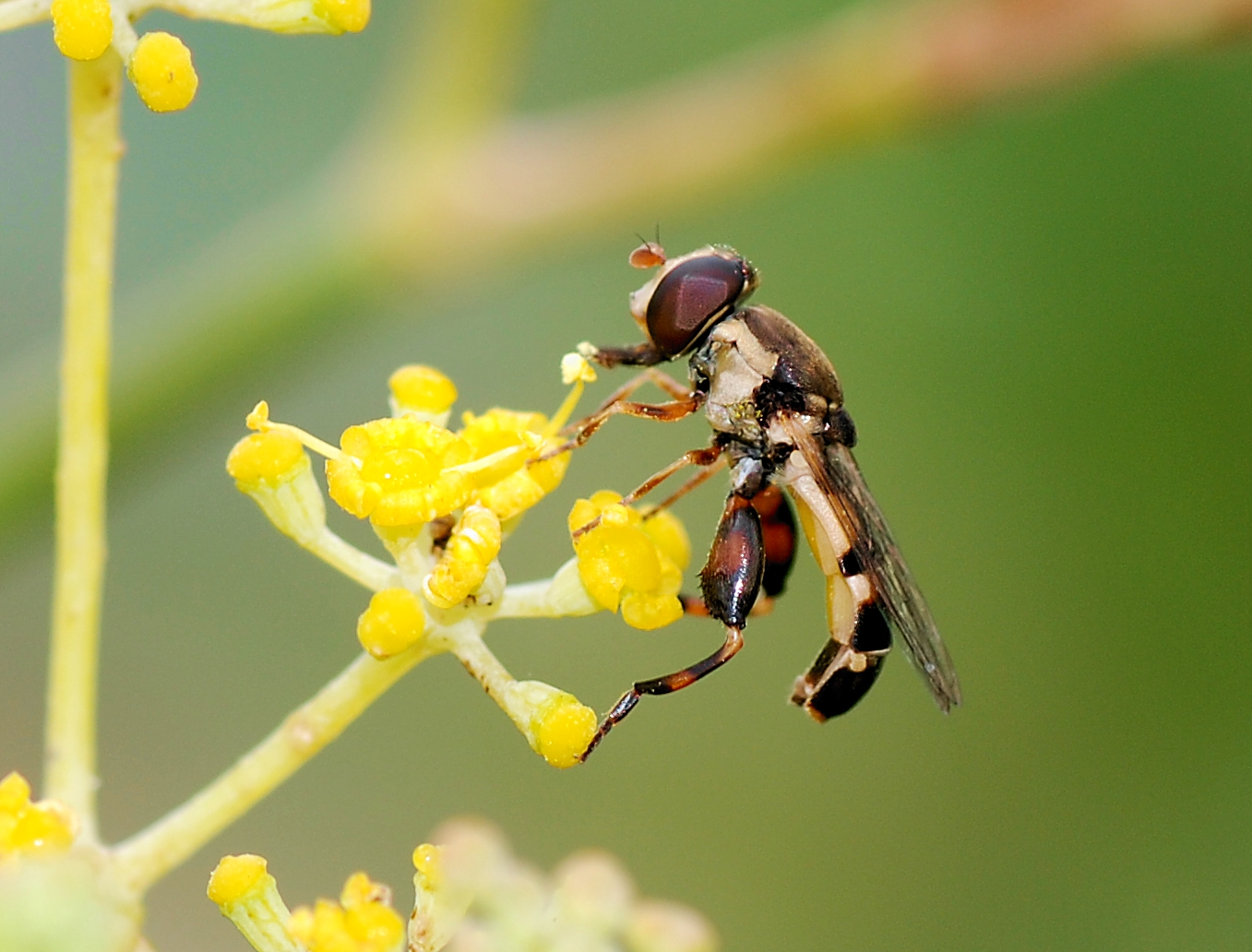
Els mascles de la Syritta pipiens utilitzen el camuflatge de moviment per apropar-se a les femelles.
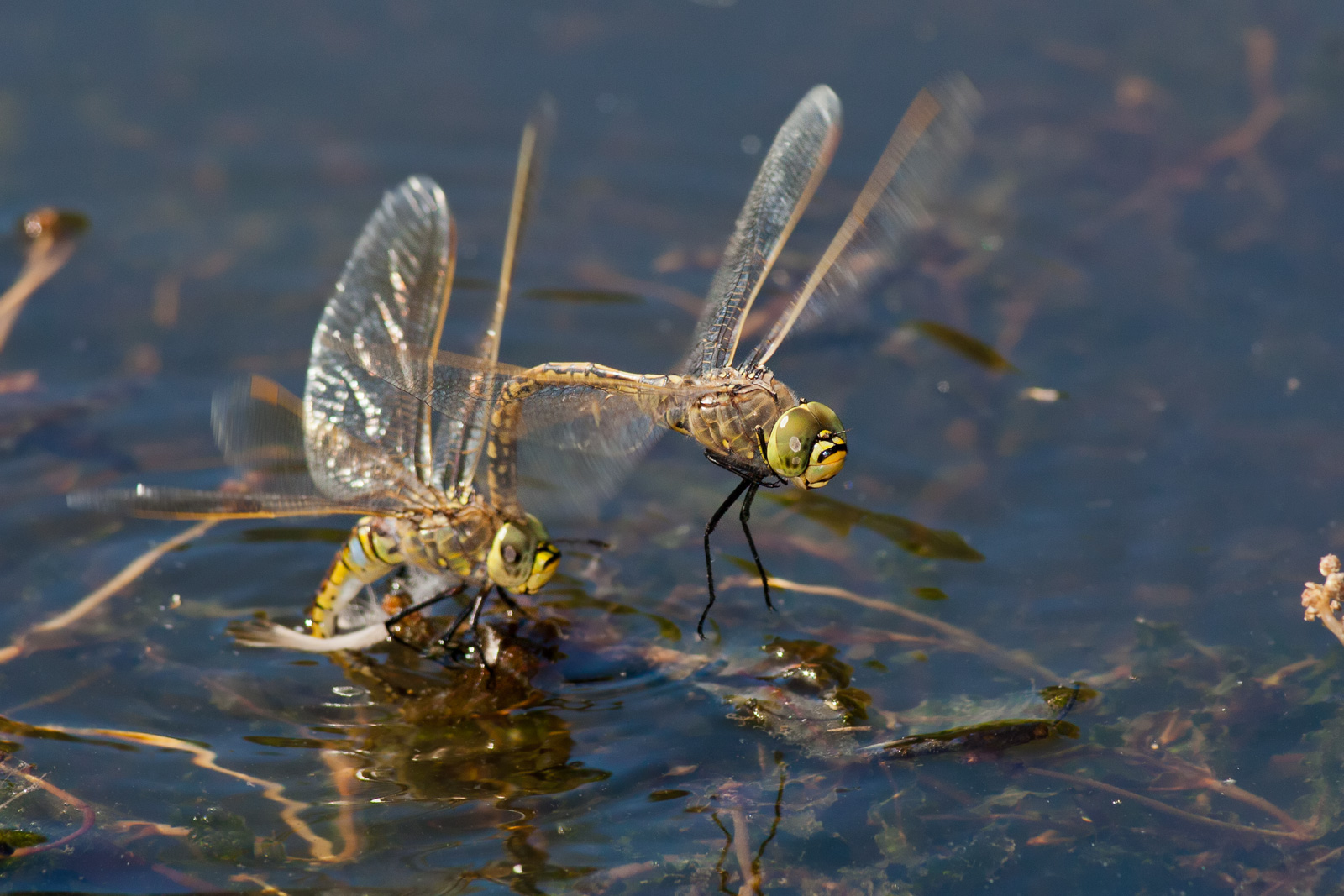
Les libèl·lules emperador australianes mascles utilitzen el camuflatge de moviment per apropar-se als seus rivals.
- Mantis religioses que exhibeixen camuflatge de moviment.

### Mimesi
En la mimesi (també anomenada mascarada), l'objecte camuflat s'assembla a una altra cosa que no té cap interès especial per a l'observador. La mimesi és comuna en els animals de presa, per exemple quan una eruga de l'arna pebrera imita una branqueta o una llagosta imita una fulla seca. També es troba en estructures de niu; algunes vespes eusocials, com ara Leipomeles dorsata, construeixen un embolcall de niu amb patrons que imiten les fulles que envolten el niu.
Alguns depredadors i paràsits també empren la mimesi per atraure les seves preses. Per exemple, una mantis floral imita un tipus particular de flor, com ara una orquídia. Aquesta tàctica s'ha utilitzat ocasionalment en la guerra, per exemple amb naus Q fortament armades disfressades de vaixells mercants.

El cucut comú, un paràsit de la cria, proporciona exemples de mimesi tant en l'adult com en l'ou. La femella pon els ous en nius d'altres espècies d'ocells més petites, un per niu. La femella imita un esparver. La semblança és suficient per fer que els ocells petits actuïn per evitar l'aparent depredador. La cucut femella té temps de pondre l'ou al niu sense que la vegin fer-ho. L'ou del cucut imita els ous de l'espècie hoste, cosa que redueix la possibilitat de ser rebutjat.

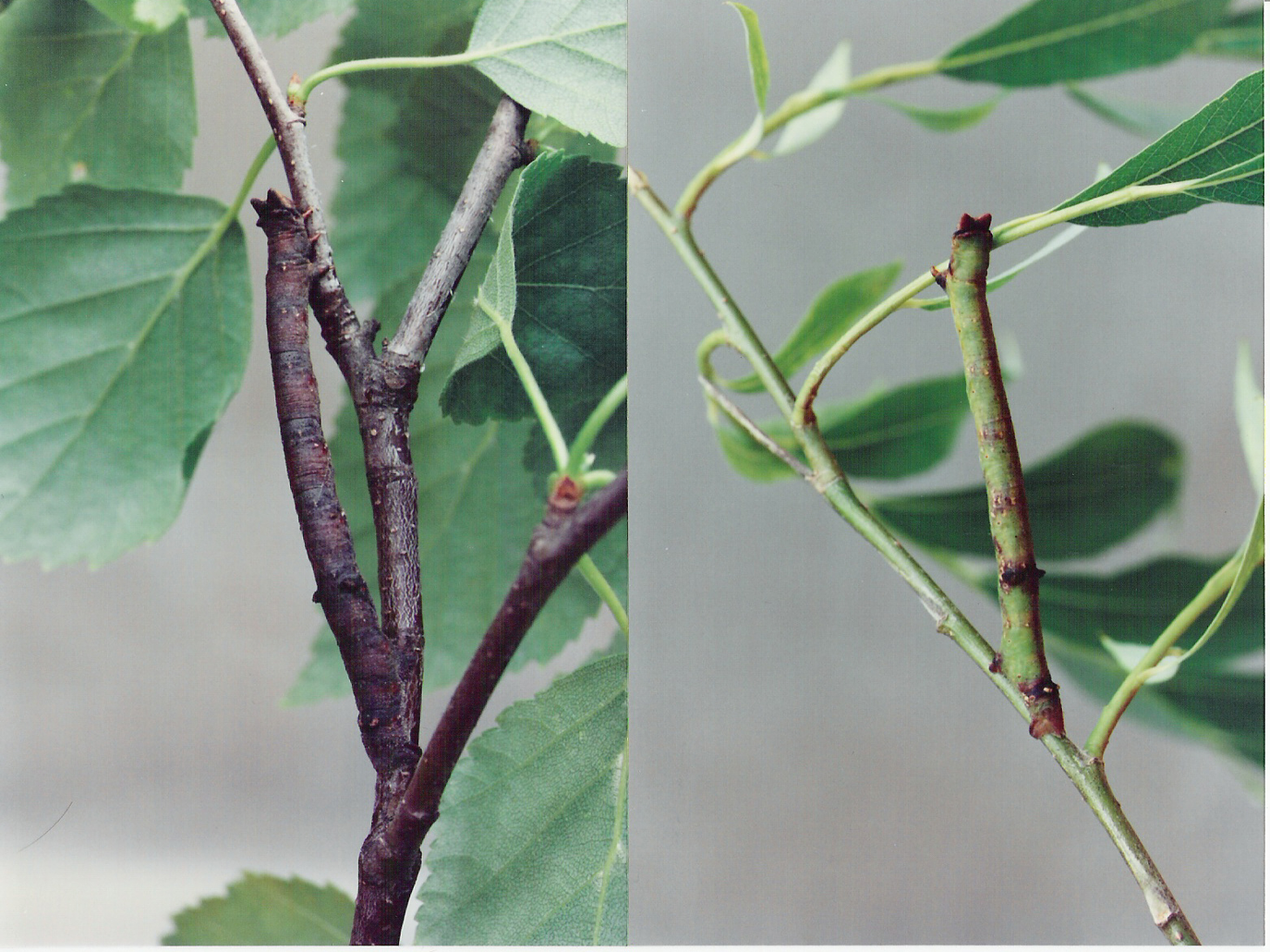
Les erugues de l'arna pebrera imiten branquetes
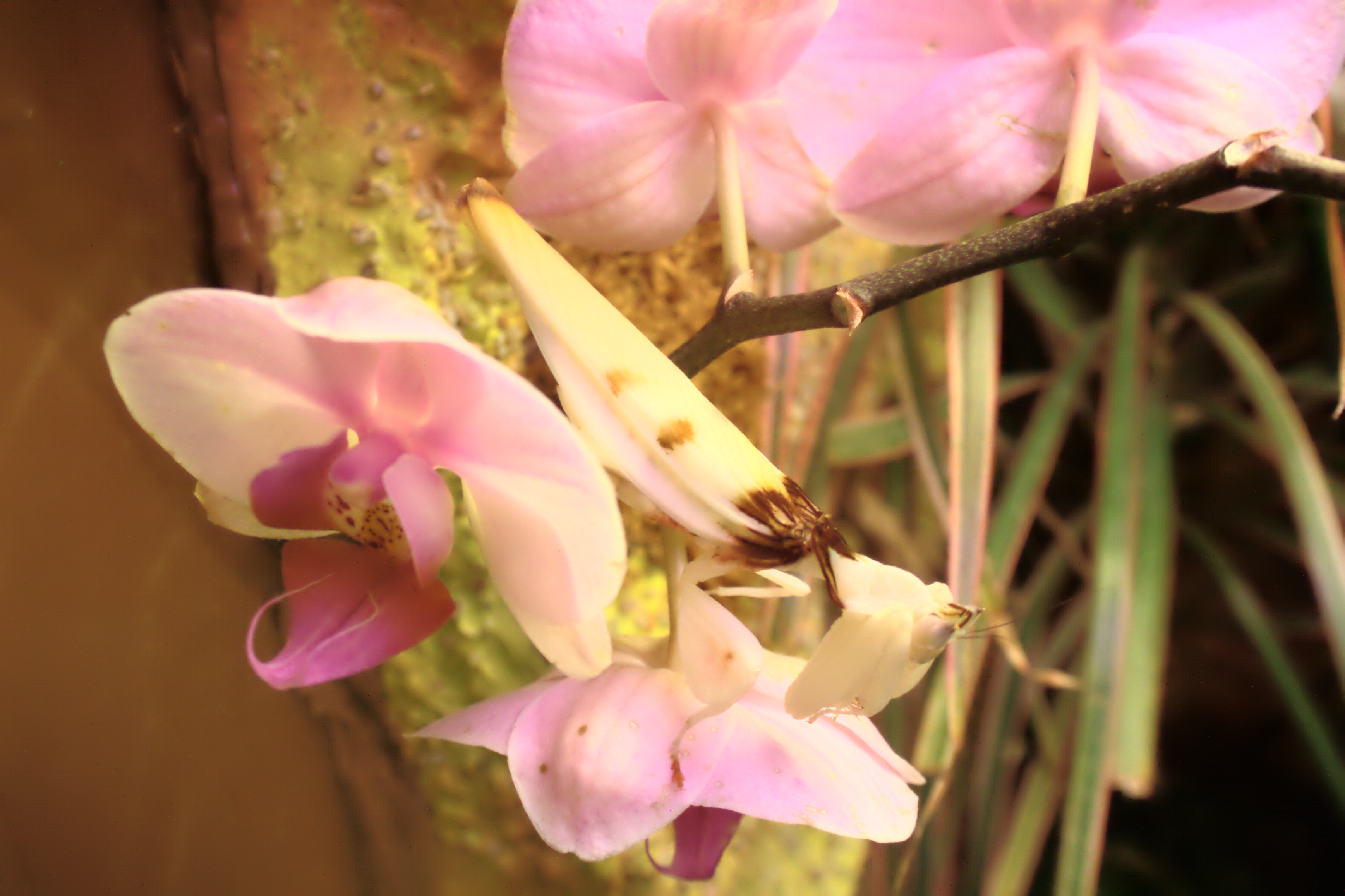
La mantis floral atrau les seves preses d'insectes imitant una flor d'orquídia Phalaenopsis
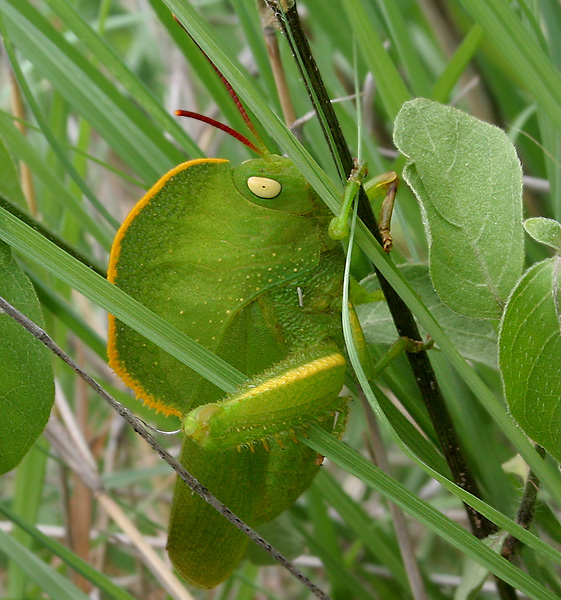
El llagosta encaputxat Teratodus monticollis imita magníficament una fulla amb una vora taronja brillant
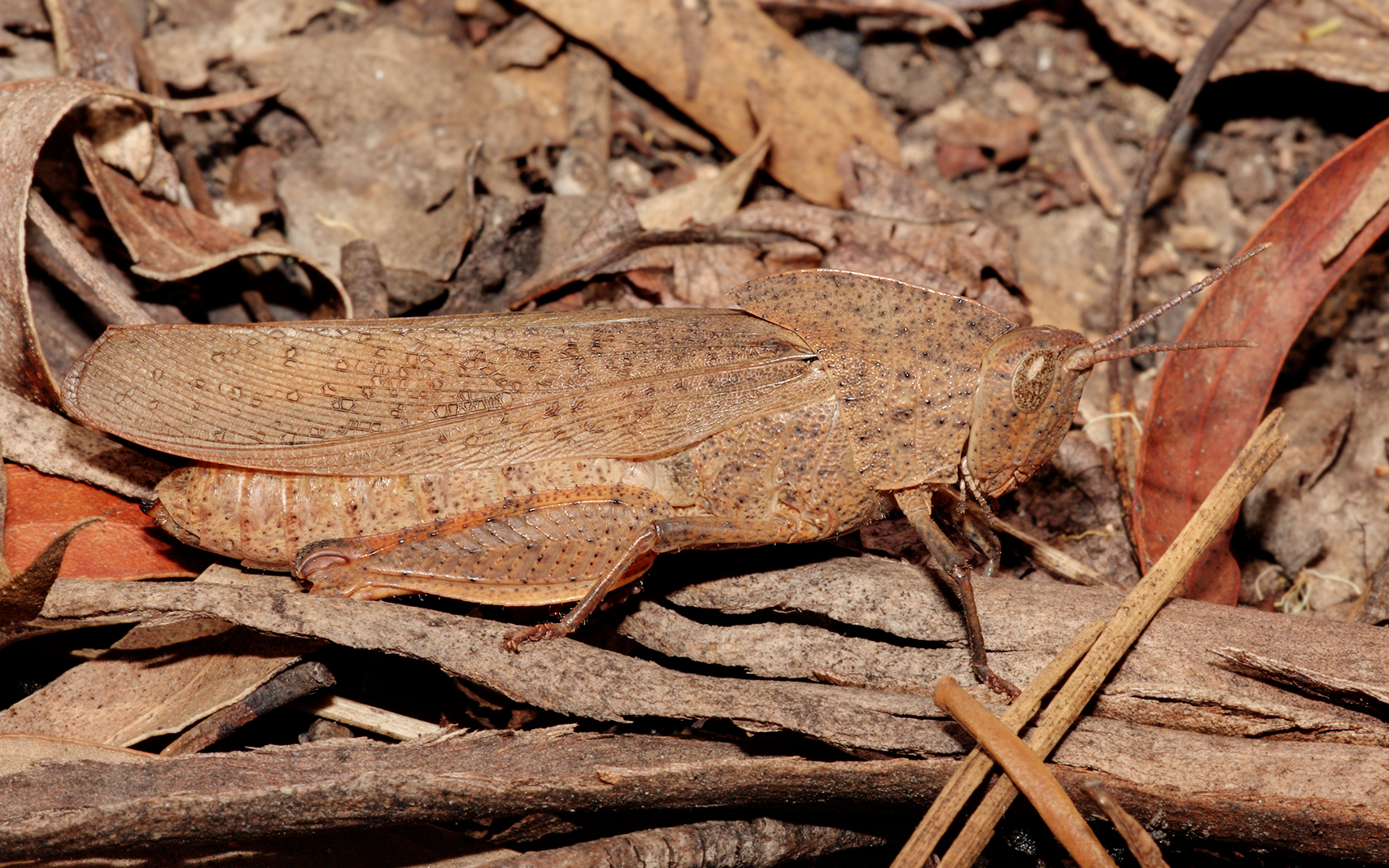
Aquesta llagosta s'amaga dels depredadors imitant una fulla seca
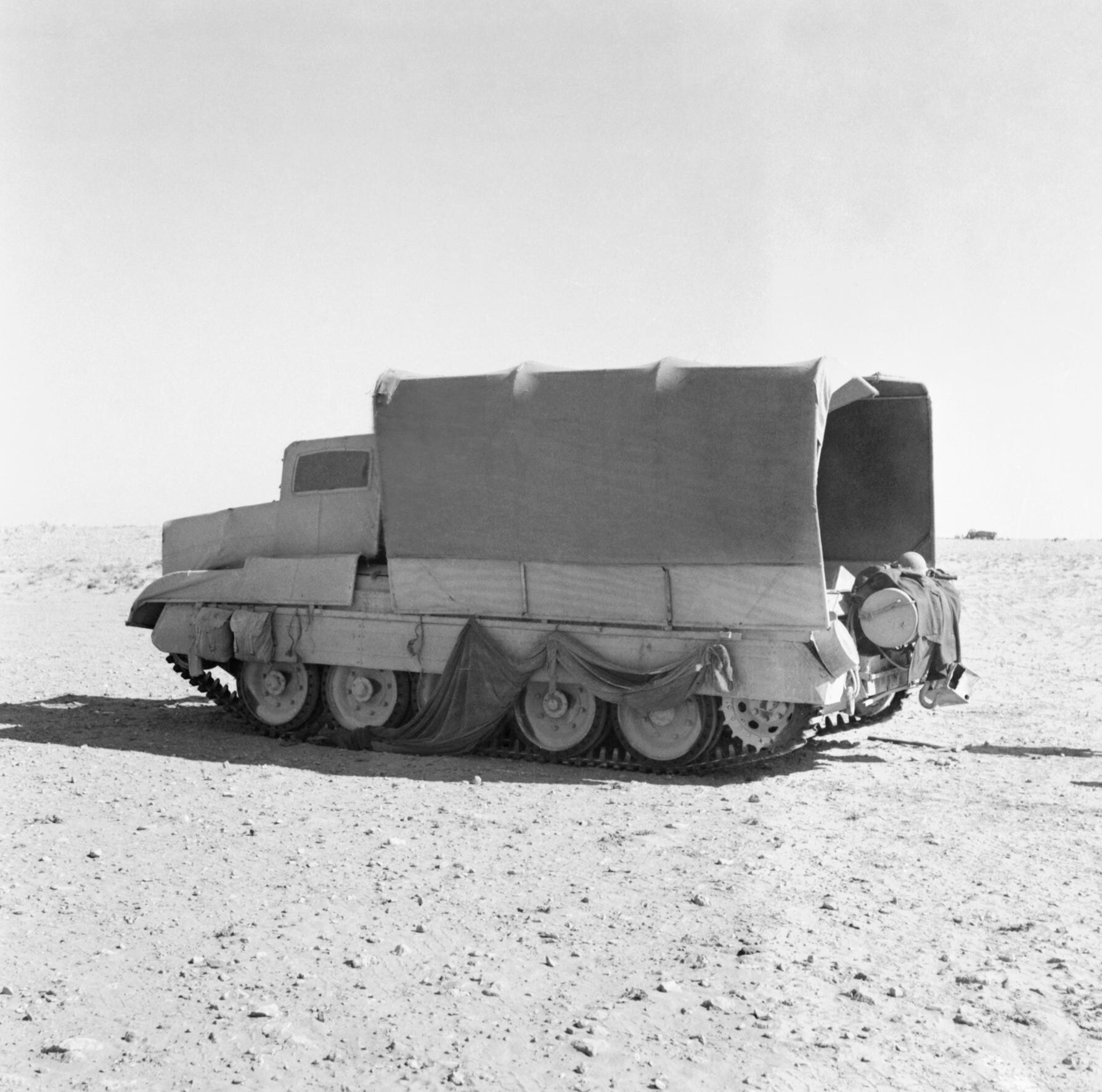
Tanc de la Segona Guerra Mundial amagat a l'Operació Bertram imitant un camió
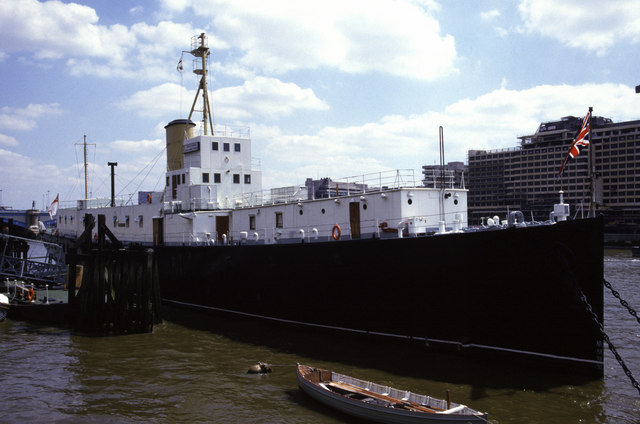
Un vaixell Q armat de la Primera Guerra Mundial va atreure submarins enemics imitant un mercant
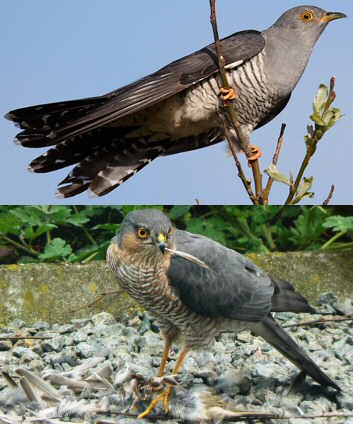
El cucut adult imita l'esparver, donant temps a la femella per pondre ous parasitariament.
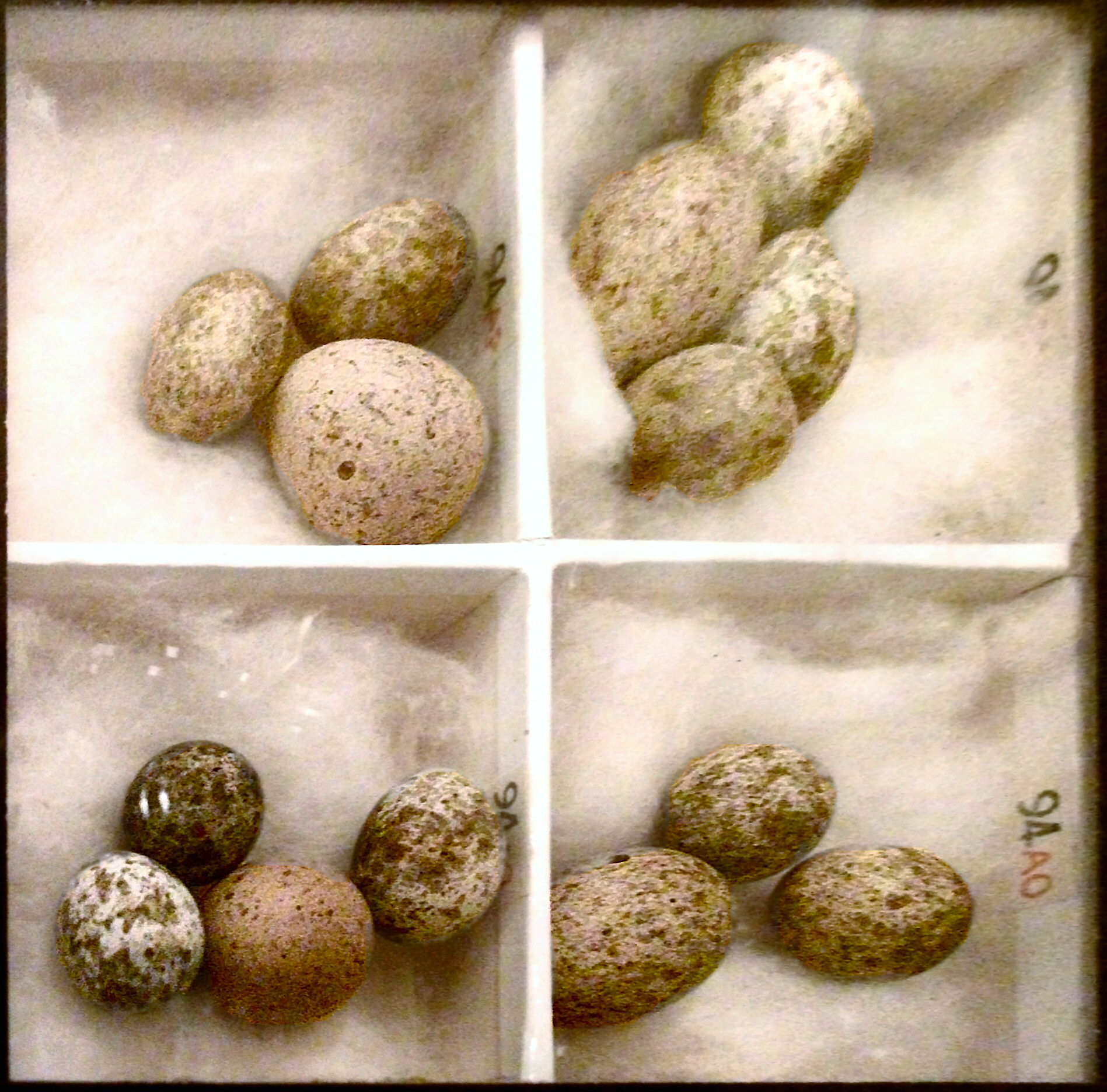
Ous de cucut que imiten ous més petits, en aquest cas de boscarla de canyar
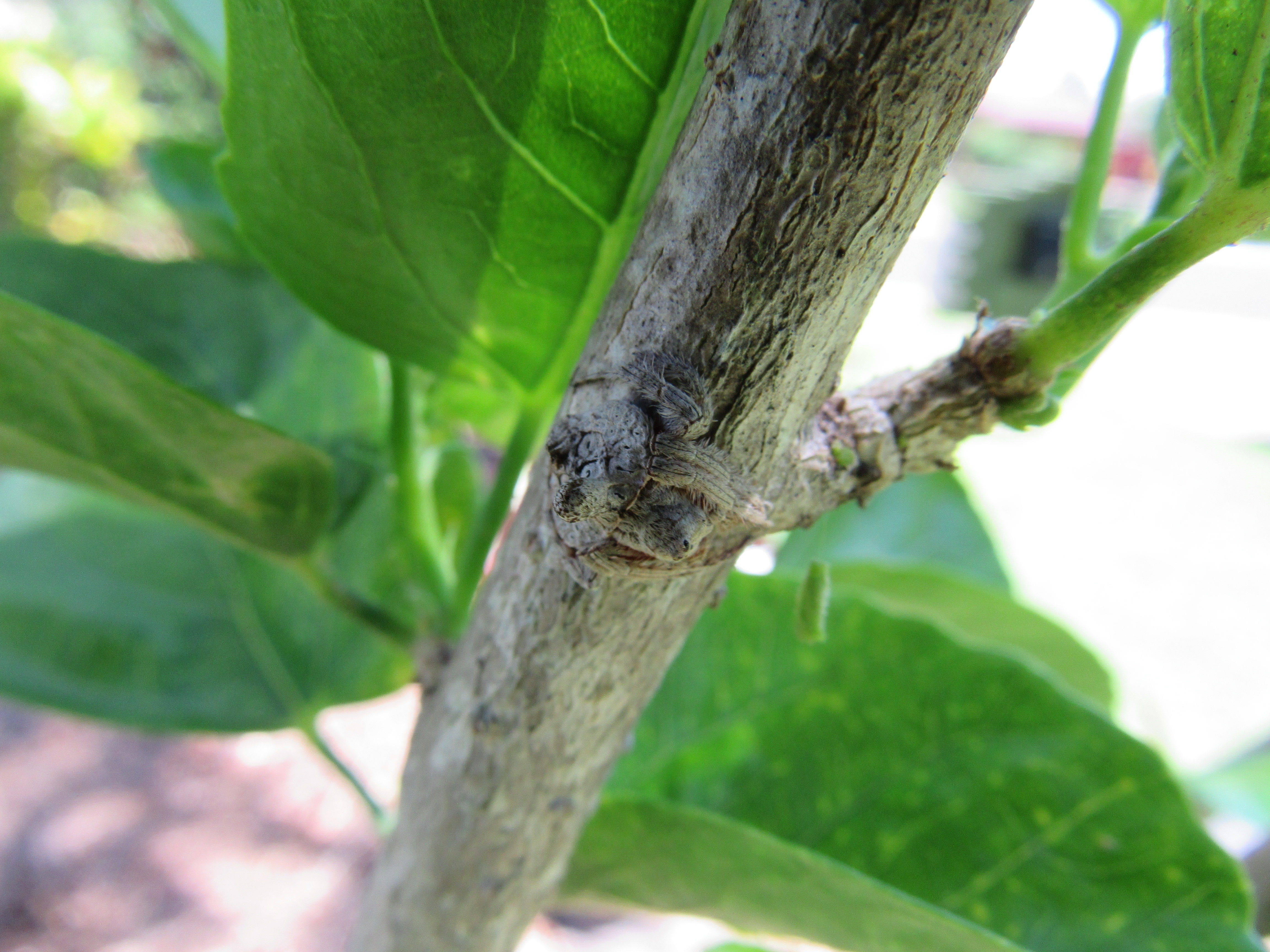
Aranyes dolòfones que s'embolcallen imiten un pal

## Enlluernament de moviment

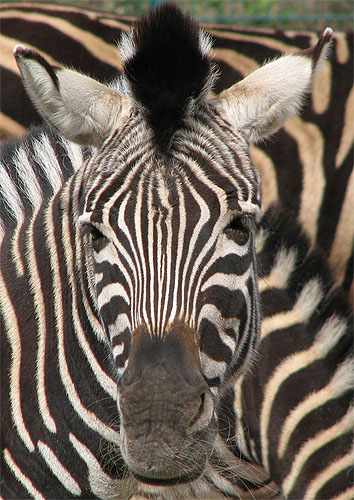
El patró atrevit de la zebra pot induir enlluernament per moviment en els observadors

La majoria de les formes de camuflatge es tornen ineficaces pel moviment: un cérvol o una llagosta poden ser molt críptics quan estan immòbils, però es poden veure a l'instant quan es mouen. Però un mètode, l'enlluernament per moviment, requereix patrons atrevits de ratlles contrastants que es moguin ràpidament. L'enlluernament del moviment pot degradar la capacitat dels depredadors per estimar amb precisió la velocitat i la direcció de la presa, donant a la presa una millor possibilitat d'escapar. L'enlluernament del moviment distorsiona la percepció de la velocitat i és més efectiu a altes velocitats; les ratlles també poden distorsionar la percepció de la mida (i, per tant, la distància percebuda fins a l'objectiu). A partir del 2011, s'havia proposat l'enlluernament per moviment per a vehicles militars, però mai es va aplicar. Com que els patrons d'enlluernament per moviment farien que els animals fossin més difícils de localitzar amb precisió en moviment, però més fàcils de veure quan estaven quiets, hi hauria un compromís evolutiu entre l'enlluernament per moviment i la cripsi.
Un animal que es creu que té un patró d'enlluernament és la zebra. S'ha afirmat que les ratlles atrevides de la zebra són un camuflatge disruptiu, barrejant el fons i contraombrejant. Després de molts anys en què es va discutir la finalitat de la coloració, un estudi experimental de Tim Caro va suggerir el 2012 que el patró redueix l'atractiu dels models estacionaris per a mosques que piquen com els tàvecs i les mosques tse-tse. Tanmateix, un estudi de simulació realitzat per Martin How i Johannes Zanker el 2014 suggereix que, en moviment, les ratlles poden confondre els observadors, com ara els depredadors mamífers i els insectes que piquen, mitjançant dues il·lusions visuals : l'efecte de la roda de carro, on el moviment percebut s'inverteix, i la il·lusió del pal de barber, on el moviment percebut és en una direcció equivocada.

## Mecanismes
Els animals es poden camuflar mitjançant un o més principis utilitzant diversos mecanismes. Per exemple, alguns animals aconsegueixen la coincidència de fons canviant la coloració de la seva pell per semblar-se al seu fons actual.

### Coloració canviant de la pell canviant
Animals com el camaleó, la granota, peixos plans com el paó, el calamar, el pop i fins i tot l'isòpode Idotea balthica canvien activament els patrons i els colors de la seva pell utilitzant cèl·lules cromatòfores especials per semblar-se al seu fons actual o, com en la majoria dels camaleons, per a la senyalització. Tanmateix, el camaleó nan de Smith sí que utilitza el canvi de color actiu per camuflatge.
Cada cromatòfor conté un pigment d'un sol color. En peixos i granotes, el canvi de color està mediat per un tipus de cromatòfor conegut com a melanòfors que contenen pigment fosc. Un melanòfor té forma d'estrella; conté molts orgànuls pigmentats petits que es poden dispersar per tota la cèl·lula o agregar-se prop del seu centre. Quan els orgànuls pigmentats es dispersen, la cèl·lula fa que una part de la pell de l'animal sembli fosca; quan s'agreguen, la major part de la cèl·lula i la pell de l'animal apareixen clares. En les granotes, el canvi es controla relativament lentament, principalment per hormones. En els peixos, el canvi està controlat pel cervell, que envia senyals directament als cromatòfors, a més de produir hormones.
Les pells dels cefalòpodes com el pop contenen unitats complexes, cadascuna de les quals consisteix en un cromatòfor amb cèl·lules musculars i nervioses circumdants. El cromatòfor dels cefalòpodes té tots els seus grans de pigment en un petit sac elàstic, que es pot estirar o relaxar sota el control del cervell per variar la seva opacitat. Controlant cromatòfors de diferents colors, els cefalòpodes poden canviar ràpidament els patrons i els colors de la seva pell.
En una escala de temps més llarga, animals com la llebre àrtica, la guineu àrtica, l'ermini i la perdiu blanca tenen camuflatge de neu, canviant el color del seu pelatge (mitjançant la muda i el creixement de pèl o plomes noves) de marró o gris a l'estiu a blanc a l'hivern; la guineu àrtica és l'única espècie de la família dels gossos que ho fa. No obstant això, les llebres àrtiques que viuen a l'extrem nord del Canadà, on l'estiu és molt curt, romanen blanques tot l'any.

El principi de variar la coloració, ja sigui ràpidament o amb els canvis d'estació, té aplicacions militars. En teoria, el camuflatge actiu podria fer ús tant del canvi dinàmic de color com de la contrail·luminació. Mètodes senzills com canviar d'uniformes i repintar vehicles per a l'hivern s'han utilitzat des de la Segona Guerra Mundial. El 2011, BAE Systems va anunciar la seva tecnologia de camuflatge per infrarojos Adaptiv. Utilitza uns 1.000 panells hexagonals per cobrir els costats d'un tanc. Els panells de plaques Peltier s'escalfen i es refreden per adaptar-se a l'entorn del vehicle (cripsi) o a un objecte com ara un cotxe (mimesi), quan es veuen en infrarojos.

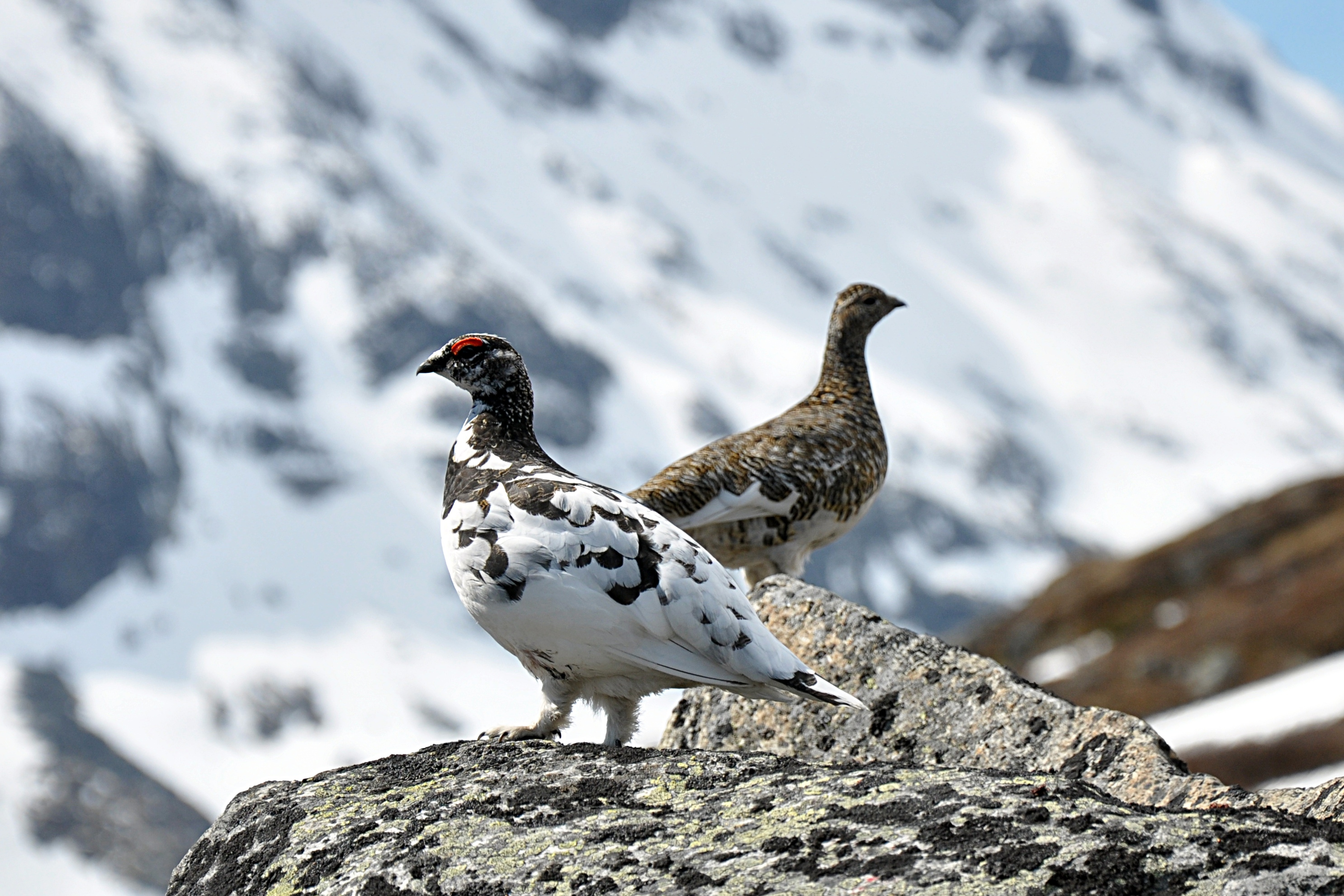
Perdiu blanca, canviant de color a la primavera. El mascle encara porta majoritàriament el plomatge d'hivern.
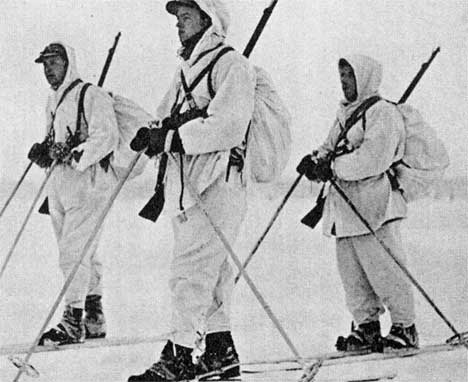
Soldats voluntaris noruecs a la Guerra d'Hivern, 1940, amb granotes de camuflatge blanques sobre els seus uniformes.
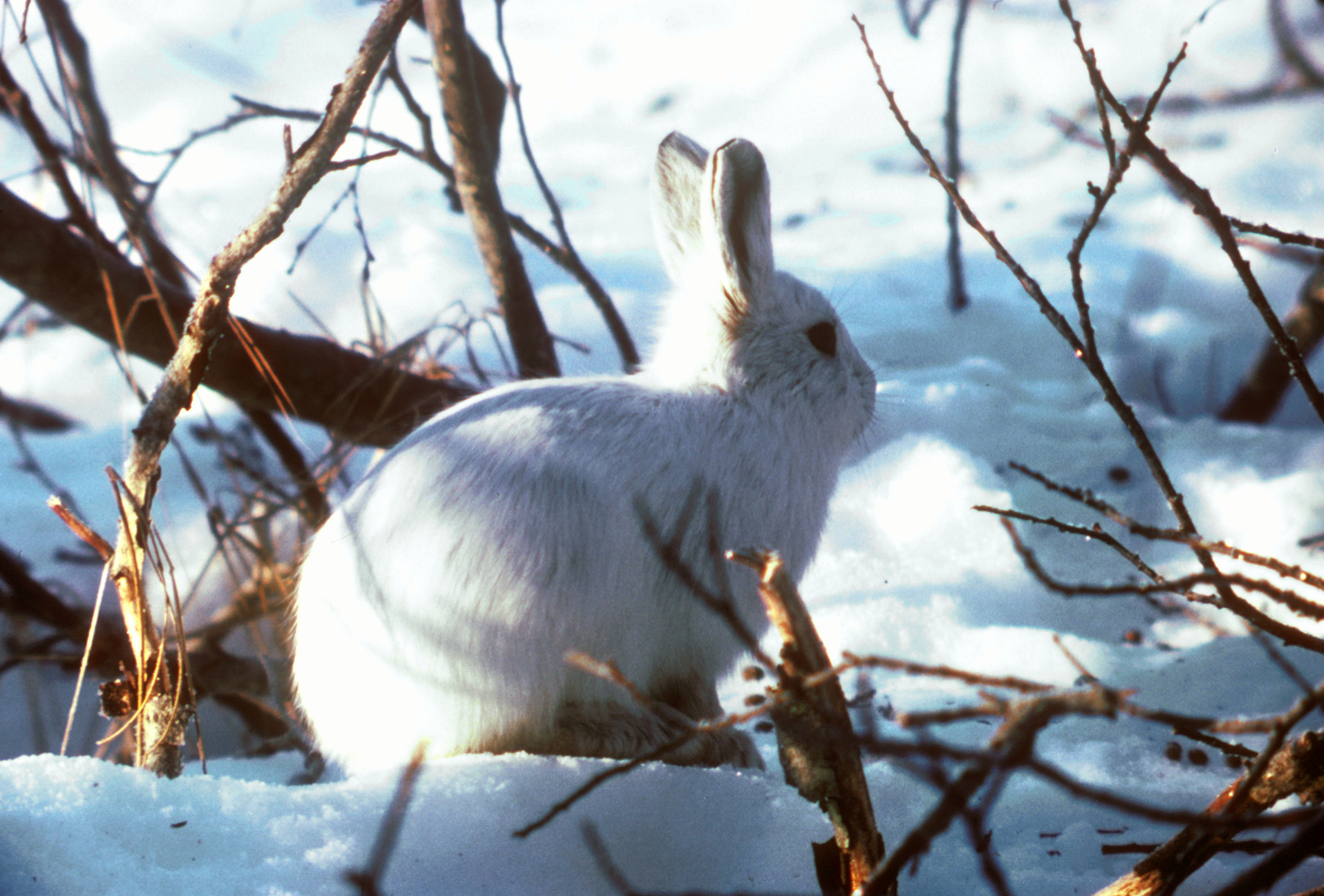
Les llebres àrtiques del baix Àrtic canvien de marró a blanc a l'hivern
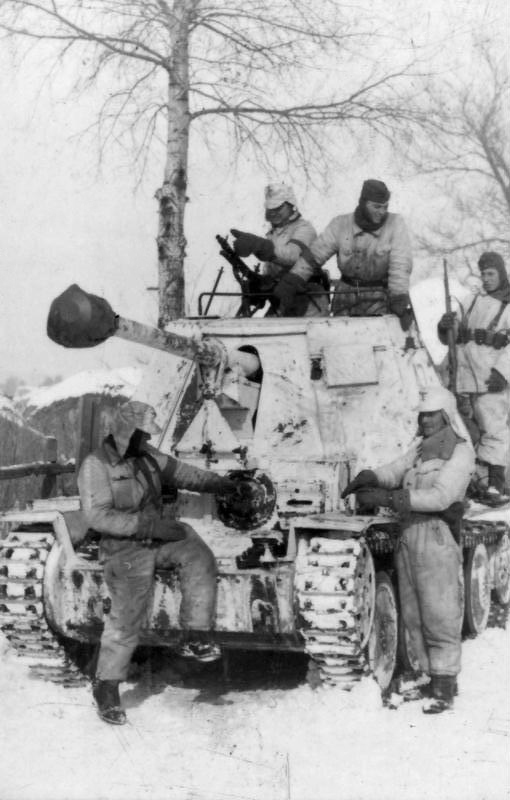
Jagdpanzer alemany Marder III camuflat de neu i tripulació i infanteria amb bata blanca a Rússia, 1943
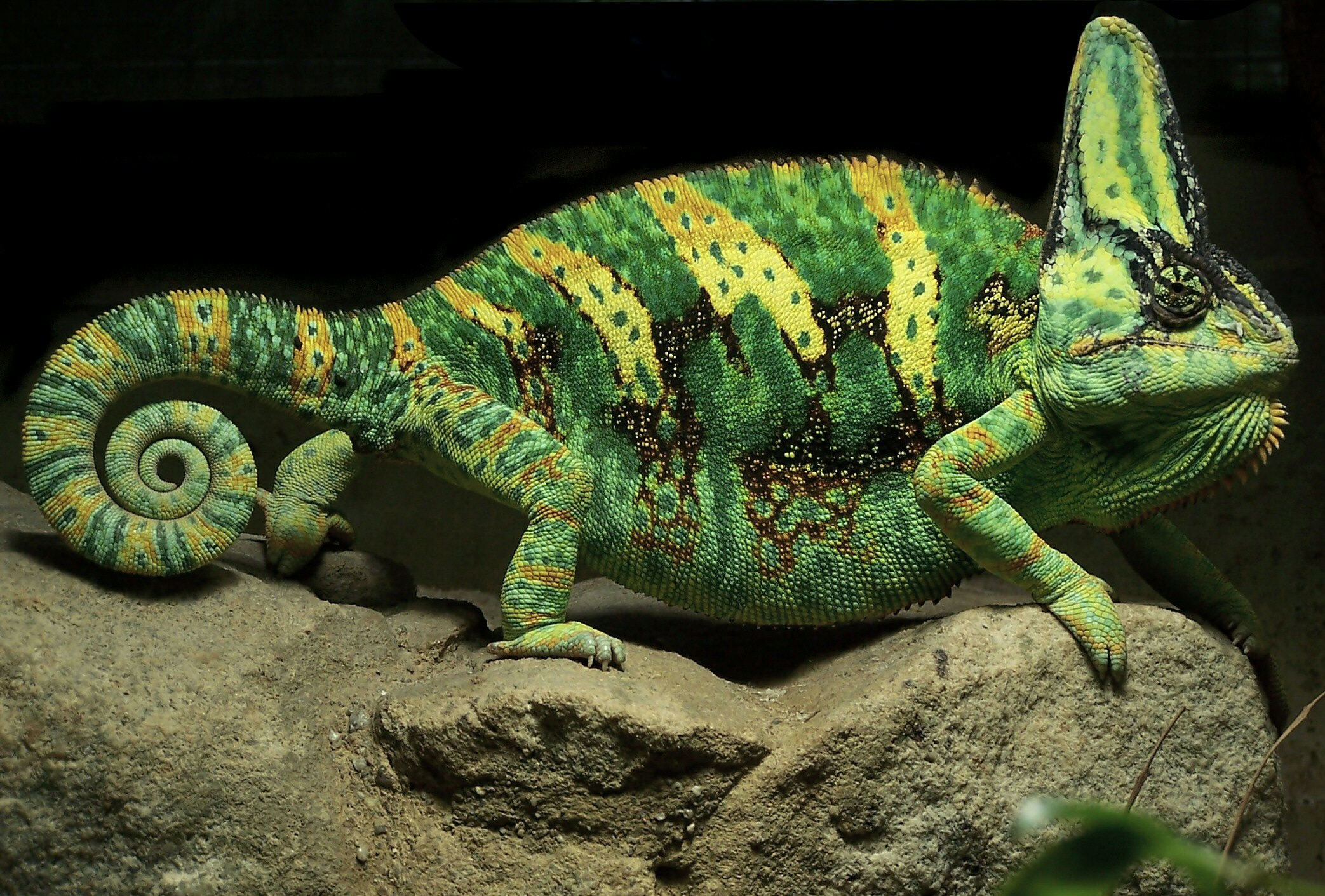
El camaleó velat, Chamaeleo calyptratus, canvia de color principalment en relació amb l'estat d'ànim i per a la senyalització.

### Autodecoració
Alguns animals busquen activament amagar-se decorant-se amb materials com ara branquetes, sorra o trossos de closca del seu entorn, per trencar els seus contorns, ocultar els trets del seu cos i combinar amb els seus fons. Per exemple, una larva de tricòpter construeix una caixa decorada i hi viu gairebé completament; un cranc decorador es cobreix l'esquena amb algues, esponges i pedres. La nimfa del depredador xinxa emmascarada utilitza les potes posteriors i un "ventall tarsal" per decorar el seu cos amb sorra o pols. Hi ha dues capes de truges (tricomes) sobre el cos. Sobre aquestes, la nimfa estén una capa interna de partícules fines i una capa externa de partícules més gruixudes. El camuflatge pot ocultar l'insecte tant dels depredadors com de les preses.

Es poden aplicar principis similars amb finalitats militars, per exemple, quan un franctirador porta un vestit ghillie dissenyat per ser camuflat encara més mitjançant la decoració amb materials com ara flocs d'herba de l'entorn immediat del franctirador. Aquests vestits es van utilitzar ja el 1916, i l'exèrcit britànic havia adoptat "capes de colors variats i franges de pintura" per als franctiradors. Cott pren l'exemple de la larva de l'arna maragda tacada, que fixa una pantalla de fragments de fulles a les seves truges especialment enganxades, per argumentar que el camuflatge militar utilitza el mateix mètode, assenyalant que el "dispositiu és... essencialment el mateix que es va practicar àmpliament durant la Gran Guerra per a l'ocultació, no d'erugues, sinó de tractors d'erugues, posicions de bateries [d'artilleria], llocs d'observació, etc.".

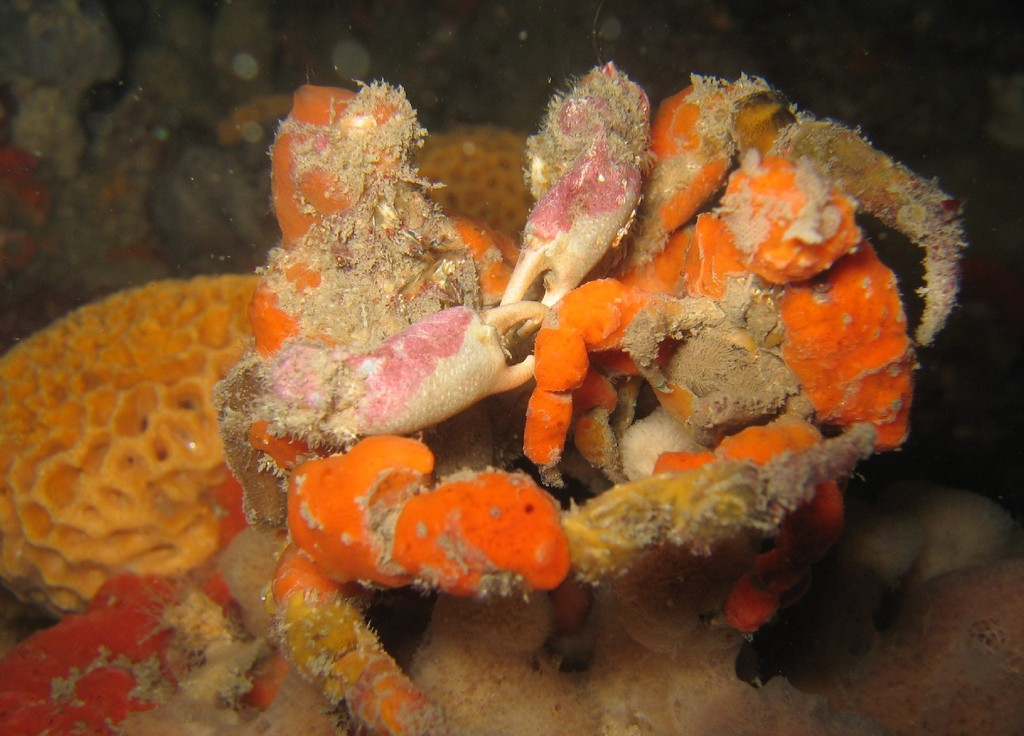
Aquest cranc decorador s'ha cobert el cos amb esponges.
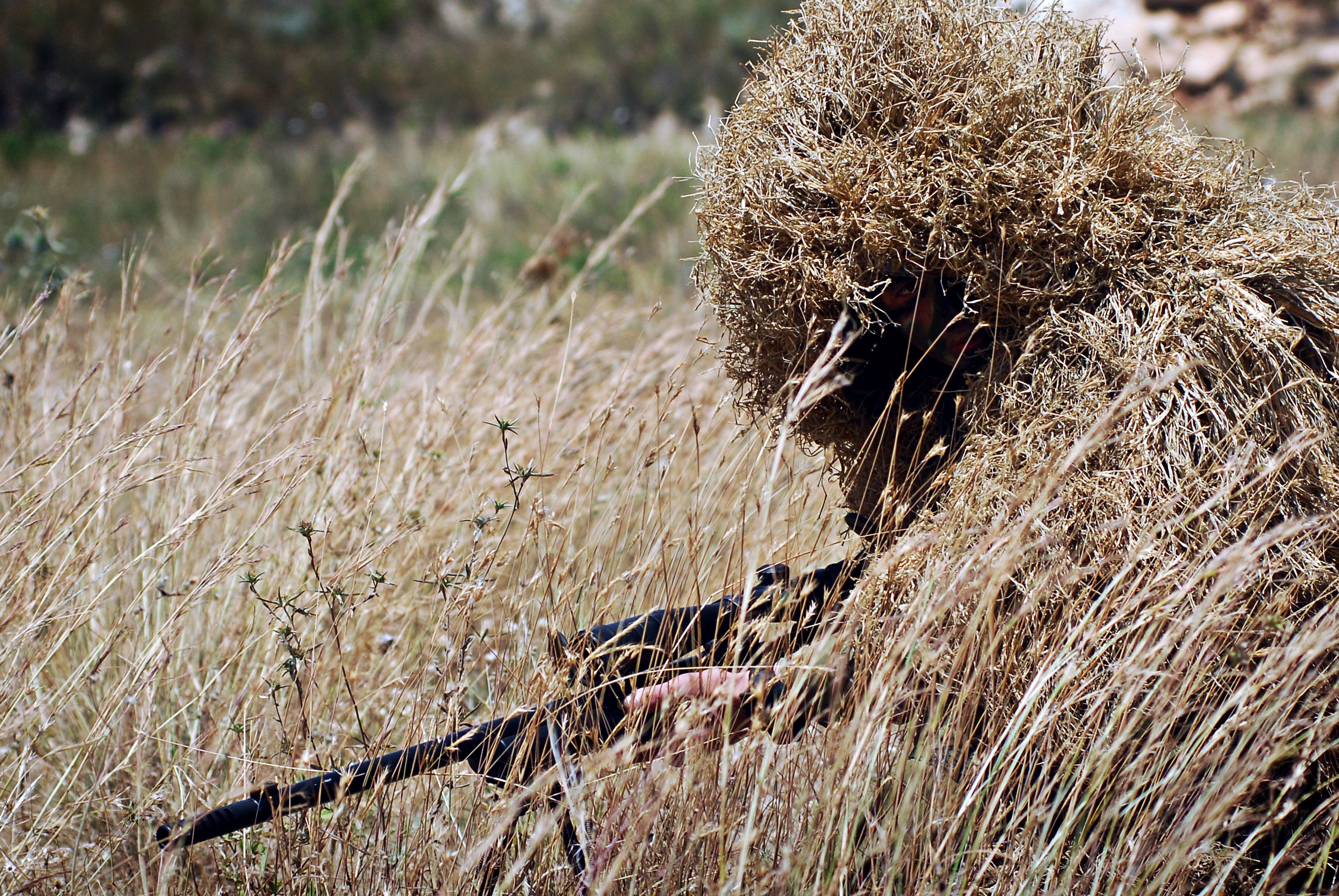
Franctirador amb un vestit Ghillie i materials vegetals
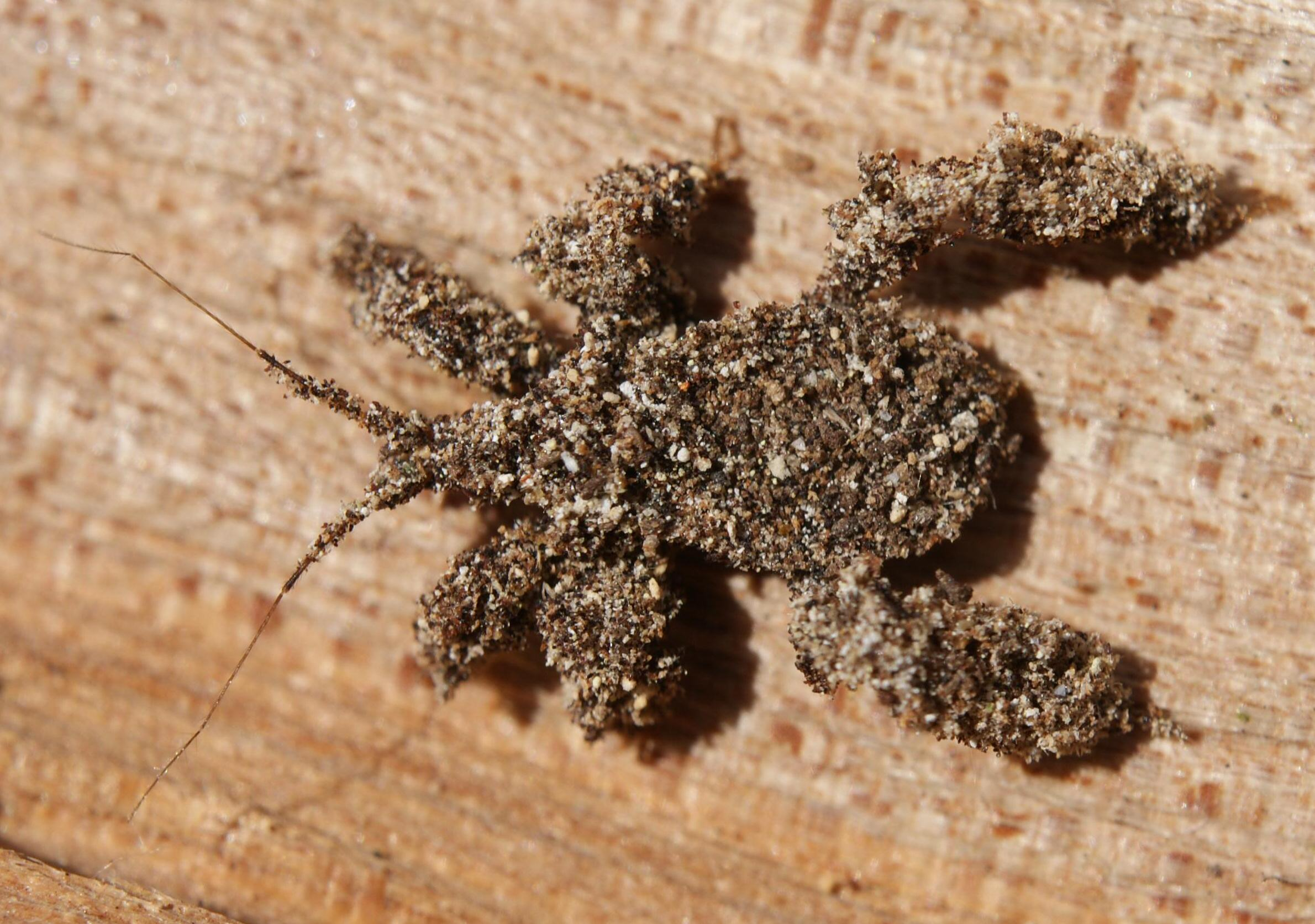
Reduvius personatus, nimfa de l'insecte caçador emmascarat, camuflada amb grans de sorra
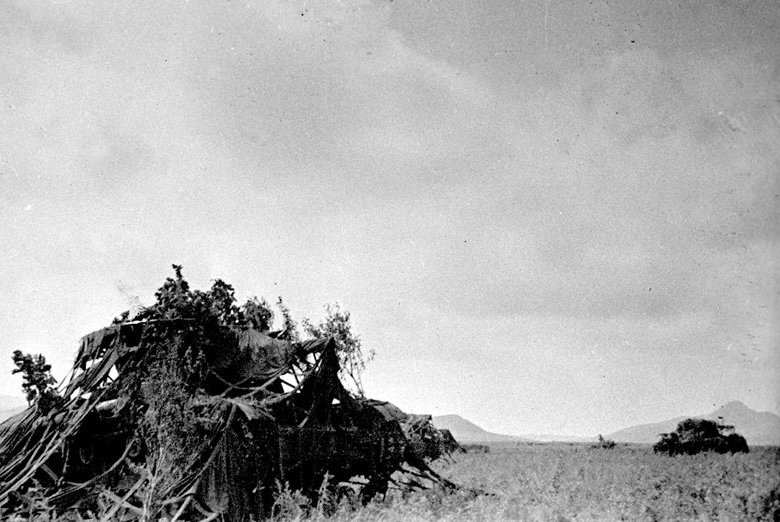
Tancs soviètics sota una xarxa coberta amb vegetació, 1938

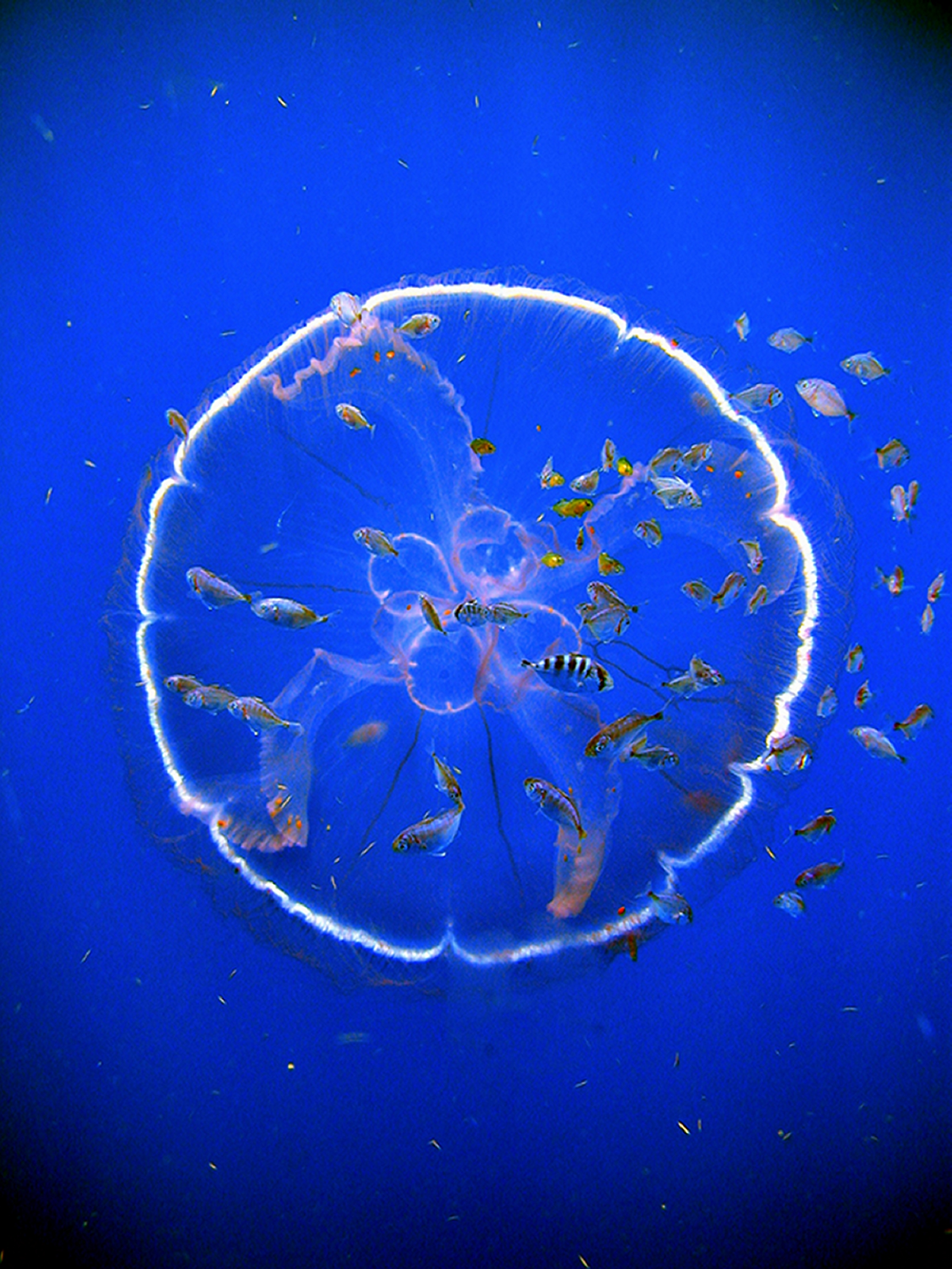
Molts animals de mar obert, com aquesta medusa Aurelia labiata, són en gran part transparents.

## Transparència
Molts animals marins que suren prop de la superfície són molt transparents, cosa que els proporciona un camuflatge gairebé perfecte. Tanmateix, la transparència és difícil per a cossos fets de materials que tenen índexs de refracció diferents dels de l'aigua de mar. Alguns animals marins com les meduses tenen cossos gelatinosos, compostos principalment d'aigua; la seva mesoglòea gruixuda és acel·lular i molt transparent. Això els fa convenientment flotants, però també els fa grans per la seva massa muscular, de manera que no poden nedar ràpid, cosa que fa que aquesta forma de camuflatge sigui un costós compromís amb la mobilitat. Els animals planctònics gelatinosos són entre un 50 i un 90 per cent transparents. Una transparència del 50 per cent és suficient per fer que un animal sigui invisible per a un depredador com el bacallà a una profunditat de 650 m; es requereix una millor transparència per a la invisibilitat en aigües menys profundes, on la llum és més brillant i els depredadors poden veure-hi millor. Per exemple, un bacallà pot veure preses que són transparents al 98% amb una il·luminació òptima en aigües poc profundes. Per tant, s'aconsegueix més fàcilment una transparència suficient per al camuflatge en aigües més profundes.

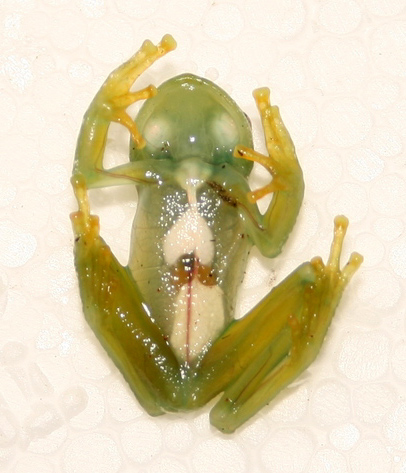
Les granotes de vidre com l'Hyalinobatrachium uranoscopum utilitzen la transparència parcial per camuflatge a la llum tènue de la selva tropical.

Alguns teixits com els músculs es poden fer transparents, sempre que siguin molt prims o que s'organitzin com a capes regulars o fibril·les petites en comparació amb la longitud d'ona de la llum visible. Un exemple familiar és la transparència del cristal·lí de l'ull dels vertebrats, que està fet de la proteïna cristal·lina, i la còrnia dels vertebrats, que està feta de la proteïna col·lagen. Altres estructures no es poden fer transparents, en particular les retines o les estructures equivalents dels ulls que absorbeixen la llum: han d'absorbir la llum per poder funcionar. L'ull tipus càmera dels vertebrats i els cefalòpodes ha de ser completament opac. Finalment, algunes estructures són visibles per una raó, com ara per atraure preses. Per exemple, els nematocists (cèl·lules urticants) del sifonòfor transparent Agalma okenii s'assemblen a petits copèpodes. Exemples d'animals marins transparents inclouen una àmplia varietat de larves, com ara radiat (celenterats), sifonòfors, salpes (tunicats flotants), mol·luscs gastròpodes, cucs poliquets, molts crustacis semblants a les gambes i peixos; mentre que els adults de la majoria d'aquests són opacs i pigmentats, i s'assemblen al fons marí o a les costes on viuen. Les meduses i els peixos de pinta adults obeeixen la regla, sovint sent principalment transparents. Cott suggereix que això segueix la regla més general que els animals s'assemblen al seu fons: en un medi transparent com l'aigua de mar, això significa ser transparent. El petit peix del riu Amazones Microphilypnus amazonicus i les gambes amb què s'associa, Pseudopalaemon gouldingi, són tan transparents que són "gairebé invisibles"; a més, aquestes espècies semblen seleccionar si volen ser transparents o, més convencionalment, clapejades (amb patrons disruptius) segons el fons local de l'entorn.

### Platejat

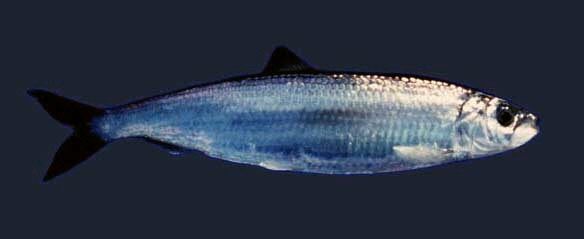
L'arengada adulta, Clupea harengus, és un peix platejat típic de profunditats mitjanes, camuflat per la reflexió.

Els reflectors de l'arengada són gairebé verticals per camuflatge des del costat.

Quan no es pot aconseguir la transparència, es pot imitar eficaçment mitjançant la platejada per fer que el cos d'un animal sigui altament reflectant. A profunditats mitjanes al mar, la llum prové de dalt, de manera que un mirall orientat verticalment fa que els animals com els peixos siguin invisibles des del costat. La majoria dels peixos de la part superior de l'oceà, com la sardina i l'arengada, es camuflen amb platejat.
El peix destral marí és extremadament aplanat lateralment, deixant el cos de només mil·límetres de gruix, i el cos és tan platejat que s'assembla a paper d'alumini. Els miralls consisteixen en estructures microscòpiques similars a les que s'utilitzen per proporcionar coloració estructural: piles d'entre 5 i 10 cristalls de guanina espaiats aproximadament 1⁄4 d'ona separades per interferir constructivament i aconseguir una reflexió de gairebé el 100%. A les aigües profundes on viu el peix destral, només la llum blava amb una longitud d'ona de 500 nanòmetres s'infiltra i s'ha de reflectir, de manera que els miralls separats per 125 nanòmetres proporcionen un bon camuflatge.
En peixos com l'arengada, que viuen en aigües menys profundes, els miralls han de reflectir una barreja de longituds d'ona i, en conseqüència, el peix té piles de cristalls amb una gamma d'espaiats diferents. Una altra complicació per als peixos amb cossos de secció transversal arrodonida és que els miralls serien ineficaços si es col·loquessin plans sobre la pell, ja que no es reflectirien horitzontalment. L'efecte mirall general s'aconsegueix amb molts reflectors petits, tots orientats verticalment. La platejada es troba en altres animals marins, així com en peixos. Els cefalòpodes, com ara els calamars, els pops i les sèpies, tenen miralls multicapa fets de proteïnes en lloc de guanina.

### Contrail·luminació

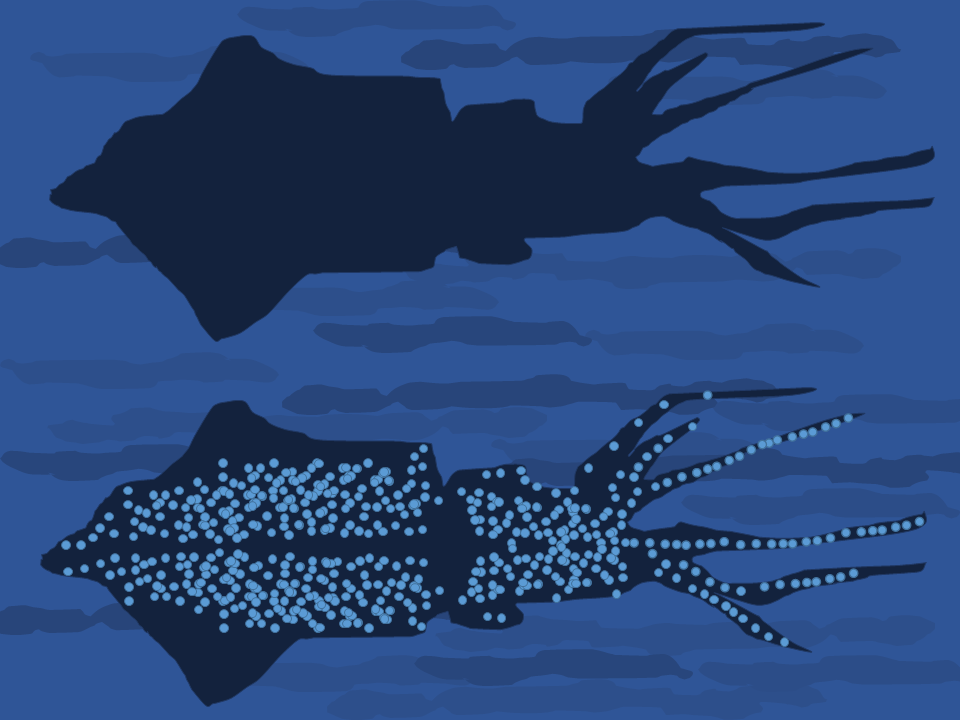
Principi de contrail·luminació en el calamar de luciérnaga

La contrail·luminació significa produir llum que coincideixi amb un fons més brillant que el cos d'un animal o un vehicle militar; és una forma de camuflatge actiu. És notablement utilitzat per algunes espècies de calamars, com ara el calamar de cuca de llum i el calamar de mitja aigua . Aquest últim té òrgans productors de llum (fotòfors) escampats per tota la part inferior; aquests creen una resplendor brillant que impedeix que l'animal aparegui com una forma fosca quan es veu des de baix. El camuflatge a contrail·luminació és la funció probable de la bioluminescència de molts organismes marins, tot i que la llum també es produeix per atraure o detectar preses i per a la senyalització.
La contrail·luminació s'ha utilitzat rarament amb finalitats militars. El "camuflatge de llum difusa" va ser provat pel Consell Nacional de Recerca del Canadà durant la Segona Guerra Mundial. Implicava projectar llum als costats dels vaixells per igualar la feble resplendor del cel nocturn, cosa que requeria plataformes externes incòmodes per suportar els llums. El concepte canadenc es va refinar en el projecte americà de llums Yehudi i es va provar en avions com ara B-24 Liberator i Avengers navals. Els avions estaven equipats amb làmpades orientades cap endavant que s'ajustaven automàticament per adaptar-se a la brillantor del cel nocturn. Això els va permetre apropar-se molt més a un objectiu, a menys de 2.700 m  – abans de ser vist. La contrail·luminació va quedar obsoleta pel radar, i ni el camuflatge amb il·luminació difusa ni les llums Yehudi van entrar en servei actiu.

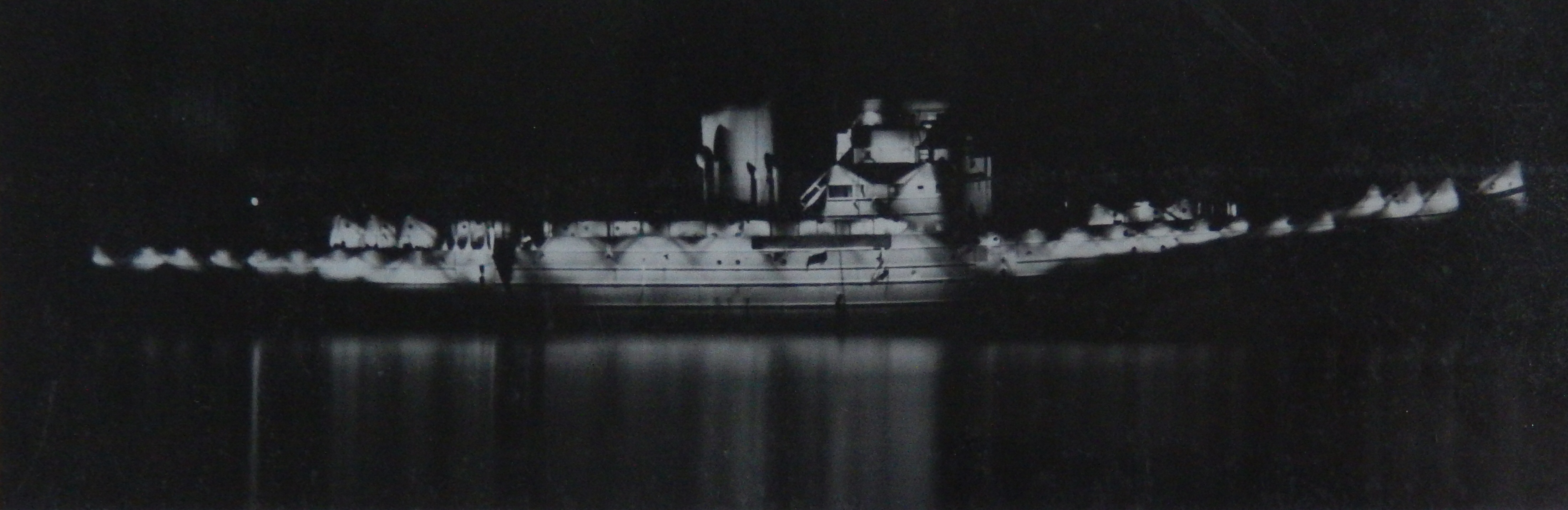
HMS Largs de nit amb camuflatge d'il·luminació difusa incomplet, 1942, ajustat a la màxima brillantor
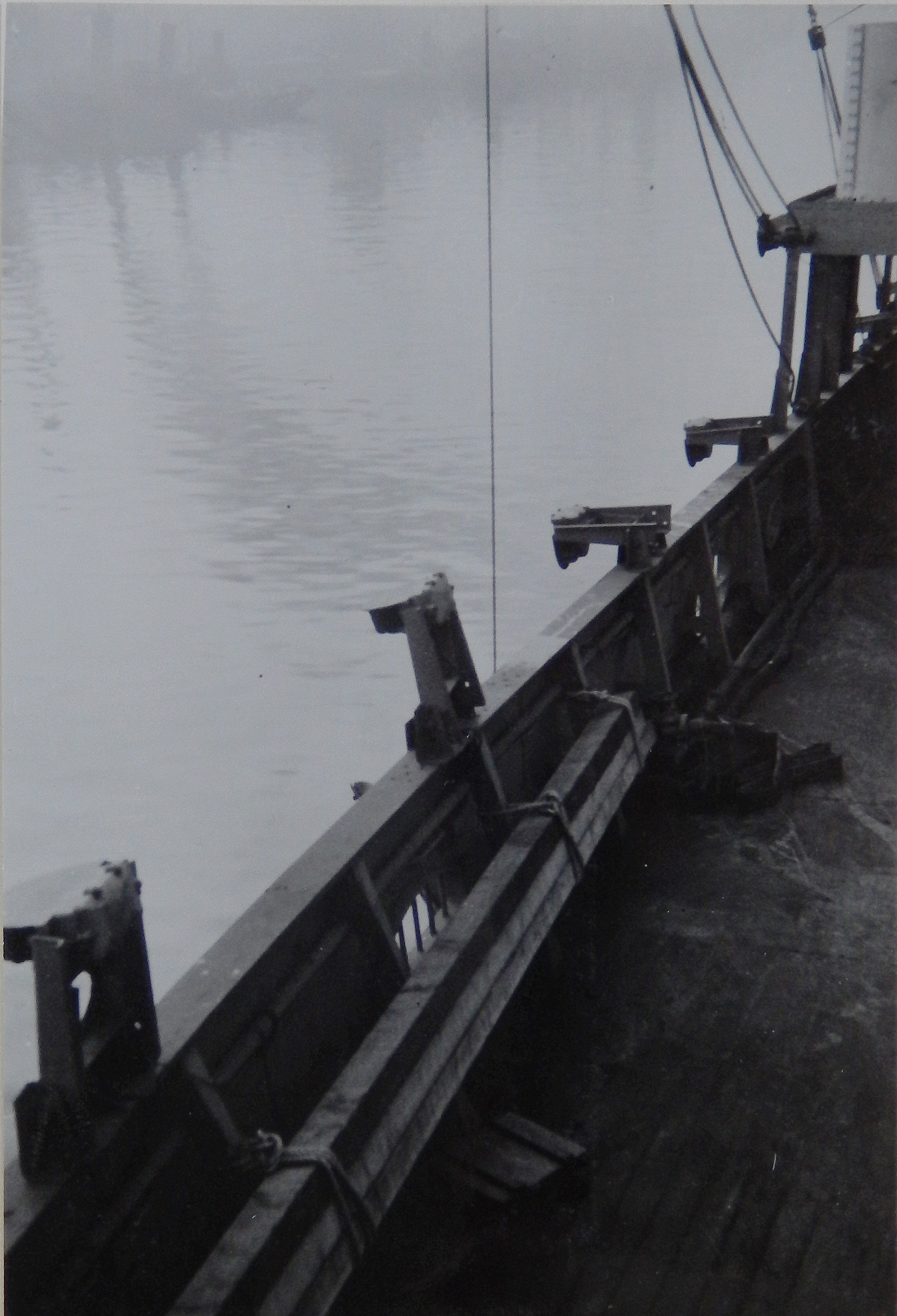
Baluard del HMS Largs mostrant 4 (d'uns 60) llums d'il·luminació difusa, 2 aixecats, 2 desplegats
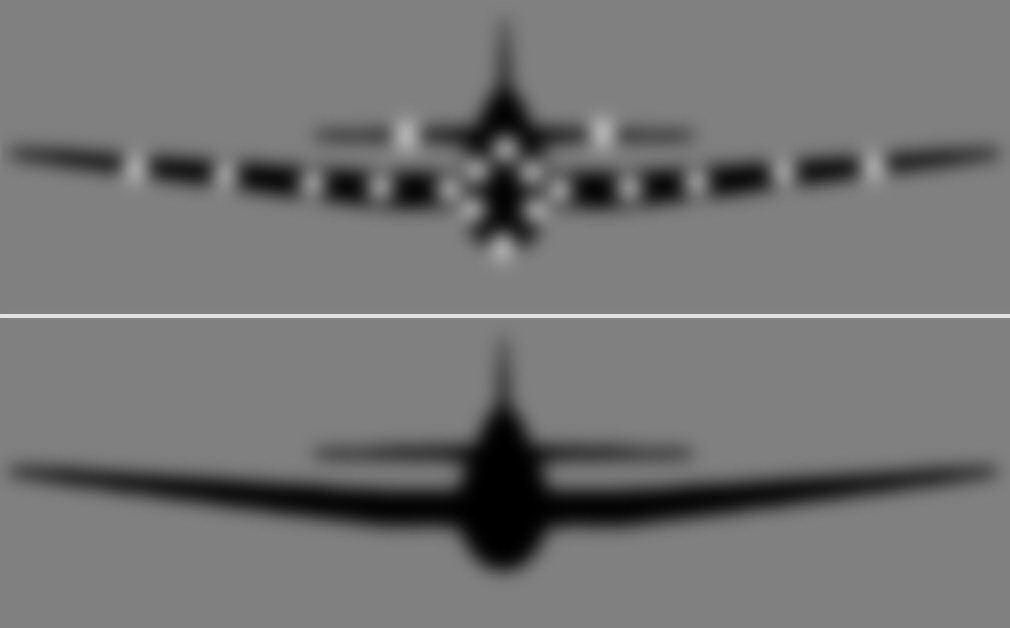
Les llums de Yehudi augmenten la brillantor mitjana de l'avió d'una forma fosca a la mateixa que la del cel.

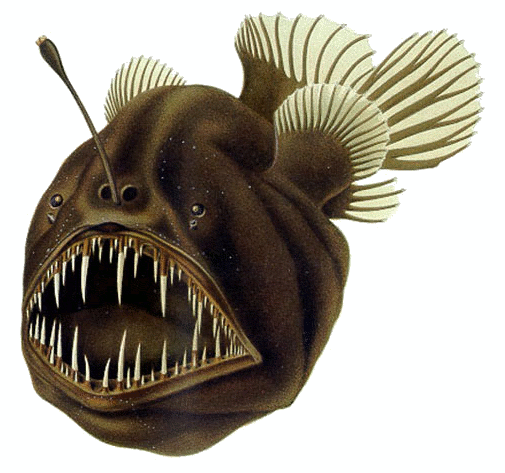
El rap abisal és un dels diversos peixos d'aigües profundes que es camuflen contra aigües molt fosques amb una dermis negra.

### Ultra-negror
Alguns peixos d'aigües profundes tenen la pell molt negra, que reflecteix menys del 0,5% de la llum ambiental. Això pot evitar la detecció per part de depredadors o peixos presa que utilitzen la bioluminescència per a la il·luminació. Els Oneirodes tenien una pell particularment negra que només reflectia el 0,044% de 480 llum de longitud d'ona nm. La ultra-negritud s'aconsegueix amb una capa fina però contínua de partícules a la dermis, els melanosomes . Aquestes partícules absorbeixen la major part de la llum i tenen una mida i una forma que dispersen la major part de la resta en lloc de reflectir-la. La modelització suggereix que aquest camuflatge hauria de reduir la distància a la qual es pot veure un peix d'aquest tipus per un factor de 6 en comparació amb un peix amb una reflectància nominal del 2%. Les espècies amb aquesta adaptació estan àmpliament disperses en diversos ordres de l'arbre filogenètic dels peixos ossis (Actinopterygii), cosa que implica que la selecció natural ha impulsat l'evolució convergent del camuflatge ultranegre de manera independent moltes vegades.

## Aplicacions

### Camuflatge militar

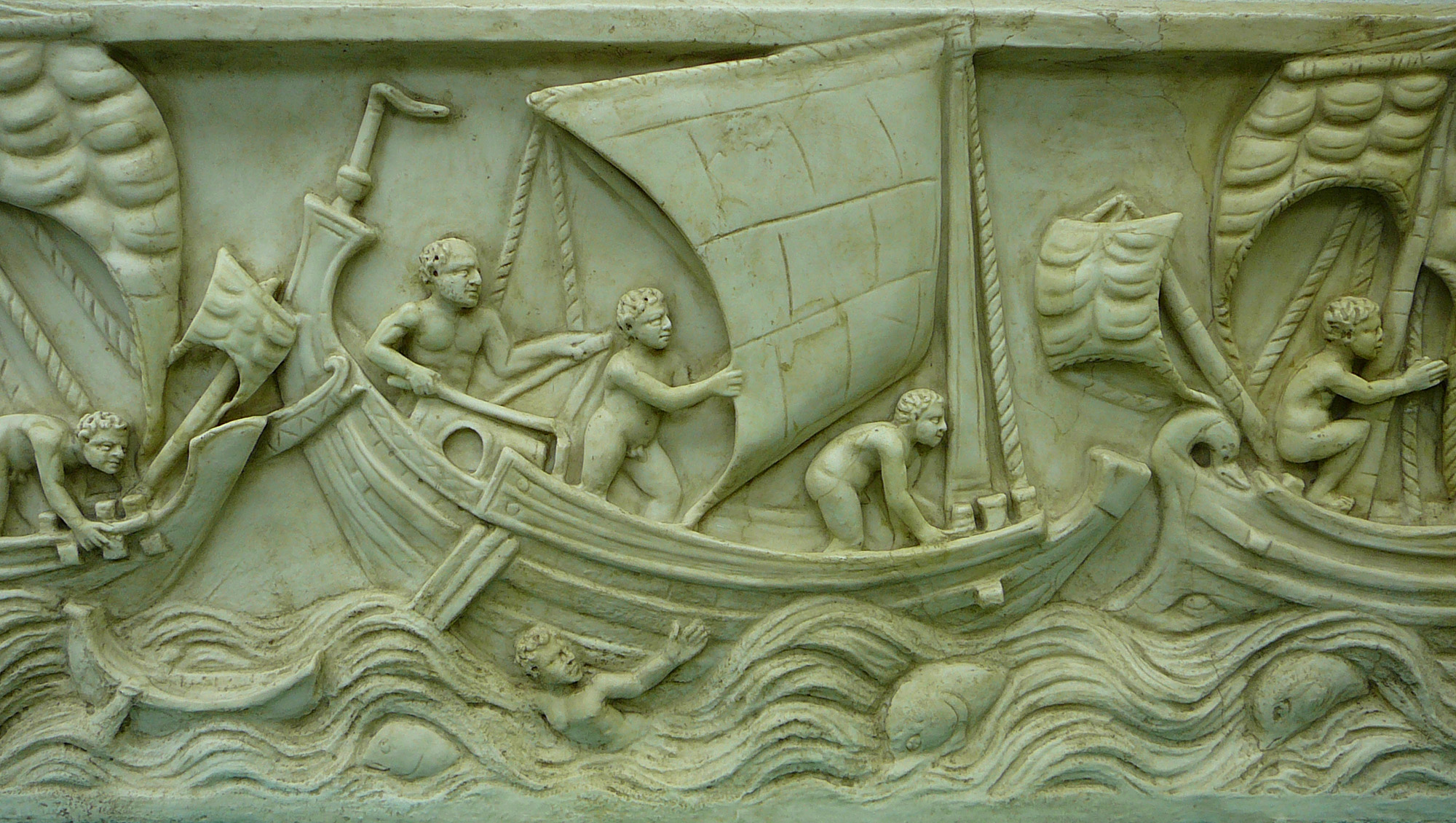
Vaixells romans, representats en un sarcòfag del segle III dC

En el món militar, el camuflatge és la tècnica de disfressar objectes, vehicles o tropes tot mimetitzant-los amb el terreny circumdant per tal d'ocultar-los a la detecció i identificació de l'enemic, sigui cobrint-los amb xarxes, vegetació, etc., sigui pintant-los o imprimint-los amb dissenys disruptius multicolors.
En el camp específic de l'uniforme militar el camuflatge comença a aplicar-se en entreguerres i es desenvolupa durant la Segona Guerra Mundial i, més encara, durant la guerra freda, però gairebé sempre circumscrit a forces d'elit. Entorn de 1990 el camuflatge es generalitza com a forma bàsica d'uniforme de campanya en la majoria d'exèrcits.

###### Abans del 1800
El camuflatge naval s'utilitzava ocasionalment en l'antiguitat. Filòstrat (c. 172–250 dC) va escriure a les seves Imagines que els vaixells pirates mediterranis es podien pintar de blau grisenc per ocultar-los. Vegeci (c. 360–400 dC) diu que el "blau venecià" (verd marí) es va utilitzar a les Guerres Gàl·liques, quan Juli Cèsar va enviar els seus speculatoria navigia (vaixells de reconeixement) per recopilar informació al llarg de la costa de Britània; els vaixells estaven pintats completament amb cera blavosa-verdosa, amb veles, cordes i tripulació del mateix color. Hi ha poques proves de l'ús militar del camuflatge a terra abans del 1800, però dues ceràmiques inusuals mostren homes de la cultura mochica del Perú d'abans del 500. dC, caçaven ocells amb bufadors que estan equipats amb una mena d'escut a prop de la boca, potser per amagar les mans i la cara dels caçadors. Una altra font primerenca és un manuscrit francès del segle XV, El Llibre de caça de Gastó Febus, que mostra un cavall tirant d'un carro que conté un caçador armat amb una ballesta sota una coberta de branques, potser servint de pell per disparar a la presa. Es diu que els cimarrons jamaicans van utilitzar materials vegetals com a camuflatge a la Primera Guerra dels Cimarrons  (c. 1655–1740).

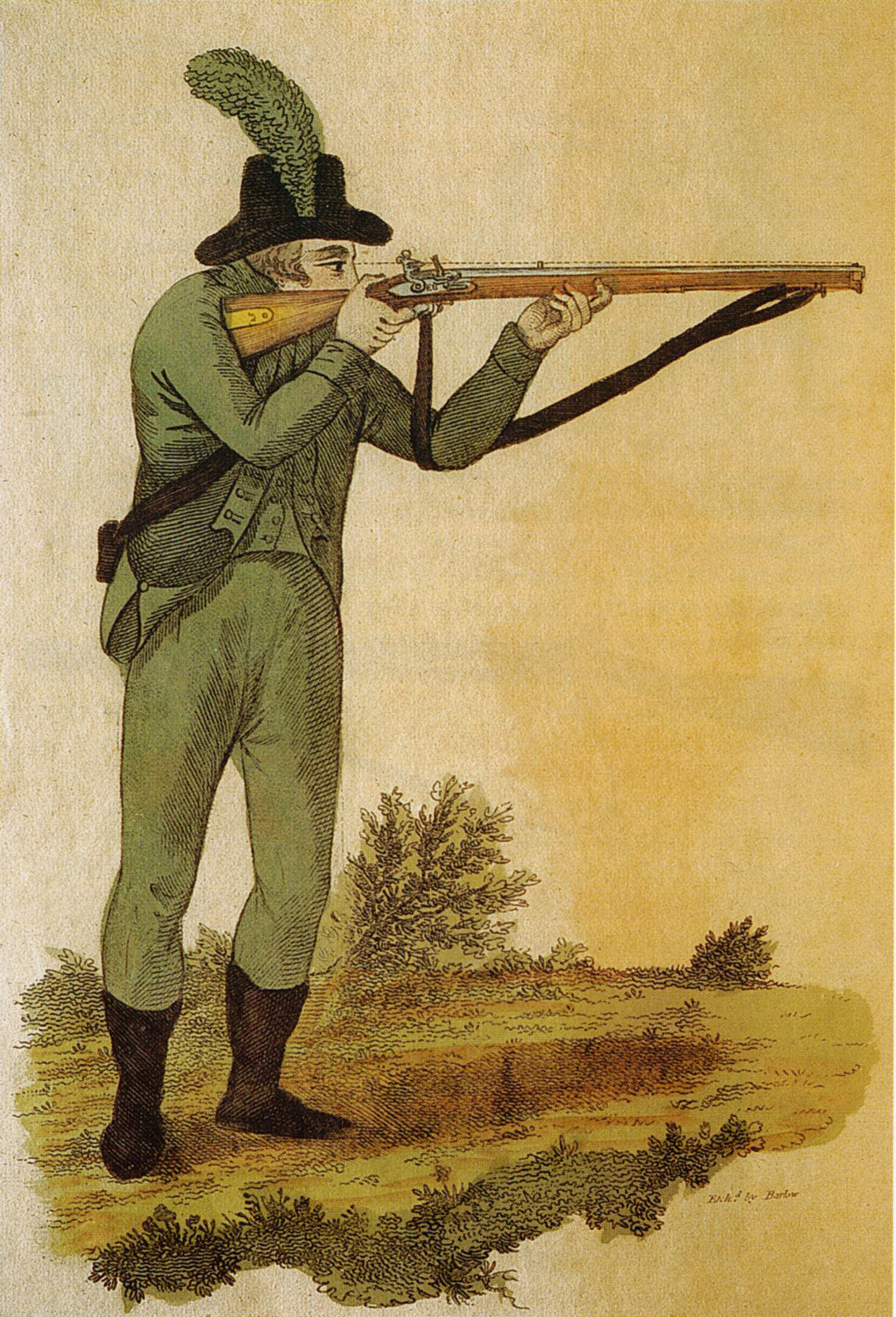
Fuseller amb jaqueta verda disparant un rifle Baker el 1803

###### Orígens del segle XIX
El desenvolupament del camuflatge militar va ser impulsat per l'augment de l'abast i la precisió de les armes de foc d'infanteria al segle XIX. En particular, la substitució del mosquet imprecís per armes com el rifle Baker va fer que l'ocultació personal en batalla fos essencial. Dues unitats d'escaramusses de la Guerra Napoleònica de l'exèrcit britànic, el 95è Regiment de Fusellers i el 60è Regiment de Fusellers, van ser les primeres a adoptar el camuflatge en forma d'una jaqueta verda de fuseller, mentre que els regiments de Línia van continuar portant túniques escarlata. Un estudi contemporani de l'any 1800 realitzat per l'artista i soldat anglès Charles Hamilton Smith va proporcionar proves que els uniformes grisos eren menys visibles que els verds a una distància de 150 iardes.
A la Guerra Civil Americana, les unitats de fusellers com el 1st United States Sharp Shooters (de l'exèrcit federal) portaven jaquetes verdes, mentre que altres unitats portaven colors més cridaners. La primera unitat de l'exèrcit britànic que va adoptar uniformes caqui va ser el Cos de Guies de Peshawar, quan Sir Harry Lumsden i el seu segon al comandament, William Hodson, van introduir un uniforme "apagat" el 1848. Hodson va escriure que seria més apropiat per al clima càlid i que ajudaria a fer que les seves tropes fossin "invisibles en una terra de pols". Més tard van improvisar tenyint roba localment. Altres regiments de l'Índia aviat van adoptar l'uniforme caqui, i el 1896 l'uniforme d'entrenament caqui ja s'utilitzava a tot arreu fora d'Europa; durant la Segona Guerra Bòer, sis anys més tard, es va utilitzar a tot l'exèrcit britànic.
Durant finals del segle xix, el camuflatge es va aplicar a les fortificacions costaneres britàniques. Les fortificacions al voltant de Plymouth, Anglaterra, es van pintar a finals de la dècada de 1880 amb "pegats irregulars de vermell, marró, groc i verd". A partir de 1891 es va permetre que l'artilleria costanera britànica es pintés amb colors adequats "per harmonitzar amb l'entorn" i el 1904 era pràctica habitual que l'artilleria i els muntatges es pintessin amb "grans pegats irregulars de diferents colors seleccionats per adaptar-se a les condicions locals".

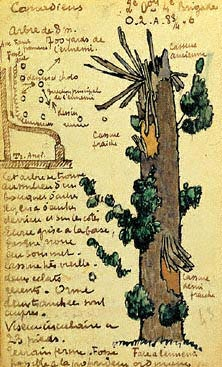
Pal d'observació de ferro camuflat com un arbre pel pintor cubista André Mare, 1916

###### Primera Guerra Mundial
Al segle xx, el camuflatge militar es va desenvolupar ràpidament, especialment durant la Primera Guerra Mundial, l'exèrcit francès va formar un cos de camuflatge, dirigit per Lucien-Victor Guirand de Scévola, que va contractar artistes coneguts com a camuflatge per crear esquemes com ara llocs d'observació d'arbres i cobertes per a armes de foc. Altres exèrcits aviat els van seguir. El terme camuflatge probablement prové de camoufler, un terme d'argot parisenc que significa dissimular, i pot haver estat influenciat per camouflet, un terme francès que significa fum bufat a la cara d'algú. El zoòleg anglès John Graham Kerr, l'artista Solomon J. Solomon i l'artista estatunidenc Abbott Thayer van liderar els intents d'introduir principis científics de contraombrejat i patrons disruptius en el camuflatge militar, amb un èxit limitat.  A principis de 1916, el Royal Naval Air Service va començar a crear aeròdroms falsos per cridar l'atenció dels avions enemics cap a terrenys buits. Van crear cases esquer i van folrar pistes d'enlairament falses amb bengales, que tenien com a objectiu ajudar a protegir les ciutats reals dels atacs nocturns. Aquesta estratègia no era una pràctica habitual i no va tenir èxit al principi, però el 1918 va agafar desprevinguts els alemanys diverses vegades.

El camuflatge naval es va introduir a principis del segle XX a mesura que augmentava la gamma d'armes navals, amb vaixells pintats de gris per tot arreu. L'abril de 1917, quan els submarins alemanys enfonsaven molts vaixells britànics amb torpedes, l'artista marí Norman Wilkinson va idear el camuflatge enlluernador, que paradoxalment feia que els vaixells fossin més visibles però més difícils d'atacar. En paraules del mateix Wilkinson, l'enlluernament va ser dissenyat "no per a baixa visibilitat, sinó de manera que trenqués la seva forma i així confongués un oficial de submarí sobre el rumb cap al qual es dirigia".

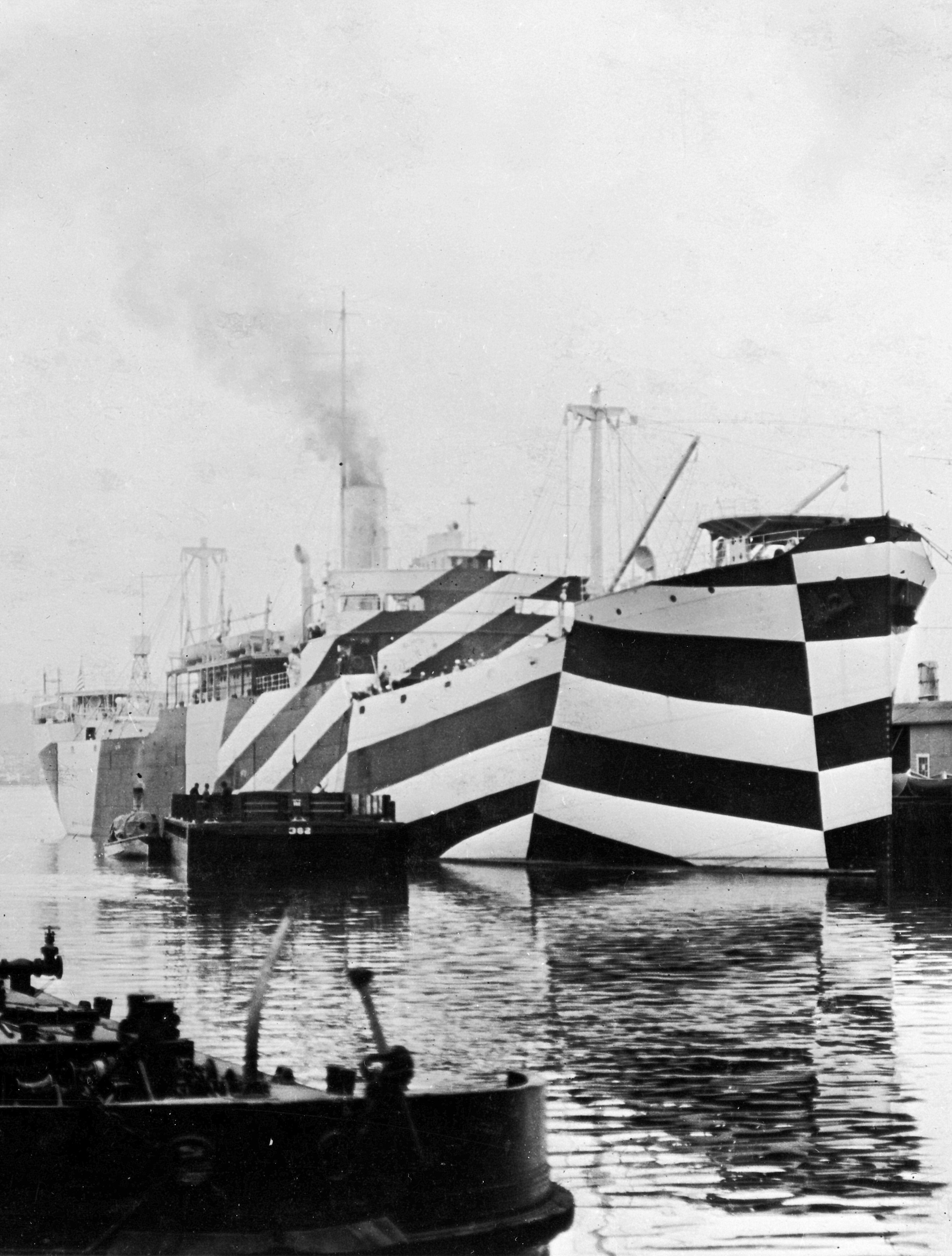
USS West Mahomet en camuflatge enlluernador
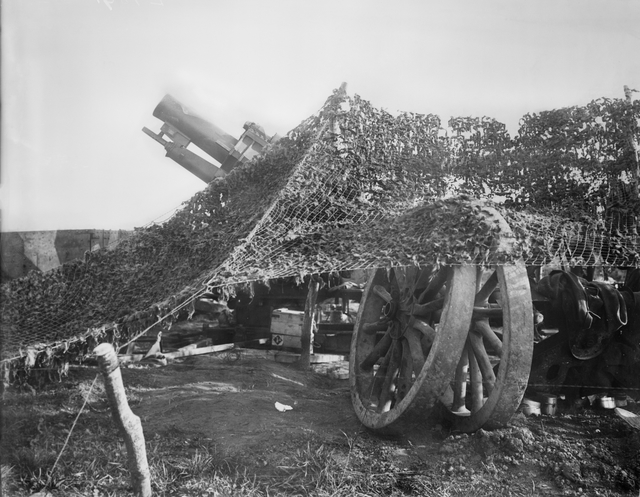
Obús de setge camuflat contra l'observació des de l'aire, 1917
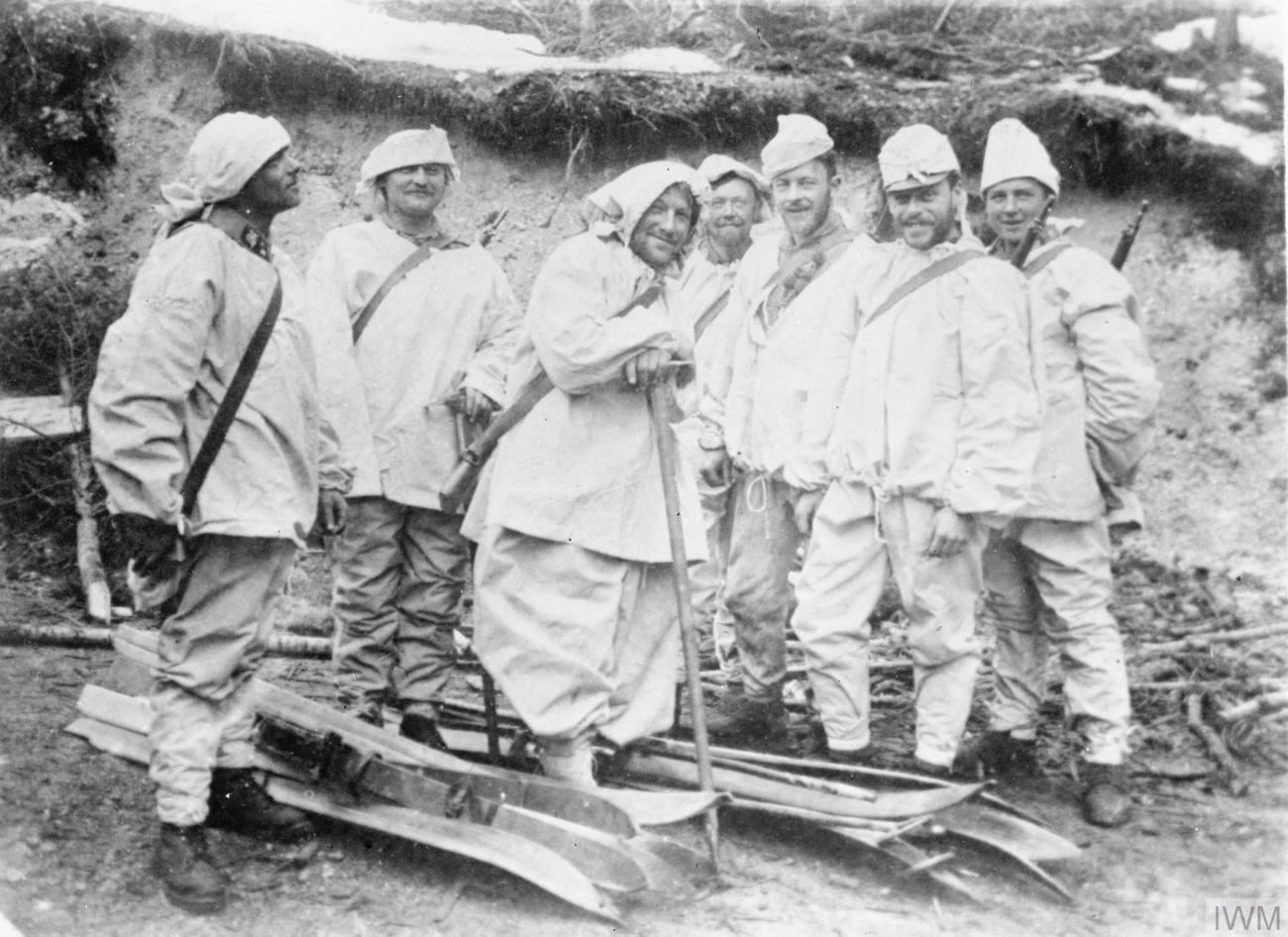
Patrulla d'esquí austrohongaresa amb uniformes de neu de dues parts i camuflatge improvisat al cap al front italià, 1915–1918

###### Segona Guerra Mundial
Durant la Segona Guerra Mundial, el zoòleg Hugh Cott, un protegit de Kerr, va treballar per persuadir l'exèrcit britànic perquè utilitzés mètodes de camuflatge més eficaços, inclòs el contraombrejat, però, com Kerr i Thayer durant la Primera Guerra Mundial, amb un èxit limitat. Per exemple, va pintar dos canons costaners muntats sobre rails, un en estil convencional i l'altre amb contraombrejat . A les fotografies aèries, el canó amb contrallum era essencialment invisible. El poder de l'observació i l'atac aeris va portar a totes les nacions en guerra a camuflar objectius de tot tipus. L' Exèrcit Roig de la Unió Soviètica va crear la doctrina integral de Maskirovka per a l'engany militar, inclòs l'ús del camuflatge. Per exemple, durant la batalla de Kursk, el general Katukov, comandant del 1r Exèrcit de Tancs soviètic, va comentar que l'enemic "no sospitava que els nostres tancs ben camuflats l'estaven esperant. Com vam saber més tard pels presoners, havíem aconseguit fer avançar els nostres tancs sense que ningú els observés". Els tancs estaven amagats en emplaçaments defensius prèviament preparats, amb només les torretes per sobre del nivell del terra. A l'aire, els caces de la Segona Guerra Mundial sovint es pintaven amb els colors del terra a dalt i els colors del cel a baix, intentant dos esquemes de camuflatge diferents per als observadors de dalt i de baix. Els bombarders i els caces nocturns sovint eren negres, mentre que els avions de reconeixement marítim eren normalment blancs, per evitar que apareguessin com a formes fosques contra el cel. Per als vaixells, el camuflatge enlluernador es va substituir principalment pel gris llis durant la Segona Guerra Mundial, tot i que es va continuar experimentant amb esquemes de color.
Igual que a la Primera Guerra Mundial, els artistes van ser obligats a servir; per exemple, el pintor surrealista Roland Penrose va esdevenir professor al recentment fundat Centre de Desenvolupament i Formació de Camuflatge al Castell de Farnham, i va escriure el pràctic Manual de Camuflatge de la Guàrdia Nacional .  El cineasta Geoffrey Barkas va dirigir la Direcció de Camuflatge del Comandament de l'Orient Mitjà durant la guerra de 1941–1942 al desert occidental, incloent-hi l'engany reeixit de l'Operació Bertram . Hugh Cott era l'instructor en cap; els oficials de camuflatge artístic, que es deien a si mateixos camuflaires, incloïen Steven Sykes i Tony Ayrton .   A Austràlia, els artistes també van ser destacats en el Sydney Camouflage Group, format sota la presidència del professor William John Dakin, un zoòleg de la Universitat de Sydney. Max Dupain, Sydney Ure Smith i William Dobell eren alguns dels membres del grup, que treballava a l'aeroport de Bankstown, a la base de la RAAF de Richmond i a les drassanes de Garden Island. Als Estats Units, artistes com John Vassos van fer un curs certificat en camuflatge militar i industrial a l'American School of Design amb el baró Nicholas Cerkasoff, i van crear camuflatge per a les Forces Aèries.

Igual que a la Primera Guerra Mundial, els artistes van ser obligats a servir; per exemple, el pintor surrealista Roland Penrose va esdevenir professor al recentment fundat Centre de Desenvolupament i Formació de Camuflatge al Castell de Farnham, i va escriure el pràctic Manual de Camuflatge de la Guàrdia Nacional. El cineasta Geoffrey Barkas va dirigir la Direcció de Camuflatge del Comandament de l'Orient Mitjà durant la guerra de 1941–1942 al desert occidental, incloent-hi l'engany reeixit de l'Operació Bertram. Hugh Cott era l'instructor en cap; els oficials de camuflatge artístic, que es deien a si mateixos camuflaires, incloïen Steven Sykes i Tony Ayrton. A Austràlia, els artistes també van ser destacats en el Sydney Camouflage Group, format sota la presidència del professor William John Dakin, un zoòleg de la Universitat de Sydney. Max Dupain, Sydney Ure Smith i William Dobell eren alguns dels membres del grup, que treballava a l'aeroport de Bankstown, a la base de la RAAF de Richmond i a les drassanes de Garden Island. Als Estats Units, artistes com John Vassos van fer un curs certificat en camuflatge militar i industrial a l'American School of Design amb el baró Nicholas Cerkasoff, i van crear camuflatge per a les Forces Aèries.

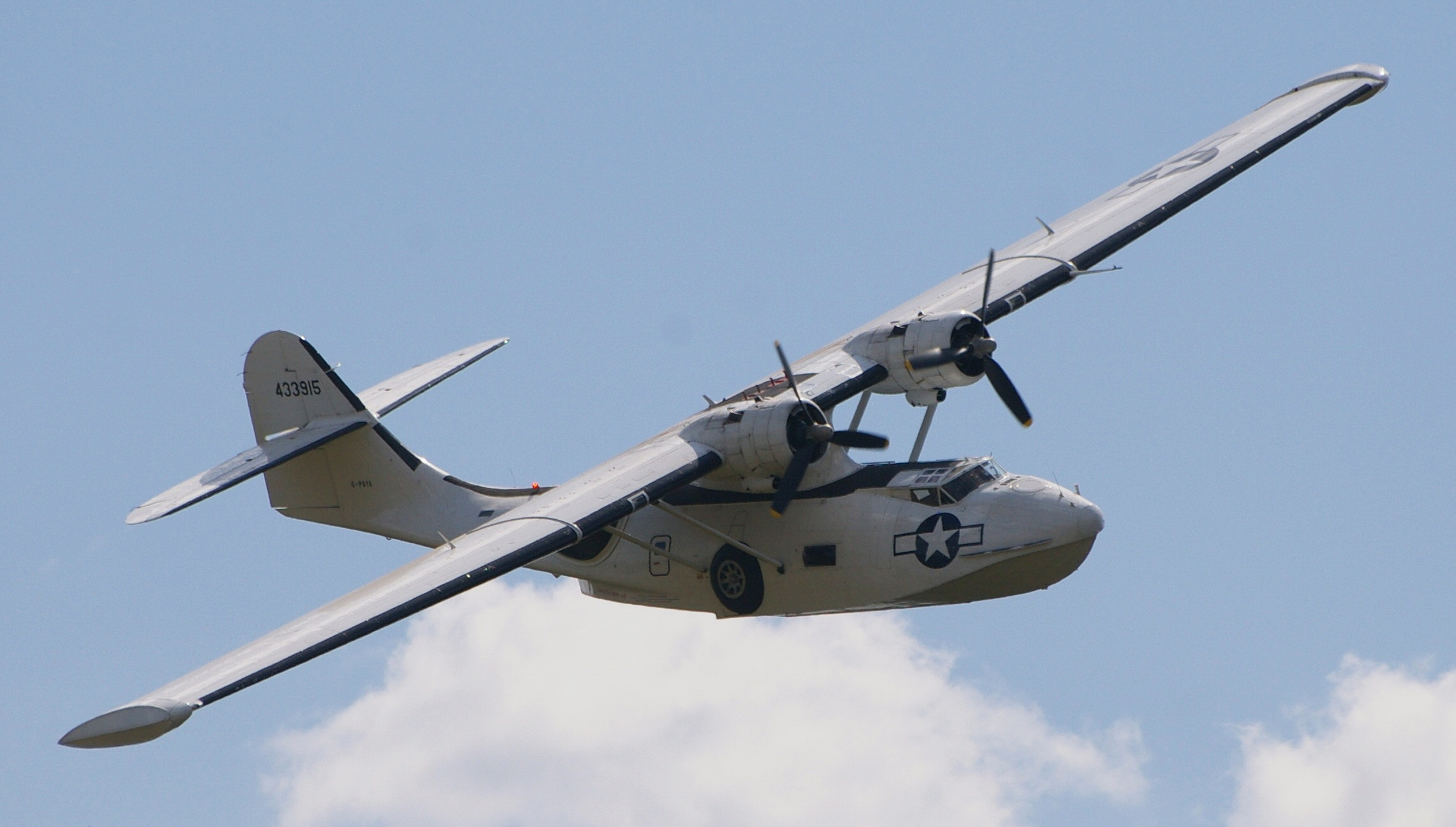
Patrulla marítima Catalina, pintada de blanc per minimitzar la visibilitat contra el cel
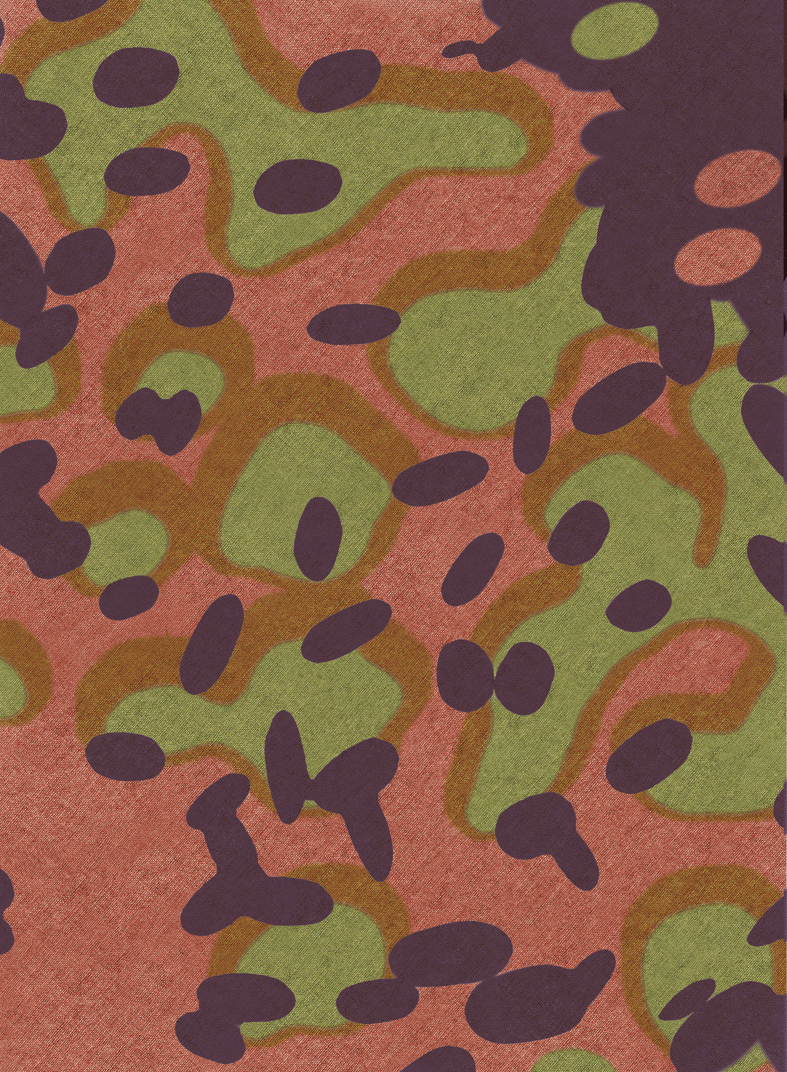
Variant d'estiu de 1937 del patró de plàtan de les Waffen SS Flecktarn
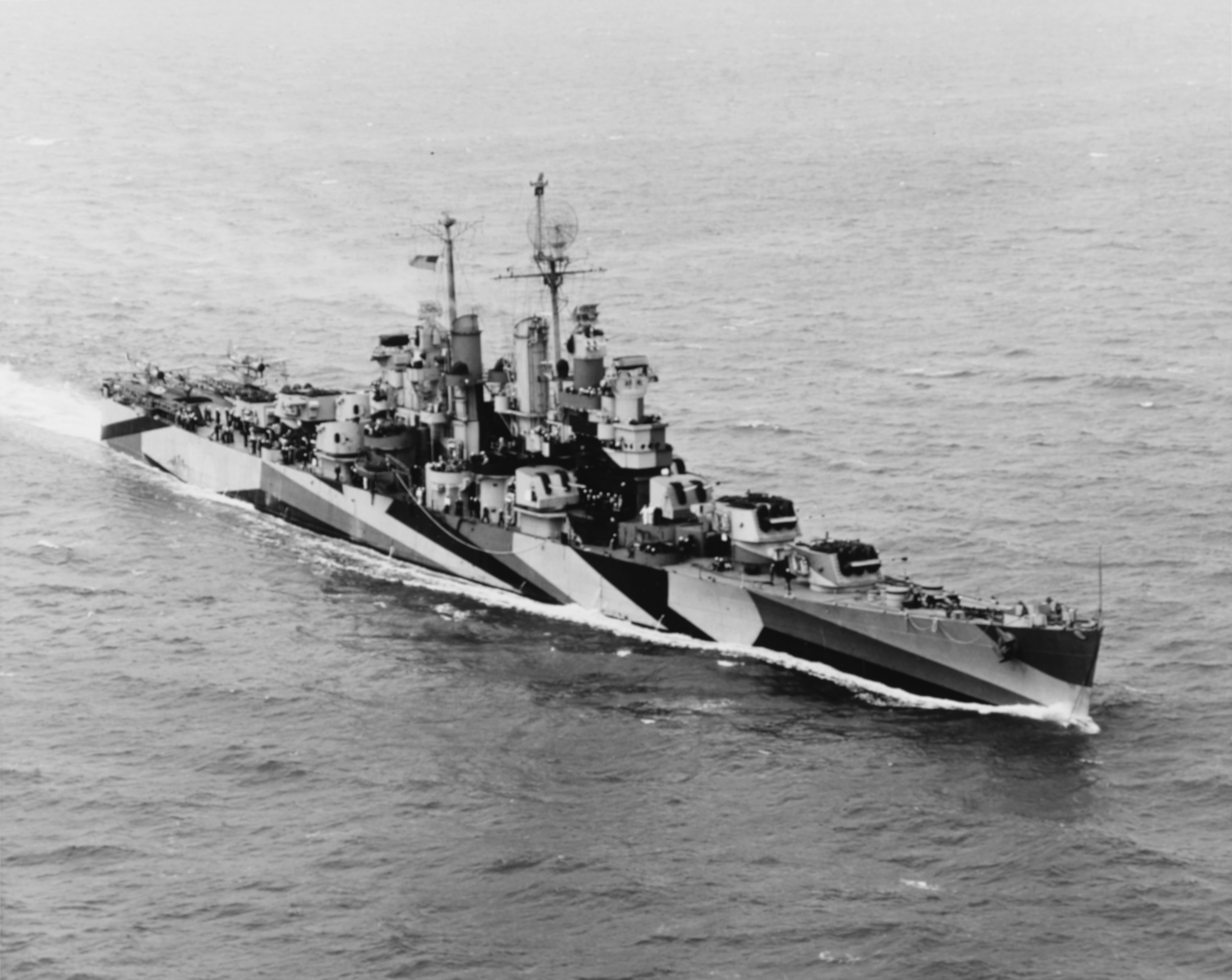
USS Duluth en camuflatge naval Mesura 32, Disseny 11a, un dels molts esquemes d'enlluernament utilitzats en vaixells de guerra
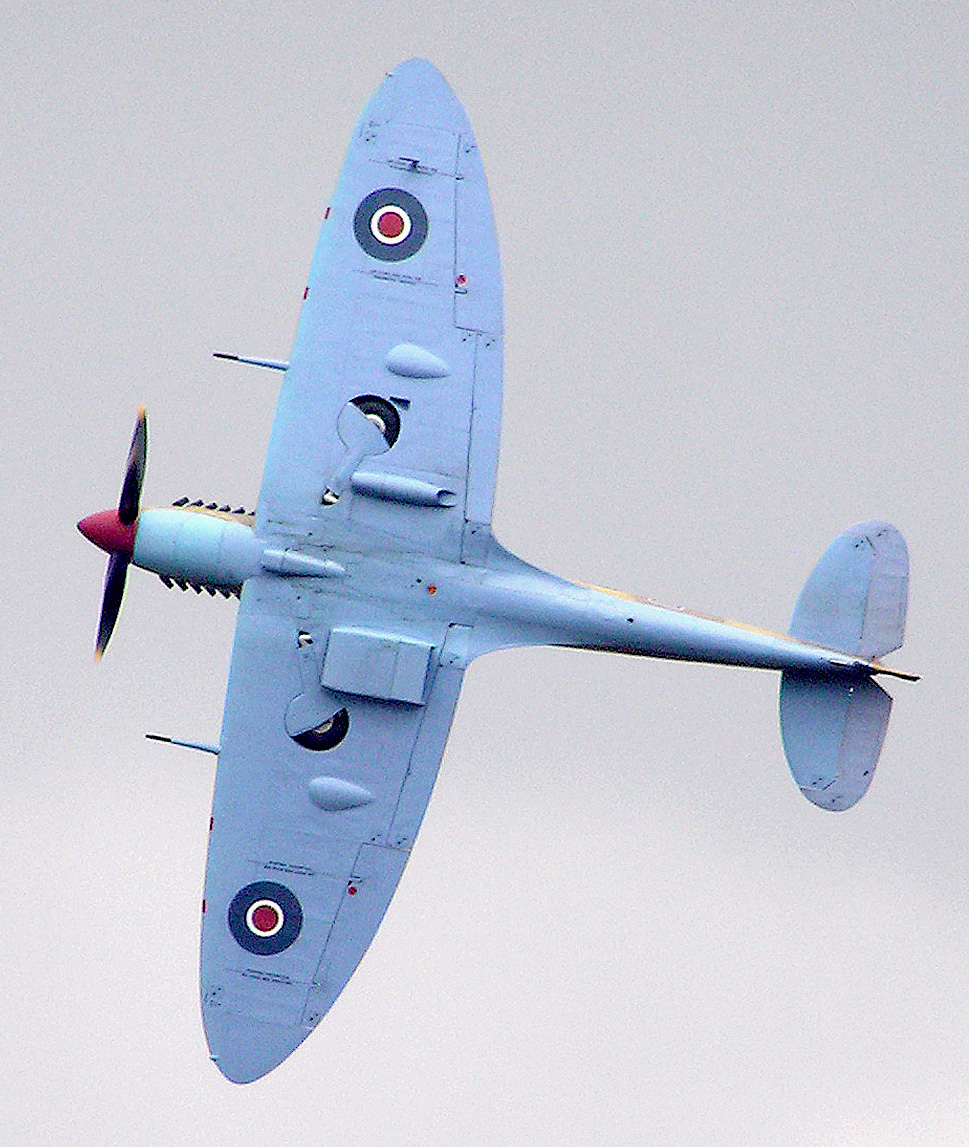
Esquema de pintura "atzur" de la part inferior d'un Spitfire, destinat a amagar-lo contra el cel
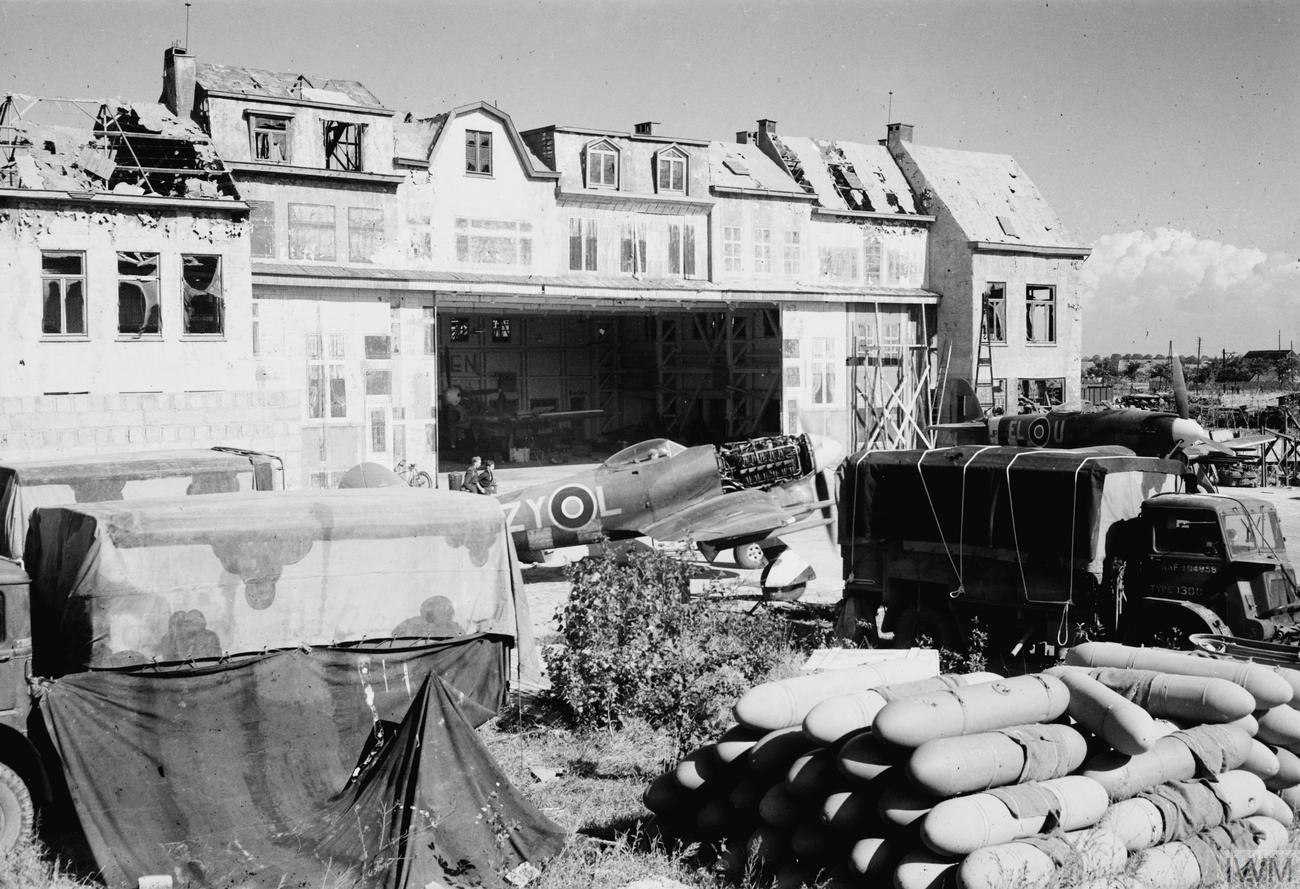
Un hangar d'avions de la Luftwaffe construït per semblar un carrer de cases de poble, Bèlgica, 1944
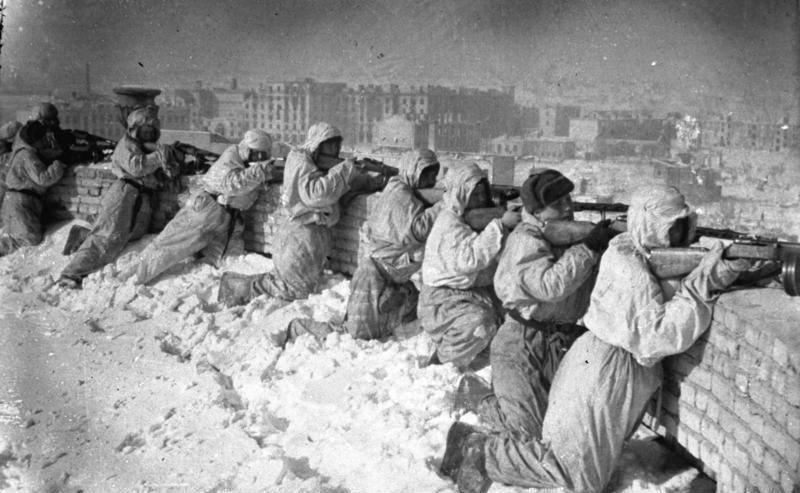
Soldats de l'Exèrcit Roig a la batalla de Stalingrad amb granotes de camuflatge de neu, gener de 1943

###### Després de 1945
El camuflatge s'ha utilitzat per protegir equipament militar com ara vehicles, armes de foc, vaixells, avions i edificis així com soldats individuals i les seves posicions. Els mètodes de camuflatge de vehicles comencen amb pintura, que en el millor dels casos només ofereix una eficàcia limitada. Altres mètodes per a vehicles terrestres estacionaris inclouen cobrir-los amb materials improvisats com ara mantes i vegetació, i erigir xarxes, pantalles i cobertes toves que puguin reflectir, dispersar o absorbir adequadament les ones infraroges properes i de radar. Alguns tèxtils militars i pintures de camuflatge per a vehicles també reflecteixen els infrarojos per ajudar a ocultar-se dels dispositius de visió nocturna. Després de la Segona Guerra Mundial, el radar va fer que el camuflatge fos generalment menys efectiu, tot i que els vaixells costaners de vegades es pinten com a vehicles terrestres. El camuflatge dels avions també va arribar a ser vist com menys important a causa del radar, i els avions de diferents forces aèries, com el Lightning de la Royal Air Force, sovint no estaven camuflats.

S'han desenvolupat molts patrons tèxtils camuflats per adaptar-se a la necessitat d'adaptar la roba de combat a diferents tipus de terreny (com ara boscos, neu i desert). El disseny d'un patró eficaç en tots els terrenys ha demostrat ser difícil d'aconseguir. El patró de camuflatge universal americà del 2004 intentava adaptar-se a tots els entorns, però es va retirar després d'uns anys de servei. De vegades s'han desenvolupat patrons específics del terreny, però són ineficaços en altres terrenys. El problema de crear un patró que funcioni a diferents rangs s'ha resolt amb dissenys multiescala, sovint amb un aspecte pixelat i dissenyats digitalment, que proporcionen una gamma fractal de mides de pegats de manera que apareixen acolorits de manera disruptiva tant a curta distància com a distància. El primer patró de camuflatge genuïnament digital va ser el Patró Disruptiu Canadenc (CADPAT), emès a l'exèrcit el 2002, seguit aviat pel patró dels Marines Americans (MARPAT). Un aspecte pixelat no és essencial per a aquest efecte, tot i que és més senzill de dissenyar i imprimir.

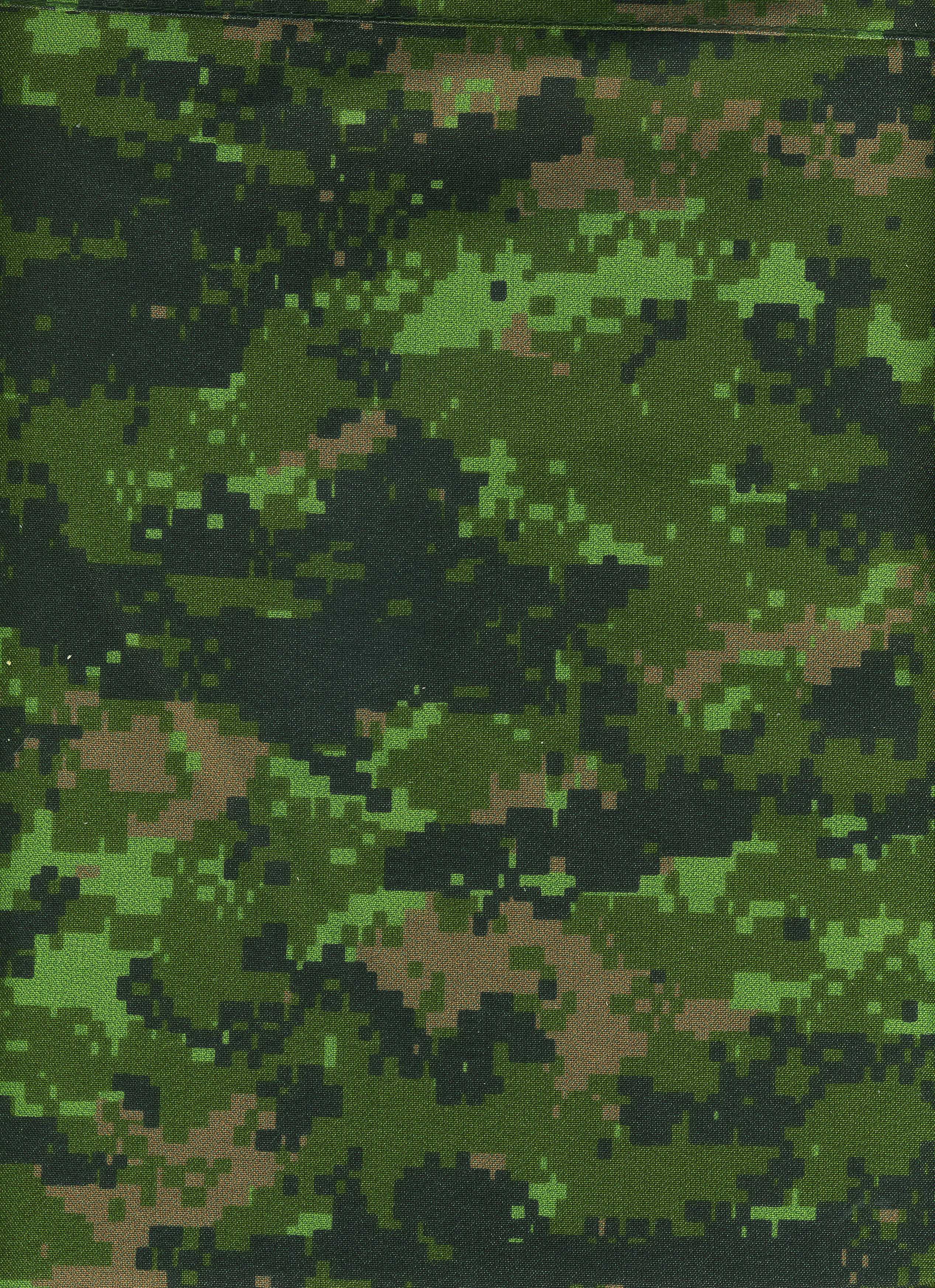
CADPAT va ser el primer patró de camuflatge digital pixelat que es va publicar el 2002.
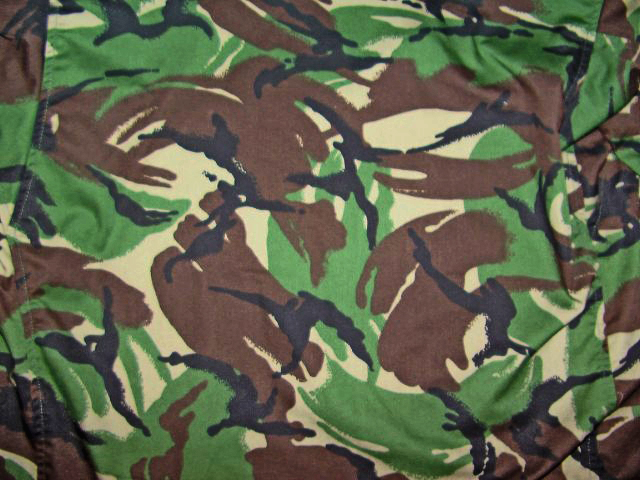
Material de patrons disruptius britànics, lliurat a les forces especials el 1963 i universalment el 1968
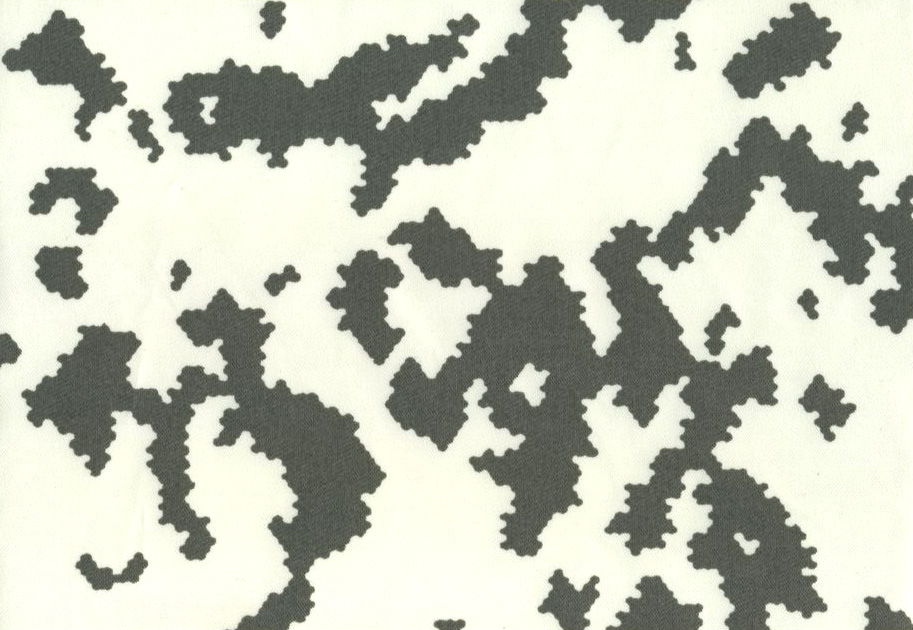
Variant de neu de 2 colors del patró M05 de les Forces de Defensa Finlandeses del 2007
Variant principal (bosc de 4 colors) del patró Tipus 99 de l'Exèrcit Popular d'Alliberament Xinès,
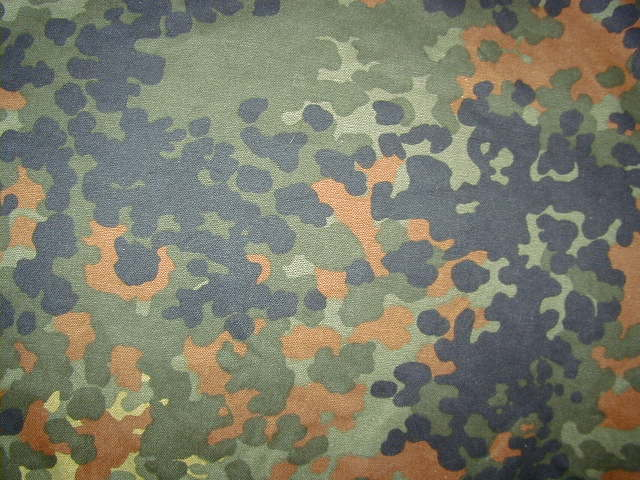
Flecktarn alemany modern de 1990, desenvolupat a partir d'un patró de 1938, un patró no digital que funciona a diferents distàncies
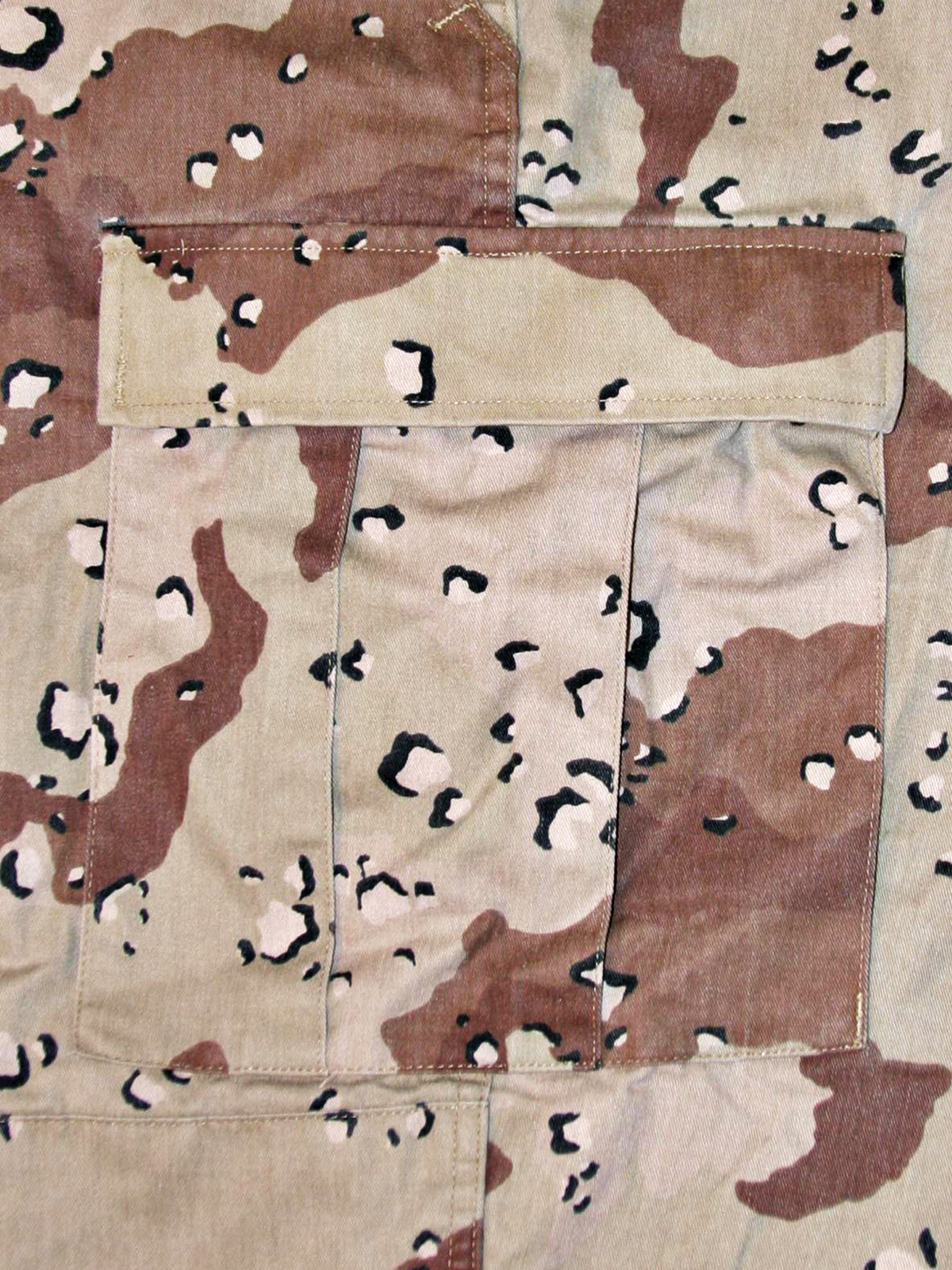
Patró de desert de sis colors "Chocolate Chip" dels EUA desenvolupat el 1962, àmpliament utilitzat a la Guerra del Golf

###### Caça
Els caçadors de fauna salvatge han utilitzat durant molt de temps el camuflatge en forma de materials com pells d'animals, fang, fullatge i roba verda o marró per poder apropar-se a animals de caça cautelosos. Els esports de camp com el tret del gall fer amaguen els caçadors en pells (també anomenats amagatalls o culates de tir). La roba de caça moderna utilitza teixits que proporcionen un patró de camuflatge disruptiu; per exemple, el 1986 el caçador Bill Jordan va crear roba críptica per a caçadors, estampada amb imatges de tipus específics de vegetació com ara herba i branques. 

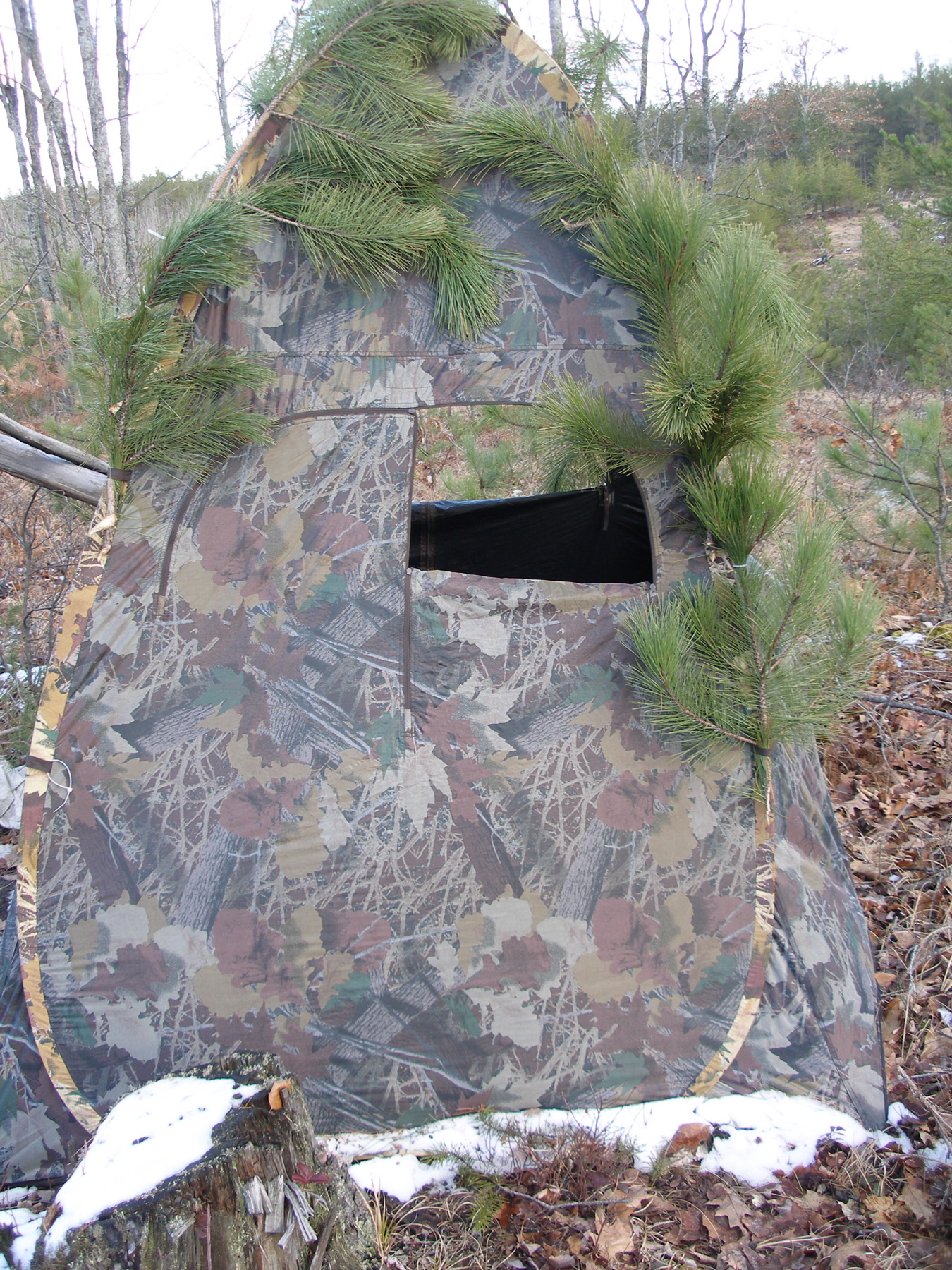
Una pell utilitzada en esports de camp

###### Estructures civils

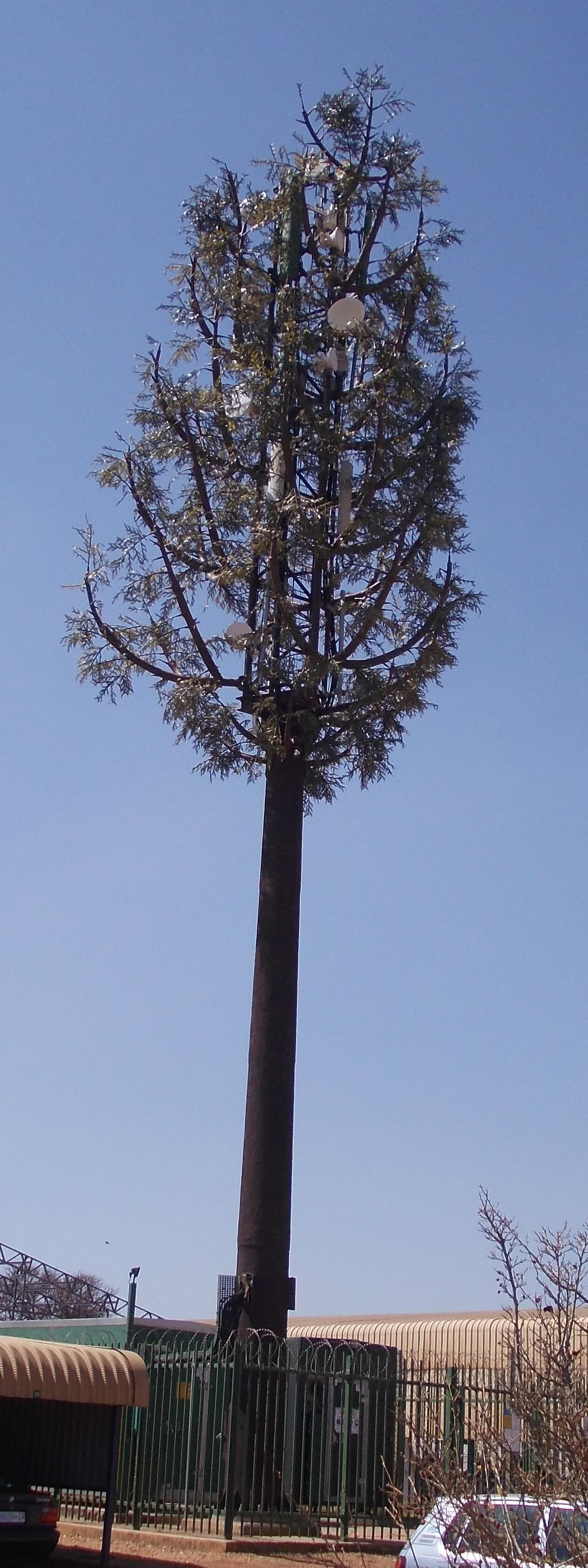
Torre de telefonia mòbil disfressada d'arbre

El camuflatge s'utilitza ocasionalment per fer que les estructures construïdes siguin menys visibles: per exemple, a Sud-àfrica, les torres que porten antenes de telefonia mòbil de vegades es camuflen com a arbres alts amb branques de plàstic, en resposta a la "resistència de la comunitat". Com que aquest mètode és costós (s'esmenta una xifra que triplica el cost normal), formes alternatives de camuflatge poden incloure l'ús de colors neutres o formes familiars com ara cilindres i pals de bandera. La visibilitat també es pot reduir col·locant pals a prop o sobre altres estructures.
Els fabricants d'automòbils sovint utilitzen patrons per dissimular els productes futurs. Aquest camuflatge està dissenyat per ofuscar les línies visuals del vehicle i s'utilitza juntament amb farciment, fundes i adhesius. La finalitat dels patrons és evitar l'observació visual (i en menor mesura la fotografia), que posteriorment permetria la reproducció dels factors de forma del vehicle.

###### Moda, art i societat
Els patrons de camuflatge militar van influir en la moda i l'art des de la Primera Guerra Mundial. Gertrude Stein va recordar la reacció de l'artista cubista Pablo Picasso al voltant de 1915:
| «                                        | Recordo molt bé que al principi de la guerra estava amb Picasso al bulevard Raspail quan va passar el primer camió camuflat. Era de nit, havíem sentit a parlar del camuflatge però no l'havíem vist i Picasso, sorprès, el va mirar i després va exclamar: sí, som nosaltres els que l'hem fet, això és cubisme. | » |
| — Gertrude Stein in From Picasso (1938), | |   |

El 1919, els assistents d'un "ball enlluernador", organitzat pel Chelsea Arts Club, portaven roba blanca i negra amb estampats enlluernadors. El ball va influir en la moda i l'art a través de postals i articles de revista. L'Illustrated London News va anunciar:
| «                         | L'esquema de decoració per al gran ball de disfresses que va oferir el Chelsea Arts Club a l'Albert Hall, l'altre dia, es basava en els principis del "Dazzle", el mètode de "camuflatge" utilitzat durant la guerra en la pintura de vaixells... L'efecte total va ser brillant i fantàstic. | » |
| — Illustrated London News | |   |

Més recentment, els dissenyadors de moda han utilitzat sovint teixits de camuflatge pels seus dissenys cridaners, el seu "desordre estampat" i el seu simbolisme. La roba de camuflatge es pot portar principalment pel seu significat simbòlic més que no pas per moda, com quan, a finals dels anys seixanta i principis dels setanta als Estats Units, els manifestants antibel·licistes sovint portaven irònicament roba militar durant les manifestacions contra la participació americana a la guerra del Vietnam.
Artistes moderns com Ian Hamilton Finlay han utilitzat el camuflatge per reflexionar sobre la guerra. La seva serigrafia de 1973 d'un tanc camuflat amb un patró de fulles, Arcadia, és descrita per la Tate com un dibuix d'"un paral·lel irònic entre aquesta idea d'un paradís natural i els patrons de camuflatge d'un tanc". El títol fa referència a l'Arcàdia utòpica de la poesia i l'art, i a la frase llatina memento mori Et in Arcadia ego que apareix a l'obra de Hamilton Finlay. En ciència-ficció, Camouflage és una novel·la sobre éssers extraterrestres que canvien de forma de Joe Haldeman. La paraula s'utilitza de manera més figurada en obres literàries com ara la col·lecció d'històries d'amor i pèrdua de Thaisa Frank,  A Brief History of Camouflage.

El 1986, Andy Warhol va començar una sèrie de pintures monumentals de camuflatge, que van ajudar a transformar el camuflatge en un patró d'estampat popular. Un any més tard, el 1987, el dissenyador novaiorquès Stephen Sprouse va utilitzar els estampats de camuflatge de Warhol com a base per a la seva col·lecció Tardor Hivern 1987.

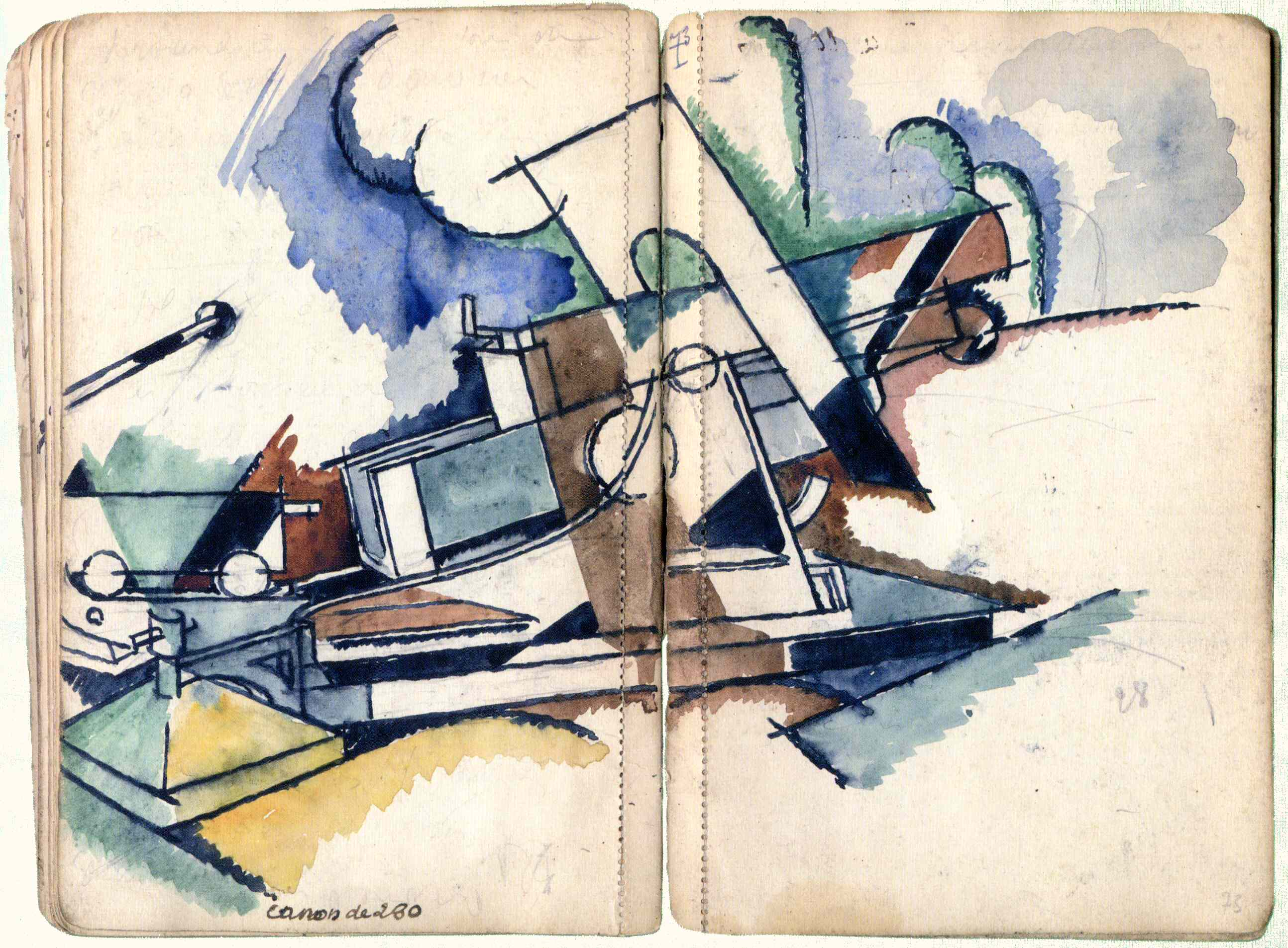
L'esbós cubista d'André Mare, cap al 1917, d'un canó del calibre 280 il·lustra la interacció entre l'art i la guerra, ja que artistes com Mare van aportar les seves habilitats com a camuflatge en temps de guerra.
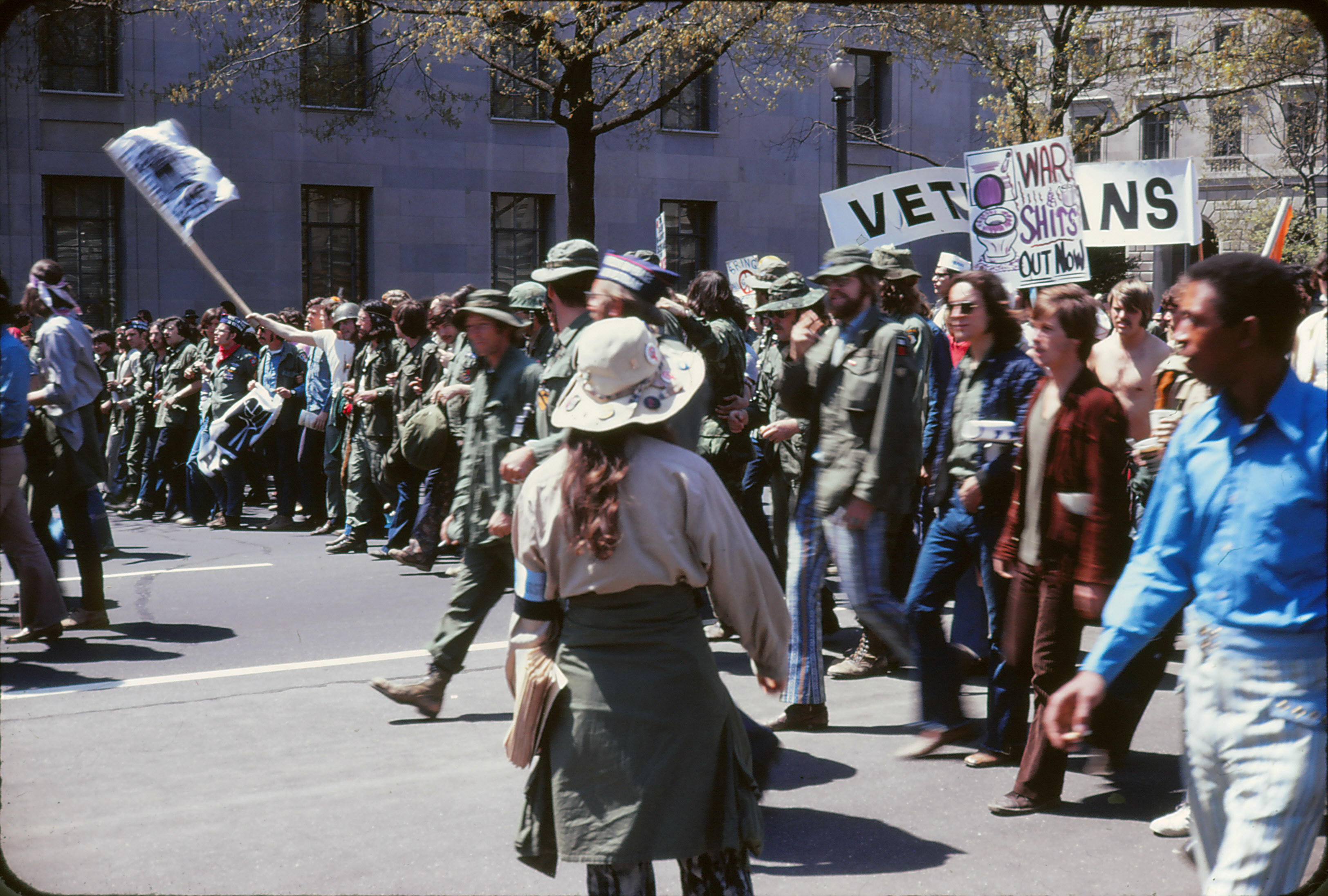
Roba de camuflatge en una protesta antibel·licista, 1971
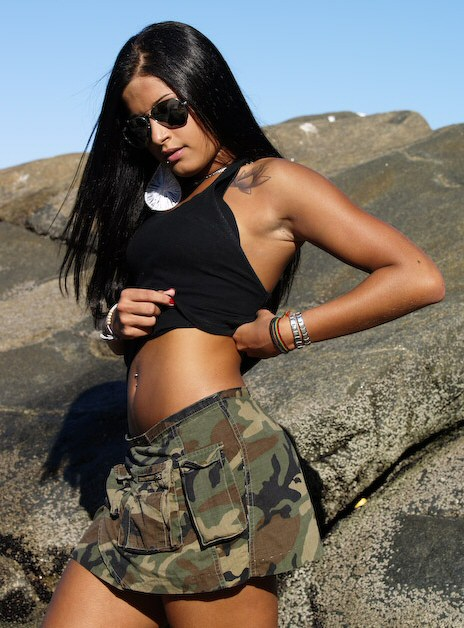
Una faldilla de camuflatge com a article de moda, 2007